# 미쓰비시후소 에어로 스타

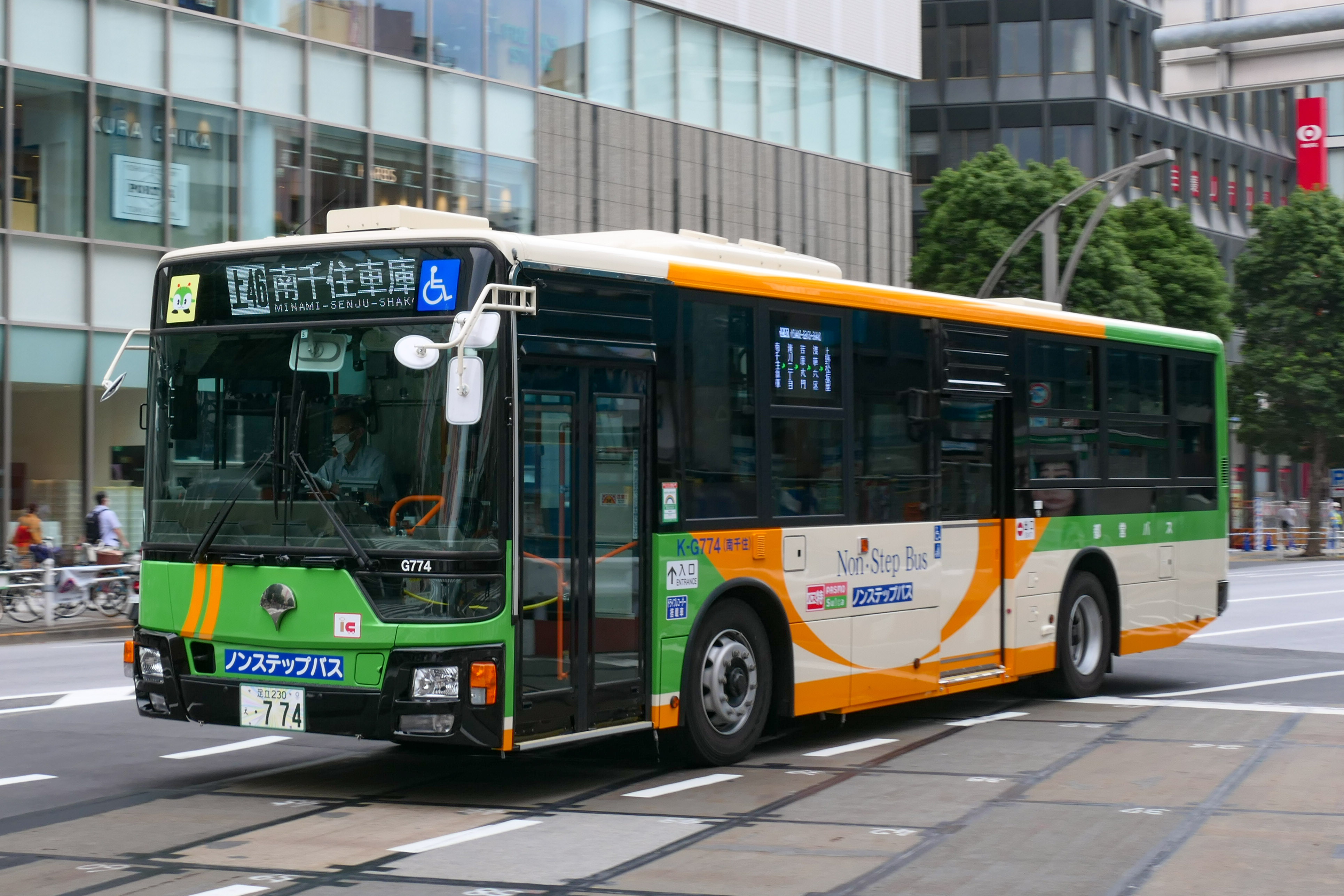
미쓰비시 후소·에어로스터(도쿄도 교통국)

미쓰비시후소 에어로 스타(일본어: 三菱ふそう・エアロスター, 영어: Mitsubishi Fuso Aero Star)는 일본 미쓰비시후소트럭 버스가 만든 대형 시내 및 관광버스다. 초대 에어로 스타K 모델은 현대자동차의 에어로 시티 시리즈의 원형으로 알려져 있다. 에어로 스타K의 K는 쿠레하를 의미하며 쿠레하는 차체를 만드는 업체이다.

## 기존 1950년-1970년의 후소 대형 노선버스
- MR 시리즈 (1960년-1964년)
- B800 시리즈 (노선용)
  - B800 B805 (1967년)
  - B820J (1969년)

## MP 시리즈
- MP107/117/517 (1976년)
- K-(P-)MP107/MP118/518 (1980년)

미쓰비시 후소의 K-MP107계 B35X 모델은 현대 자동차의 RB520/L의 원형으로 알려져 있다.

### 개요
초대 에어로 스타는 1984년 미쓰비시 자동차 공업(나고야)의 MP시리즈를 풀모델체인지하여 먼저 데뷔한 에어로 버스에 이어 모델명이 부여되었다. 시내 노선용 버스(시내버스)의 '별'이 되기를 바랐던 것으로 보인다. 차체는 지금까지의 어떤 의미로 고풍스러운 모노코크 보디에서 근대적인 스켈레톤 보디로 일신(신형 쿠레하제는 먼저 스켈레톤으로 변경)했다. 또한 프론트 마스크는 좌우 비대칭의 승강구측에 시야 확대 창을 마련한 스타일이 되었다. 변속기는 핑거 컨트롤 미션 5단 수동(FCT)이며, 옵션으로 기계식 오토매틱 트랜스미션(MMAT)이 설정되어 있었다. 또한 자가용 타입 이외는 기관 직결식 냉방 장치가 표준 탑재가 되었다.
이 형식에서 특필되는 사항으로 운전석의 타코미터가 전체 차량 표준 장비로 된 것 외에 엔진 회전수가 타코미터의 레드존(초기 차에는 2,300rpm)에 도달되지 않더라도 일정한 회전수에 도달하면 인파네의 램프와 비프음으로 과잉 회전을 경고하는 '비경제적 주행' 경고등이 추가된 것이다.

### 차체
순정 차체는 미쓰비시 명차(오에 공장)제의 에어로 스타 M과 쿠레하 자동차 공업(→ 신 쿠레하 차체 공업→ 미쓰비시 자동차 버스 제조(MBM)→ 현 미쓰비시 후소 버스 제조(MFBM))산의 에어로 스타 K 2종류가 존재한다. 양자는 전면 및 후면이나 지붕 곡면의 형상이 다르며 에어로 스타 K는 둥글면서 불쾌감을 주지 않는 스타일, 에어로 스타 M은 그것보다 직선적이고 근대적인 스타일이었다.
1993년에는 양사의 차체 설계가 에어로 스타 M으로 통일되고, 후에 차체 제조가 미쓰비시 자동차 버스 제조(구 쿠레하)로 단일화되어 오에 공장에서의 생산은 없어졌으며 쿠레하에서는 P-MP118계에 에어로 스타 K를 가장한 사례가 적지만 존재한다.

### 시리즈의 변천
P-MP218/618계
초대 에어로 스타는 1984년, 그때까지 K-(및 P-)MP118/518계를 전면 모델체인지하여 탄생한 P-MP218(리프 서스)/618(에어 서스)계에서 시작했다.
엔진 형식이 6D22에서 변하지 않았지만 표준 출력차량으로 158kW(215PS)에서 165kW(=225PS)/2200rpm으로 출력이 인상되고 있어 엔진 소리도 MP118/518계와 다르다. 또한 터보 엔진 탑재 차량(6D22T1: 200kW=270PS)도 개조 취급으로 도중부터 추가 설정된(형식중 기관 이름 뒤에 'T', 말미에 '1'이 추가된다. 예: P-MP618MG→ P-MP618MTG1). 또한 차체 치수의 개편을 통해 휠 베이스(축간 거리)는 단척(K, 4.8m), 중간척(M, 5.3m), 장척(P, 6.0m)의 3종류(후에 가나가와 주오 교통의 발주로 5.8m의 N을 추가)이다. 그리고 가장 큰 차이가 차체이다. 지정 차체인 미쓰비시제 또는 쿠레하(→ 신 쿠레하→ MBM)제의 그것은 기존 모노코크 바디에서 스켈레톤 바디로 변경되었다. 또한 차체 형상에 의해 끝에 식별 기호(이하 편의적으로 '차체 식별 기호'라고 한다)를 추가했다(전문: G, 전후문: R, 전중문: F).
1988년에는 마이너 체인지가 이루어져 내장이 에어로 버스 같이 갈색 계열에서 회색 계열로 변경되었다. 외에는 FCT의 인지게이터도 디지털 표시로 변경하는 동시에 에어로 버스와 마찬가지로 회전계의 하부에 배치되었다.

에어로 스타 M
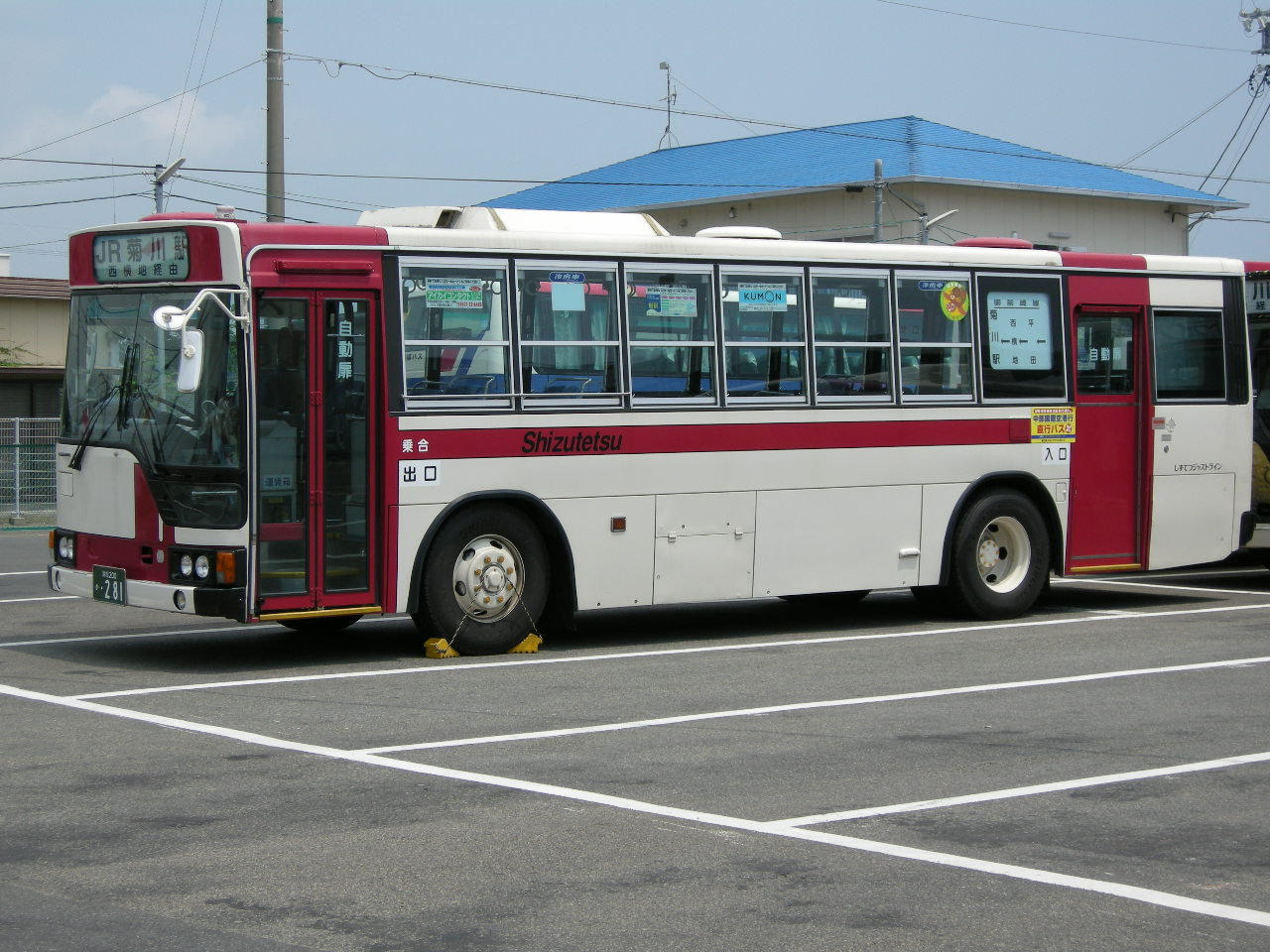
P-MP218K 시즈테츠 저스트라인
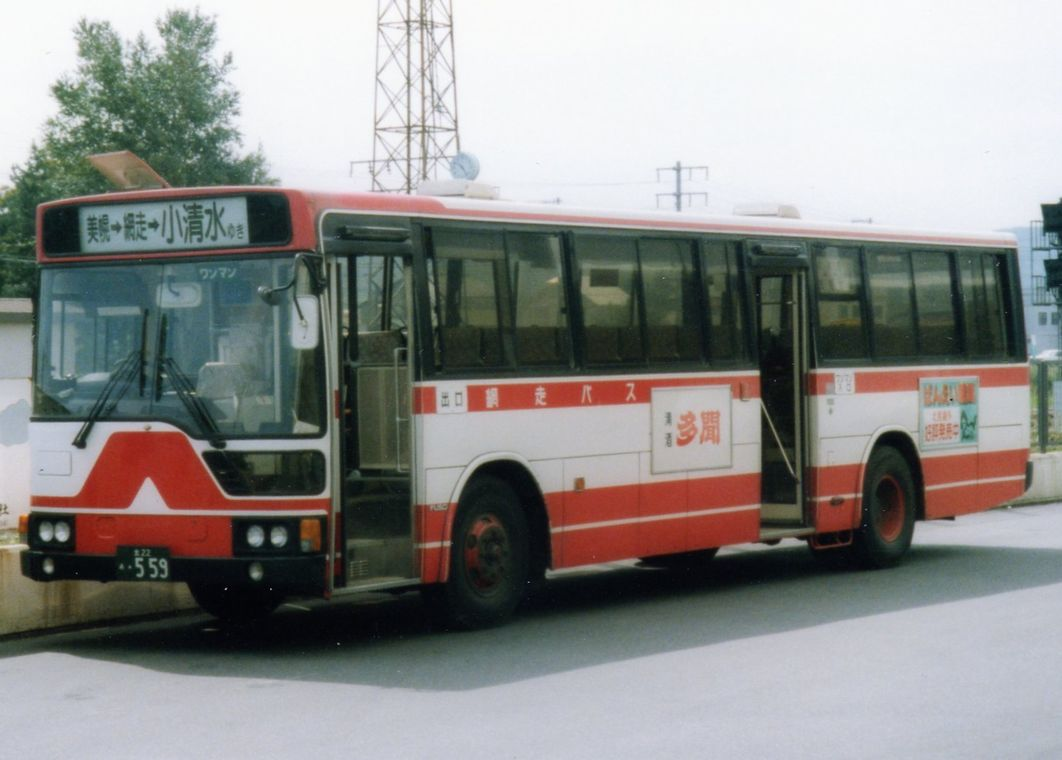
P-MP218M 아바시리 버스
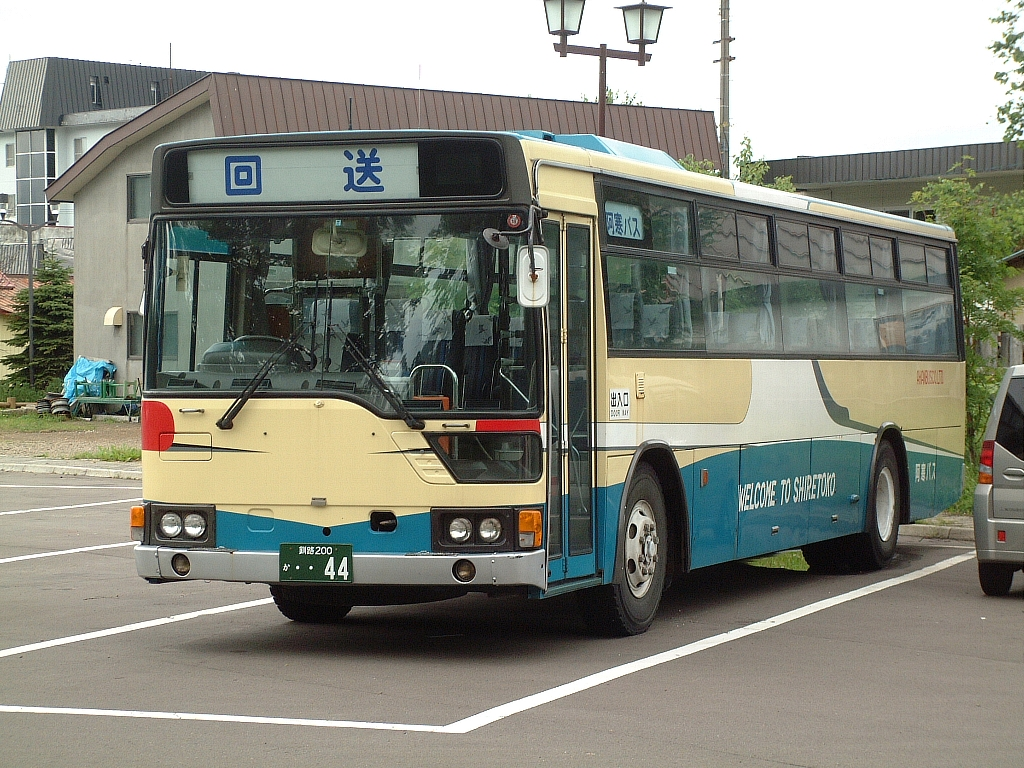
P-MP618P1전문형 사양 아칸 버스

에어로 스타 K
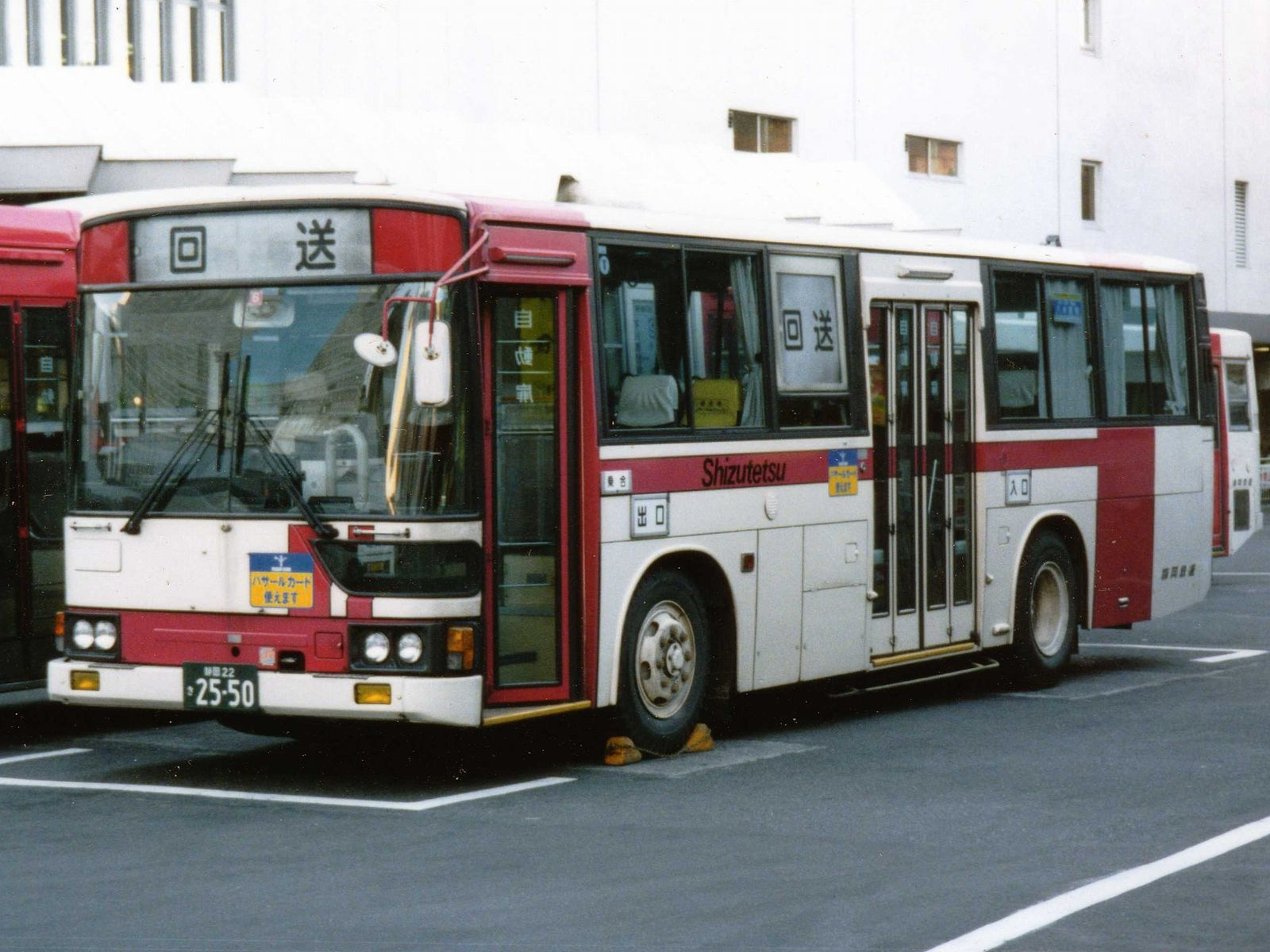
P-MP218K 시즈테츠 저스트라인
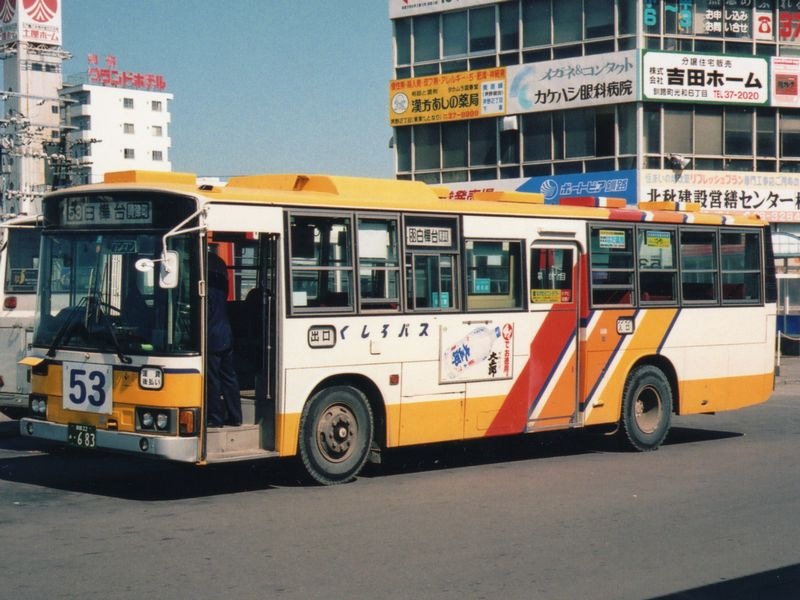
P-MP218M 쿠시로 버스
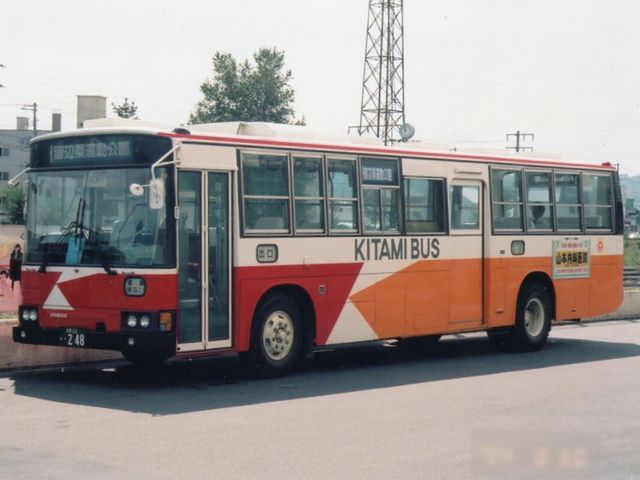
P-MP218P(기) 기타미 버스
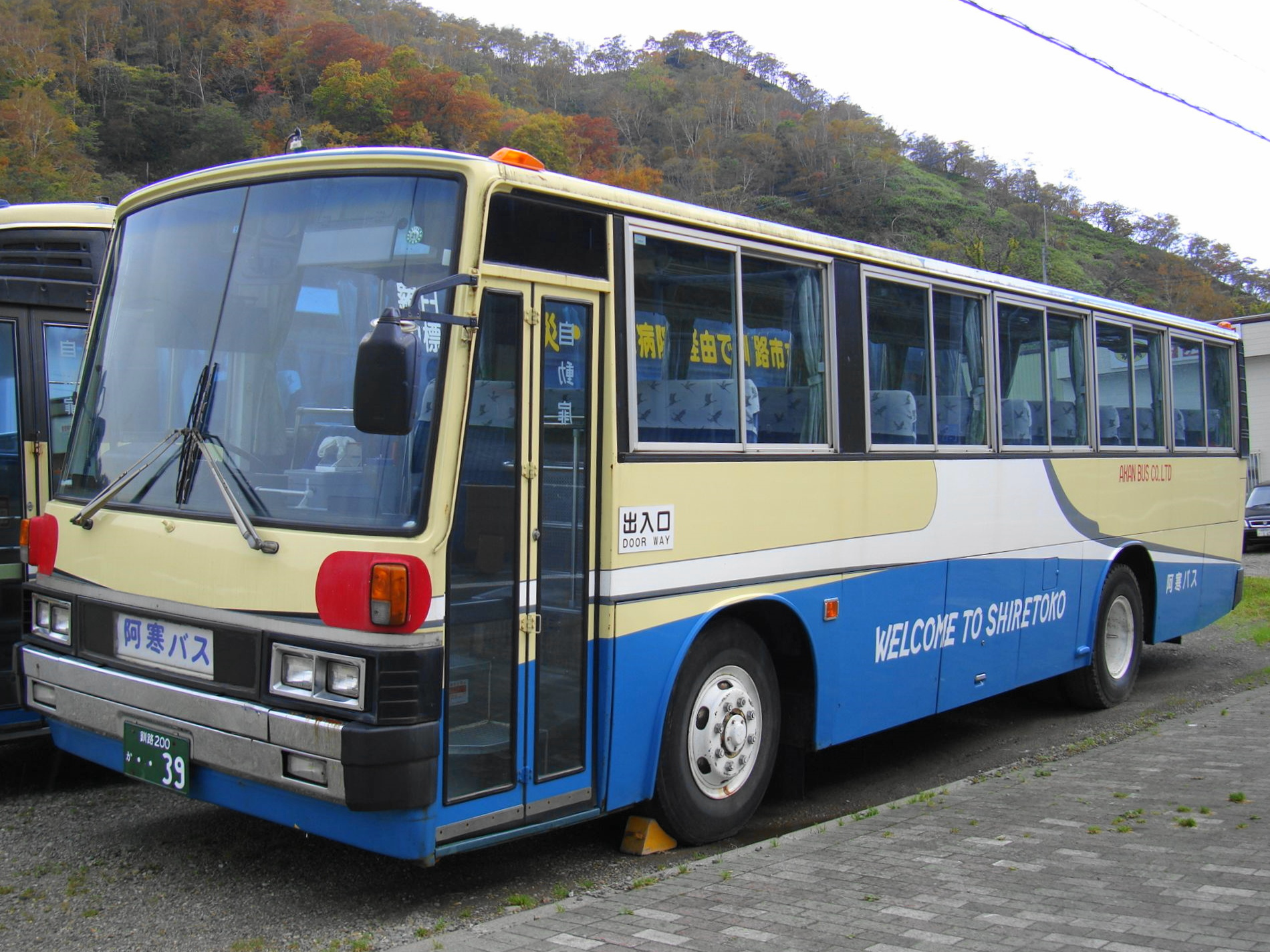
P-MP618P 아칸 버스(원 자가용)

후지 중공업·서일본 차체공업 차체를 가장한 사례
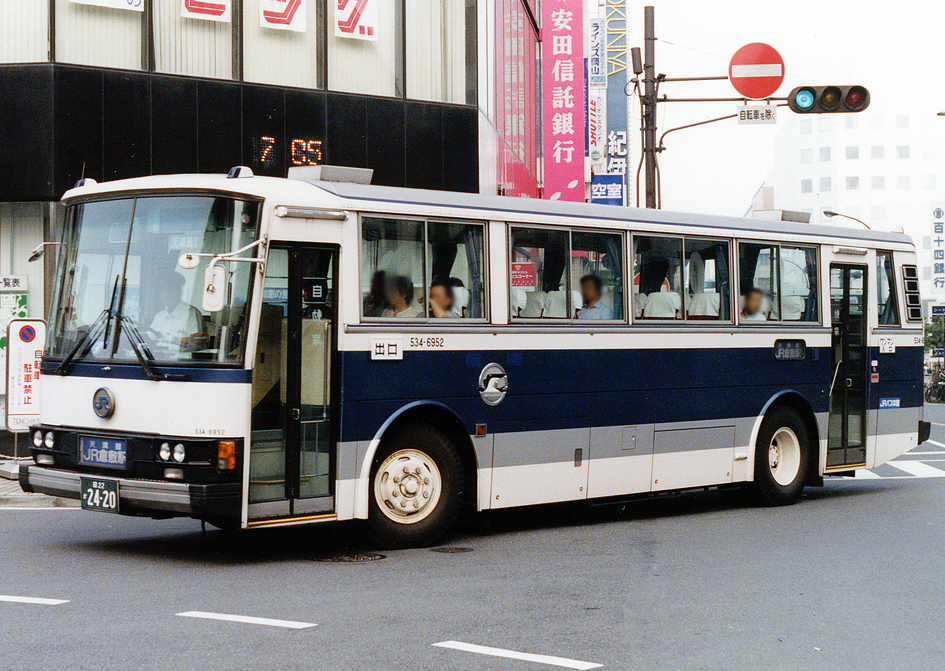
후지 중공업 차체 15형 B P-MP618M(개) 주고쿠 JR버스
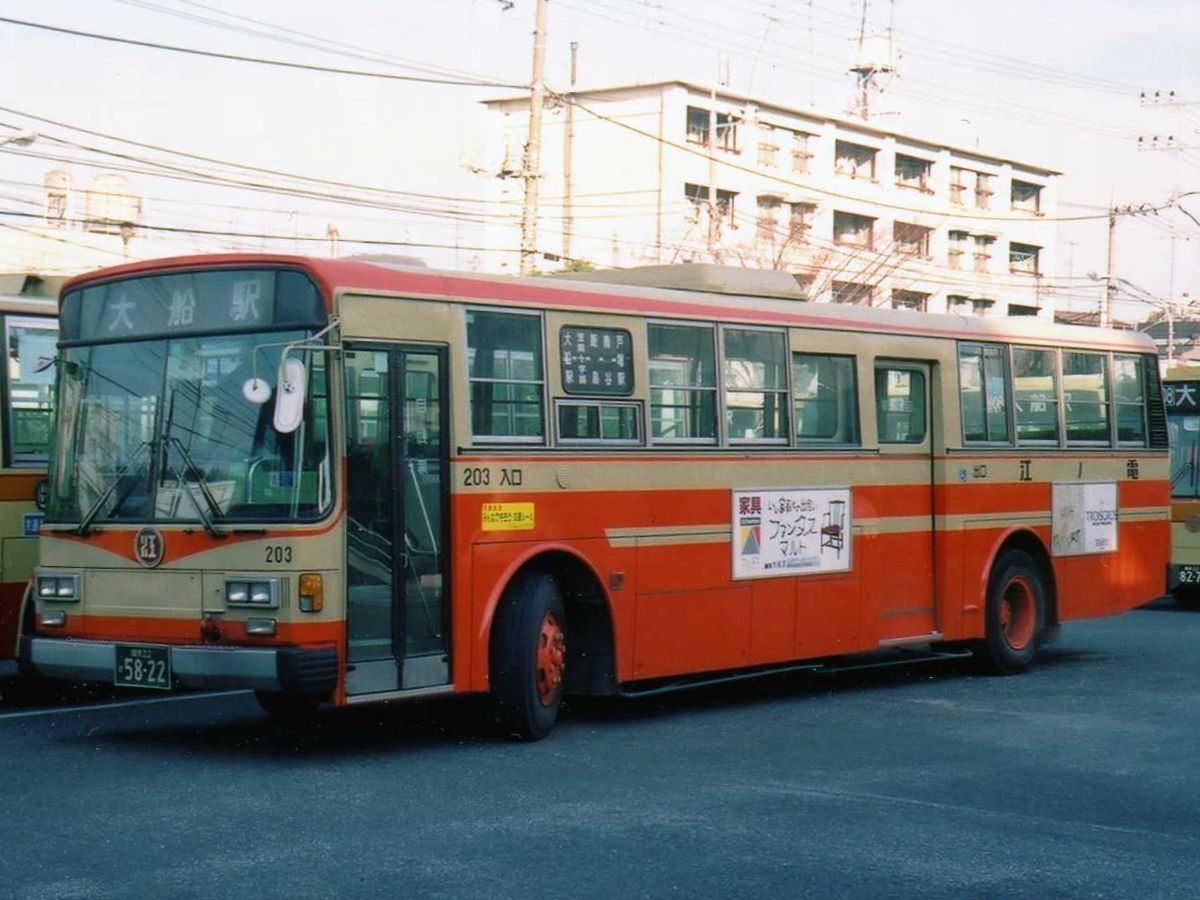
후지 중공업 차체 15형 E P-MP218P 에노시마 전철
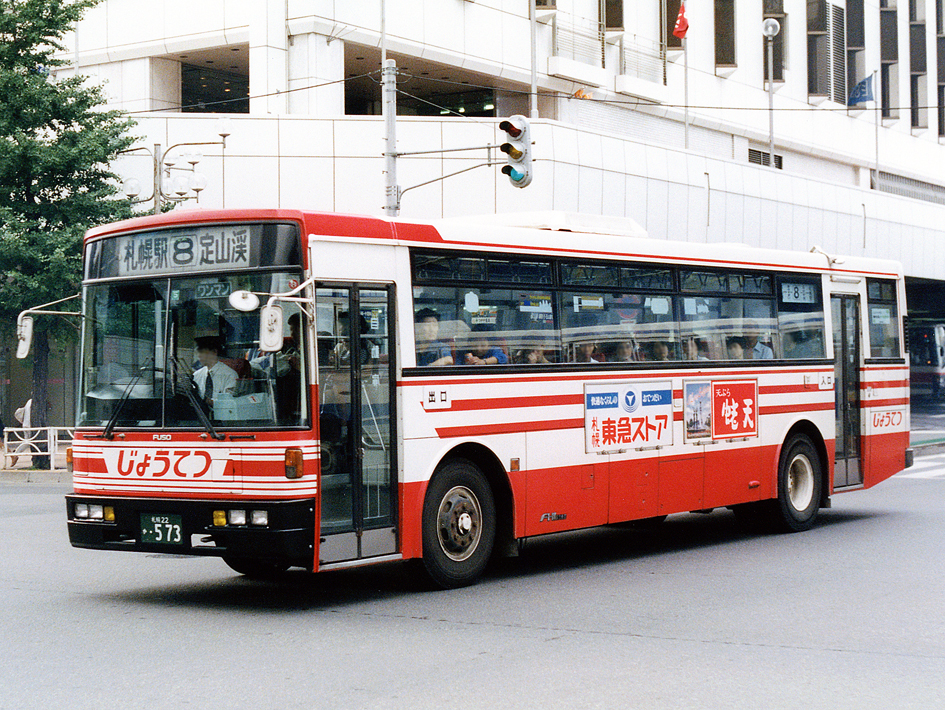
후지 중공업 차체 17형 E P-MP618P 조테츠

U-MP218/618계
1990년의 1989년 배출 가스 규제 적합으로 U-MP218/618계가 되었지만 프론트 범퍼의 안개등이 원형에서 네모형으로 각진 형태, 터보 엔진 탑재 차량의 출력이 적었다가 증가된 것(200→ 207kW:280PS) 이 외에 큰 변경 사항은 없으며 1992년 생산분보다 머플러(소음기)의 위치가 오른쪽으로 변경되었다. 나고야 가이드 웨이 버스 시작차의 베이스로 채용되었다.

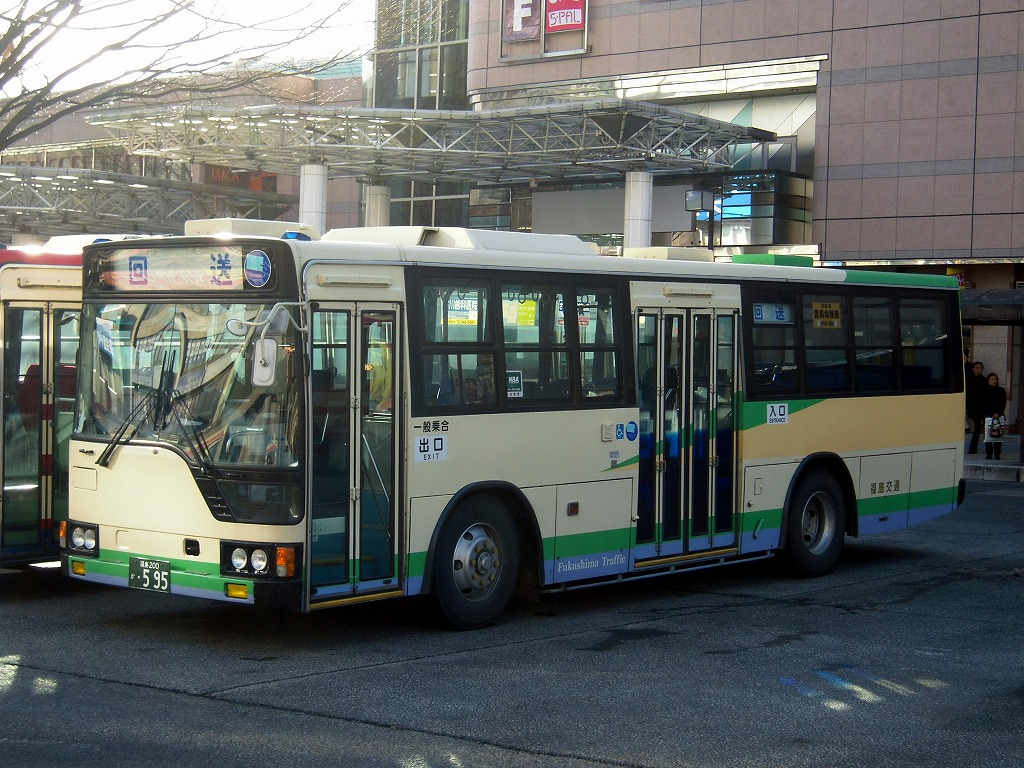
에어로 스타 M U-MP218K 후쿠시마 교통(도쿄 도 교통국에서 이적한 차량)
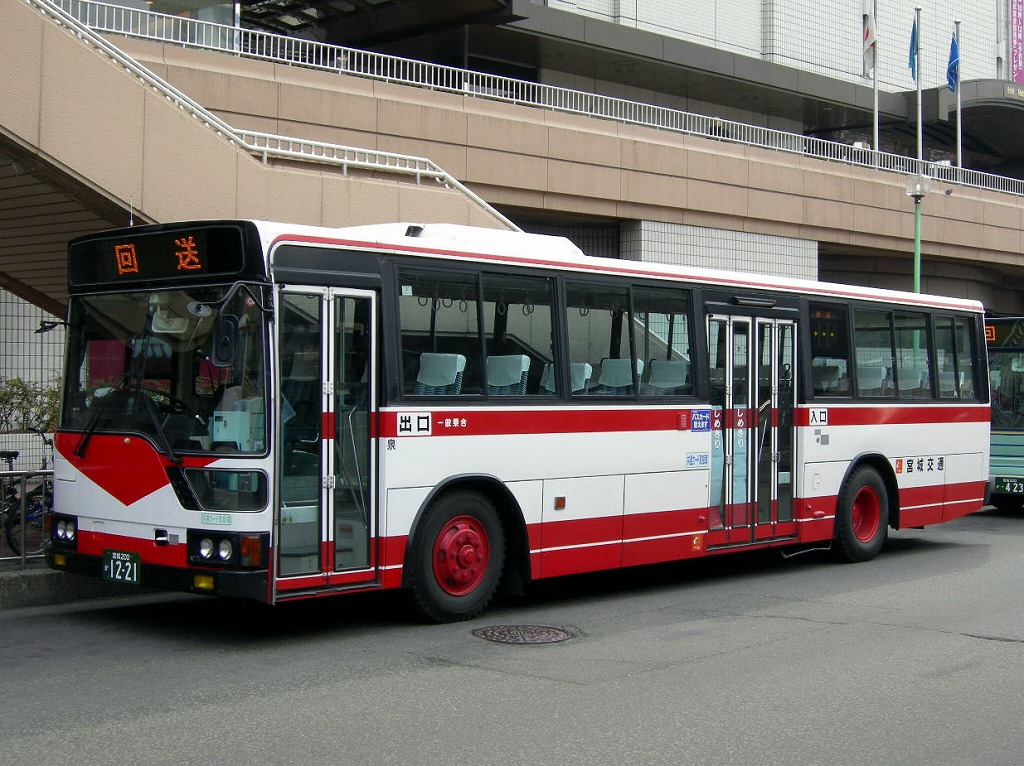
에어로 스타 M U-MP218P 미야기 교통(메이테츠 버스에서 이적한 차량)
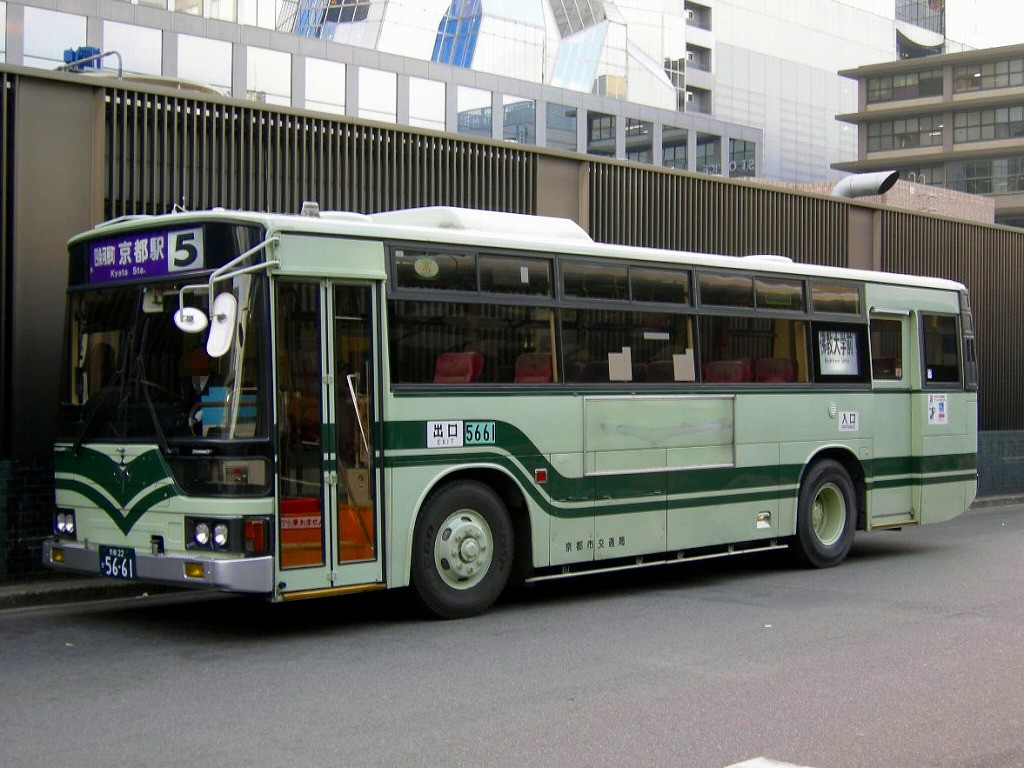
에어로 스타 K U-MP618K 교토 시 교통국

KC-MP217/617계
1995년의 규제 적합 모델로 KC-MP217(리프 서스)/617(에어 서스)계가 되었다. 이 때 엔진이 6D24(표준 출력 177kW(=240ps)/2200rpm)로 변경되었다. KC-MP217/617계는 풀 모델 체인지가 계획되어 있어 다음 1996년 9월에 MBM 제조분은 종료되었으나 1997년 2월에 나고야 시 교통국이 재고를 59량 도입했다.
서일본 차체공업 바디 및 후지 바디를 가장하는 것은 섀시 공급으로 1997년까지 제조되었다. 서일본 차체공업 바디의 대부분은 58MC에서의 가장이 되지만, 극히 일부에 96MC를 가장한 차량이 존재한다.
형식은 다음과 같다.
|               | WB4.8m    | WB5.3m    | WB5.8m    | WB6.0m    |
| ------------- | --------- | --------- | --------- | --------- |
| 에어 서스펜션 | KC-MP617K | KC-MP617M | KC-MP617N | KC-MP617P |
| 리프 서스펜션 | KC-MP217K | KC-MP217M | KC-MP217N | KC-MP217P |

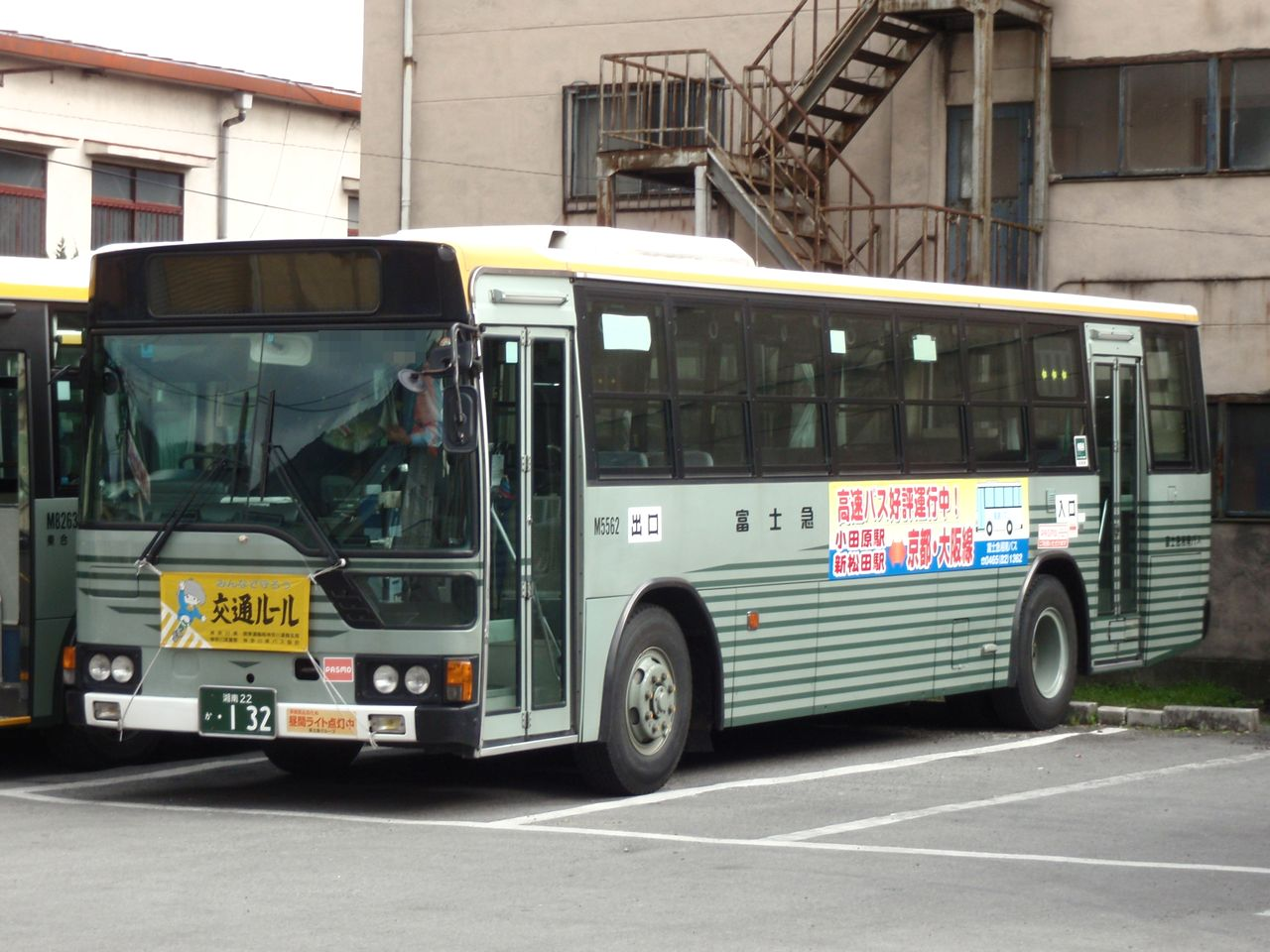
KC-MP617M 후지큐 쇼난 버스
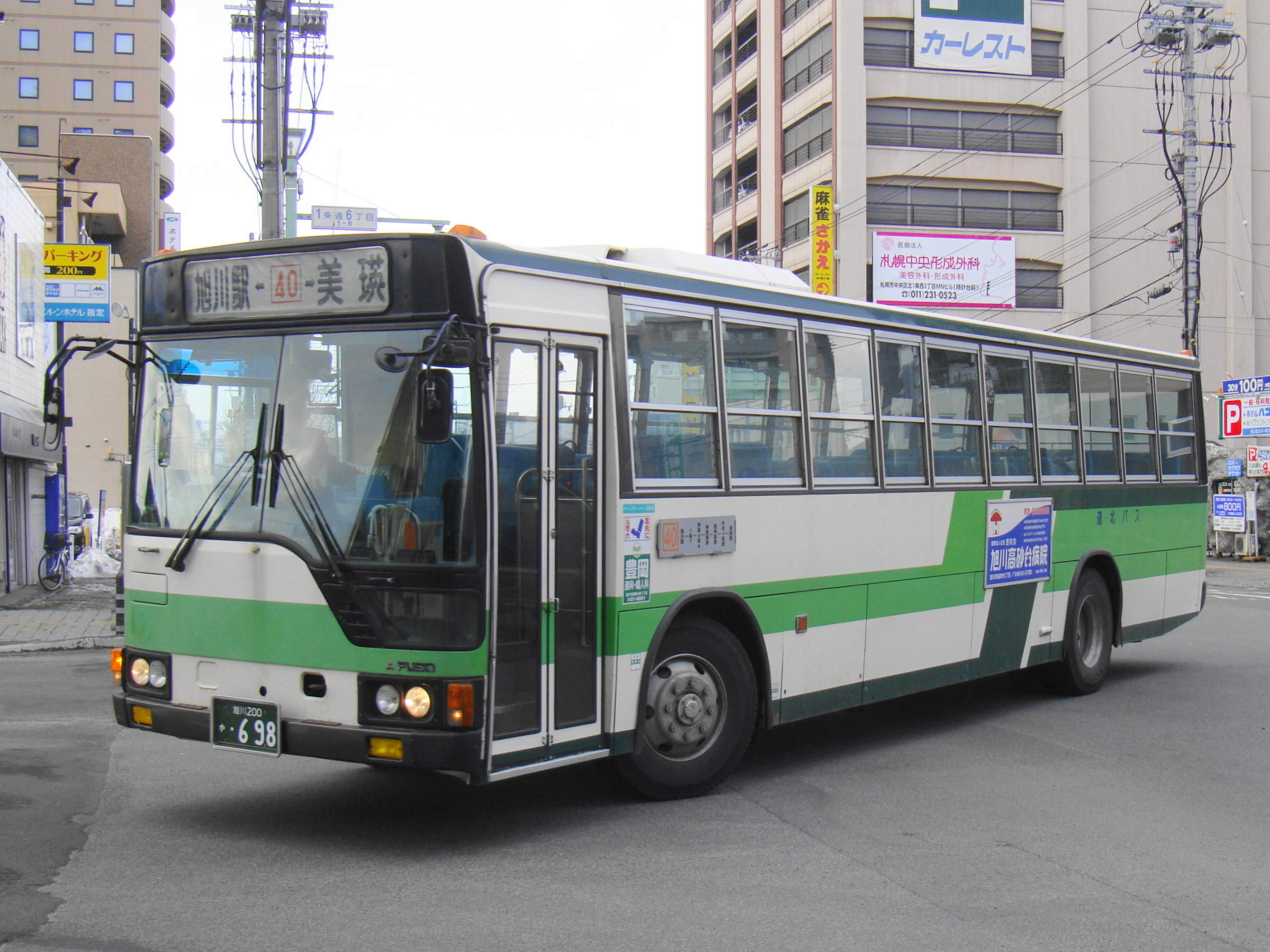
KC-MP617N전 문 차 도호쿠 버스(전문형 자가용)

### 논스텝 버스(초저상 모델)
1984년에 미쓰비시 후소는 최초의 원맨 운전 대응의 본격적인 논스텝 버스를 시작했다. 전중문 간 바닥을 350mm까지 낮추어 논스텝화를 실현했다. 엔진 부분은 통상의 버스와 같은 구조이지만 실내는 사라진 공간이 많아 거의 좌석 1줄 만큼 실내 유효 길이는 짧아지고 있었다.
고가이므로 일반 승합용으로서의 도입 사례는 나고야 철도(현 메이테쓰 버스), 기후 승합 자동차, 게이힌 급행 전철(현 게이힌 급행 버스, 하네다 게이큐 버스 등)의 3개 업체만으로 1987년경까지 생산되었다. 이 외에 나리타 국제공항 내에서의 일본 항공 승무원 버스 운행을 수탁했던 지바 관광이 전세 등록으로 2대 보유하고 있었다.
그 뒤 1994년에 메이테쓰를 위해 상기의 논스텝 버스 생산 초기차를 사용한 나고야 공항(현 나고야 비행장)순환용의 대체로(U-MP617M계) 1대가 추가 제조되었다.

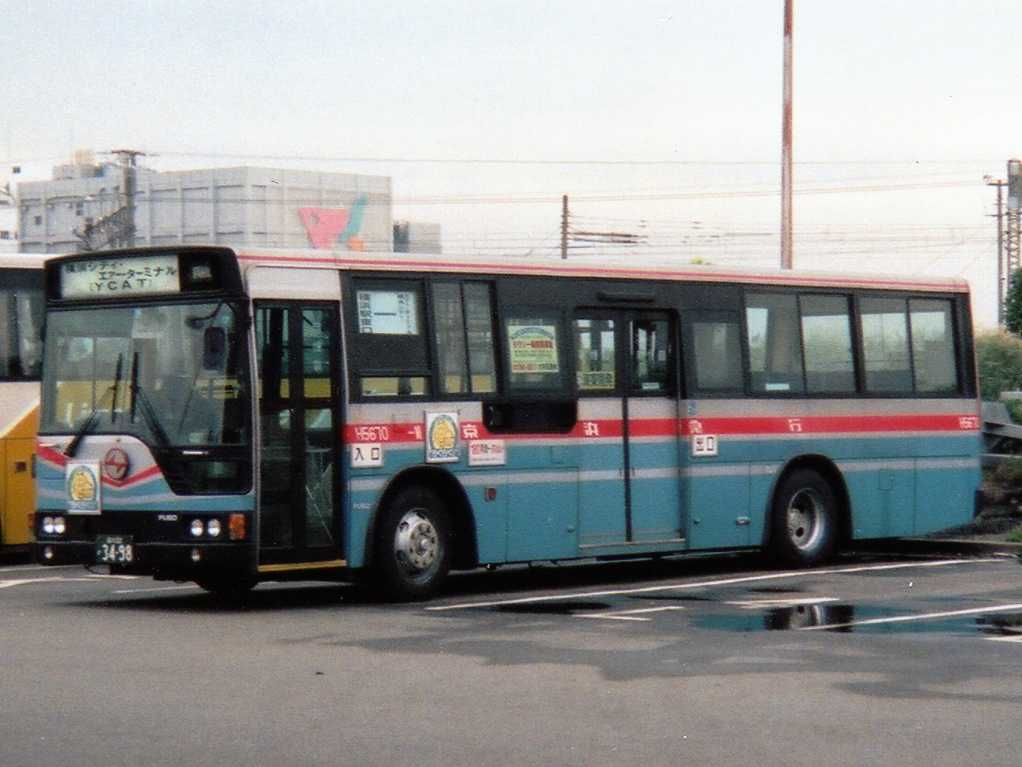
논스텝 버스 P-MP218M계 게이힌 급행 전철

### 도시형 초저상 버스
1991년 4월 도쿄 도 교통국은 도쿄 도청이 현재 청사로 이전한 것을 기회로 신주쿠역 서쪽 출입구와 도청 주변을 순환하는 셔틀 버스를 운행 개시했다. 이때 대형 4량은 바닥 지상고 550mm의 원스텝 버스를 납품했다.(이것이 후에 '도시형 저상 버스'로 불리는 차량이다) 미쓰비시 후소는 구동계를 표준차와 달리 횡형 엔진 레이아웃으로 앵글 드라이브의 일종인 'T드라이브'를 통해 동력을 전달함으로써 후문을 마련한 경우도 풀 플랫으로 할 수 있었다. 또한 요코하마 시 교통국도 시험적으로 1대 도입했다(2008년 폐차). 형식은 시작차(차) 취급을 위해 'MP6X'가 되었다.

### 게이큐형 원스텝 버스
1989년 전년에 히노 자동차와 게이힌 급행 전철이 공동 개발한 이른바 게이큐형 원스텝 버스를 보급시킬 목적으로 신 쿠레하 자동차 공업이 생산에 따른 것이 처음이다. 당시 게이힌 급행은 히노제 일반 노선 차량을 일본 가나가와 현의 영업소에 집중 배치하고 있으며, 도쿄 시내 영업소에 배치하려면 다른 메이커의 대응이 절대 필수였다는 사정이 있었다. 이 때문에 신 쿠레하 자동차 공업이 히노를 이어가는 형태로 게이큐형 원스텝 버스를 생산하여 게이힌 급행 버스 하네다 영업소에 납품했다.
당초 미쓰비시 자동차 오에 공장에서 생산되지 않아 에어로 스타 M바디에서 생산했던 예는 게이힌 급행 전철에 한정하면 1993년까지 없었다. 뉴 에어로 스타가 되고 나서도 약간의 수량이 생산되었지만 2000년 하반기 1대를 마지막으로 게이힌 급행 버스는 그렇게 일반 노선 차량의 신차를 원칙적으로 논스텝에 통일한 후 리콜 문제에 의한 거래 정지도 있어 잠시 동안 신차가 끊겼다. 그러나 2011년 하네다 공항 - 요코하마 역 간 리무진용으로 오랜만에 생산이 이루어졌다.

### U-MP628계, KC-MP627계

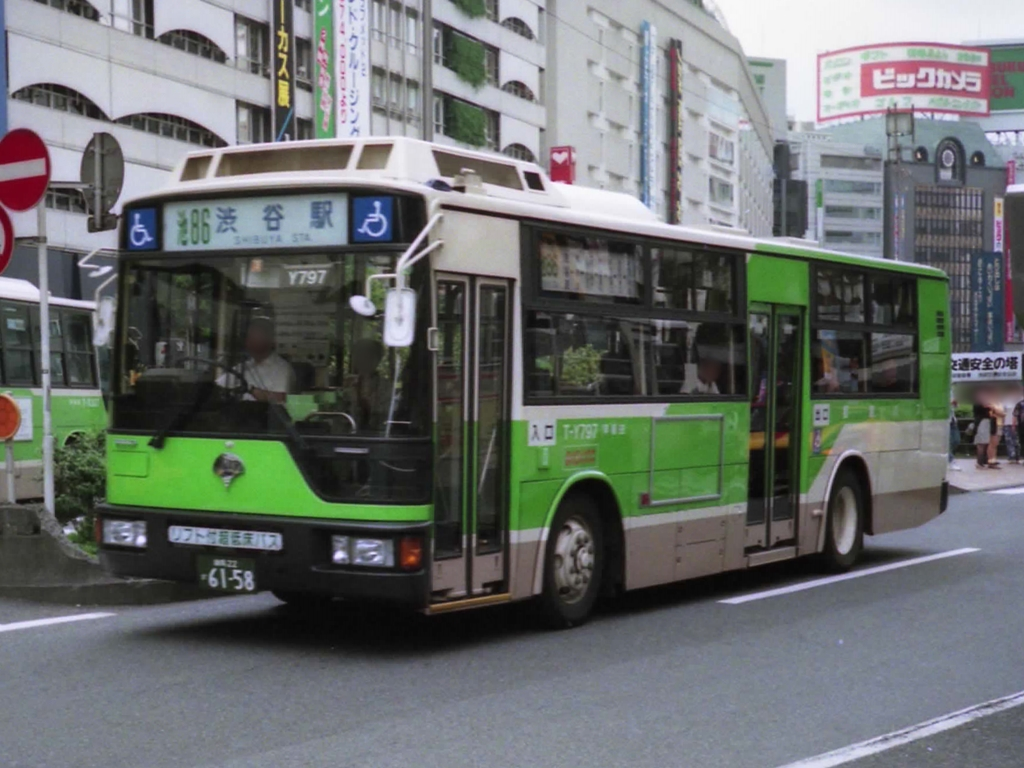
에어로 스타 리프트 차량 U-MP628K

리프트 장착 모델이다. 도영 버스(도쿄 도 교통국)등에 납품되었다. 1995년에 1994년 배기 가스 규제에 대응한 KC-MP627계이다. 전체 차량 쿠레하·MBM 제품으로 1993년 이후에도 에어로 스타 K 디자인이었다. 도영 버스 납품 차량은 대체를 위해 차례로 퇴역하고 있지만, 도영 버스가 2005년 이후 자동차 NOx, PM 법을 비롯한 환경 규제를 엄격화하는 관점에서 같은 운수업의 타사에 대한 양도를 최대한 인정하지 않을 방침으로 했기 때문에 타사에서 다시 활약할 가능성은 절망에 가깝다.

### MBECS(M벡스: 축압식 하이브리드 버스)
지상 설비가 불필요한 축압식 하이브리드 기구를 탑재한 저공해차로 1993년에 발표되었다. 1995년에 공회전 정지 기구와 산화 촉매 머플러를 장착한 KC-MP237/637계로 1997년에는 뉴 에어로 스타에도 설정되었다. 운전석 계기판 상부에 에너지 축적성을 나타낸 레벨 게이지가 증설되고 있다. 엔진은 U-MP가 6D22형(225PS), KC-MP가 6D24형(240PS)이다.
같은 축압식 하이브리드 자동차는 이스즈·큐빅의 'CHASSE'와 닛산 디젤 UA시리즈의 'ERIP'가 존재하지만, 기대한 것보다 더 에너지 절약 효과가 낮았던 것, 하이브리드 기구의 소형·경량화와 이전이 어려운 저상화에 적합하지 않은 것, 중기 안전 제동 규제의 적합도 어렵다는 등의 이유로 개발을 중단하고 현재는 하이브리드 시스템을 정지, 철거한 사업자가 많다. 도입 사업자는 도쿄 도 교통국·요코하마 시 교통국·가와사키 시 교통국, 가나가와 중앙 교통·나고야 시 교통국·오사카 시 교통국·교토 시 교통국·고베 시 교통국·노히 승합 자동차·나고야 철도 등이 있다.
형식은 다음과 같다.
|           | WB4.8m     | WB5.3m     |
| --------- | ---------- | ---------- |
| 리프 서스 | U-MP218K개 | U-MP218M개 |
| 에어 서스 | U-MP618K개 | U-MP618M개 |
|           | WB4.8m     | WB5.3m     |
| 리프 서스 | KC-MP237K  | KC-MP237M  |
| 에어 서스 | KC-MP637K  | KC-MP637M  |

### 2세대 에어로 스타(뉴 에어로 스타)
2대째 에어로 스타는 1996년 9월에 발매를 개시했다. 발매 당초에는 선대와 구분하기 위해 뉴 에어로 스타의 호칭이 이용되다가 점차 에어로 스타로 표기되었으므로 여기에서는 2세대 에어로 스타로 취급한다.
라인업에는 원스텝 버스(중저상 버스)와 자가용 및 고속버스용 투스텝 버스 외에 1997년에는 국산 최초의 본격적인 논스텝 버스 발매가 개시되었다.
변속기는 초대 에어로 스타와 같은 핑거 컨트롤 트랜스미션(FCT)의 5단 수동과 기계식 오토매틱 트랜스미션(INOMAT), 앨리슨제 토크 컨버터식 오토매틱 트랜스미션이다.
차체는 쿠레하의 후신인 MBM에서 설계한 것도 있어 어느 쪽인가 하면 선대의 K형 몸통을 기조로 모델 체인지한 느낌이 되었으며 초대 모델의 MP2/6계에 비해 약간 둥그스름하면서도 정면에서 상부로의 돌출을 거의 억제한 수직선을 강조한 전체적으로 박스형에 가까운 스타일로 변했다. 내부 마감도 구 모델의 나고야 제작소 제품 M형 바탕에 있던 승강대 상부와 냉방 덕트 마감 등의 수지 성형품 사용이 적고, 내부 패널의 형상 또한 심플하게 되었으며 초대에 비해 다소 전통적인 실내 장식으로 환원되었다.

### KC-MP계열
1996년 9월에 에어로 스타 MP217/617계 시리즈를 모델 체인지하는 형태로 등장했다. 그때까지 미쓰비시 대형 시내버스는 미쓰비시 자동차 나고야 제작소(오에 공장)와 미쓰비시 자동차 버스제조(MBM·현 미쓰비시 후소 버스제조)의 쌍방에서 생산되고 있었지만 이번부터 미쓰비시 자동차 버스 제조에서의 생산으로 단일화되었다.
발매 당초의 형식은 원스텝 버스·투스텝 버스 뿐이며 에어 서스가 MP717계, 리프식 서스펜션(판스프링)이 MP317계로 되었다.
운전석 주위의 계기류도 에어로 버스(KC-MS8계)와 동일하게 되었지만, 에어로 버스에 앞서 충격 흡수형 스티어링 휠과 경고 표시 부분에 LED식 표시등을 적용하거나 에어로 버스에는 표준 장비의 배터리 전류계가 생략되는(대신 이 부분에 'FUSO'의 로고가 들어간다) 등 세세한 차이가 있다. 엔진은 계속 6D24(표준 출력 177kW(=240ps)/2200rpm, 터보차저 222kW(=300PS)/2200rpm)가 채택되었다.
1997년에는 국산 최초의 본격적인 논스텝 버스가 추가됐으며 미쓰비시 자동차는 노 스텝 버스의 호칭을 사용했다. 에어 서스 차량만의 설정으로 터보는 선택하지 않고 표준 출력만의 설정이었다.
형식은 아래 표 참조. 빈 칸의 부분은 설정이 없음을 나타낸다. 또한 본 형식으로 설정된 원스텝 차량에 대해서는 차체 식별 기호 앞에 'V'가 들어가다(예: 에어 서스 원스텝 M 전중문 차: KC-MP717M→ KC-MP717MVF)
|                                   | WB4.8m    | WB5.3m    | WB6.0m    |
| --------------------------------- | --------- | --------- | --------- |
| 에어 서스 원스텝 에어 서스 투스텝 | KC-MP717K | KC-MP717M | KC-MP717P |
| 리프 서스 원스텝 리프 서스 투스텝 | KC-MP317K | KC-MP317M | KC-MP317P |
| 에어 서스 논스텝                  | KC-MP747K | KC-MP747M |           |

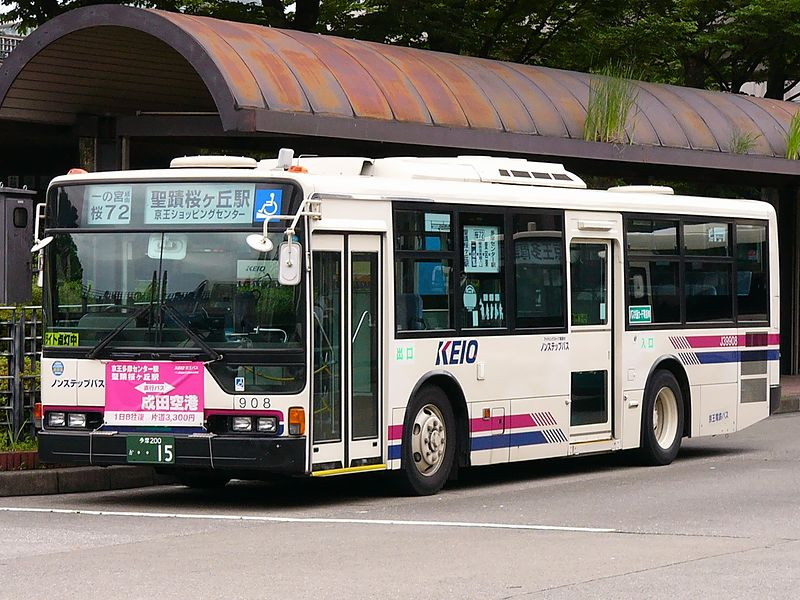
논스텝 KC-MP747K 게이오 전철 버스
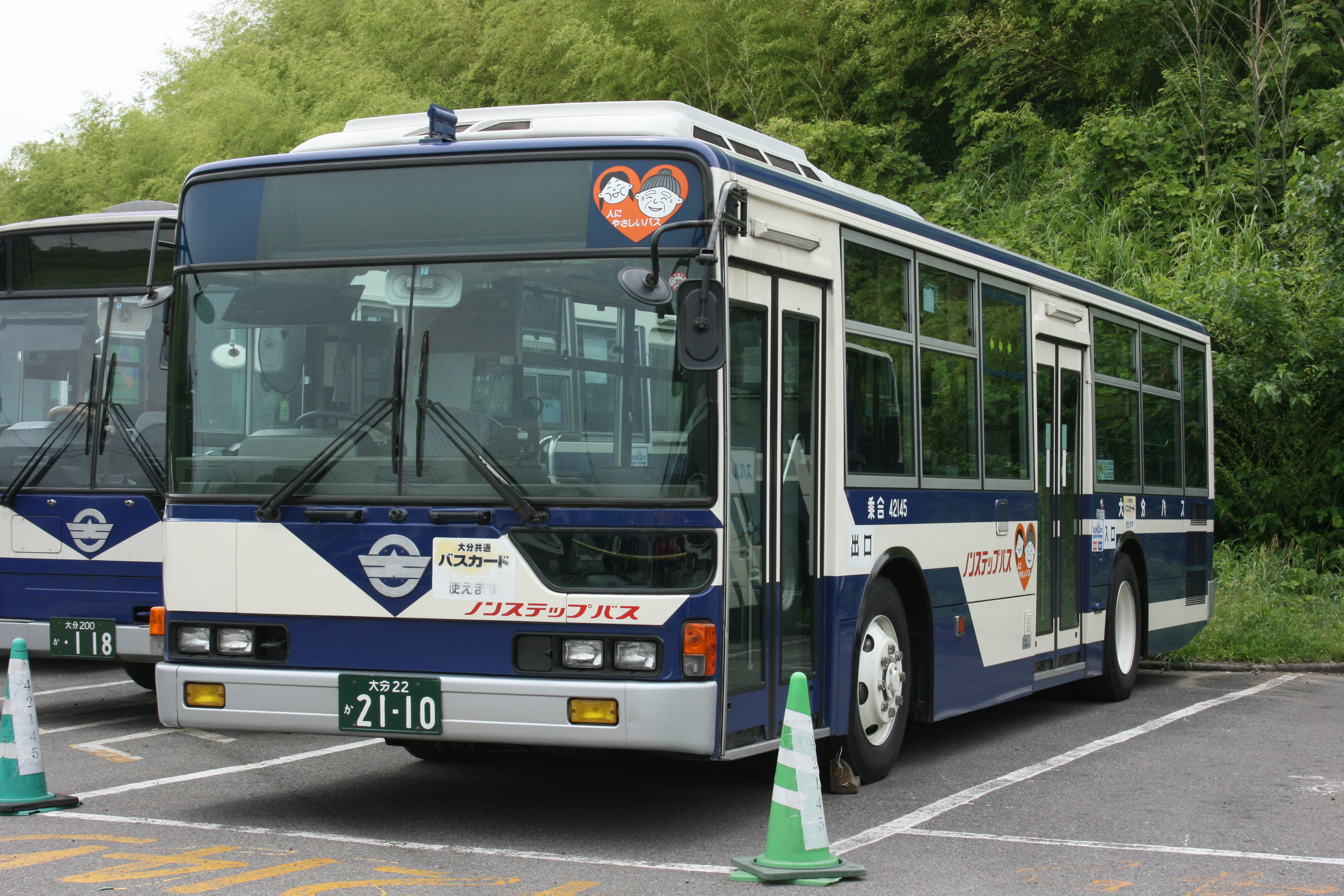
논스텝 KC-MP747K 오이타 버스
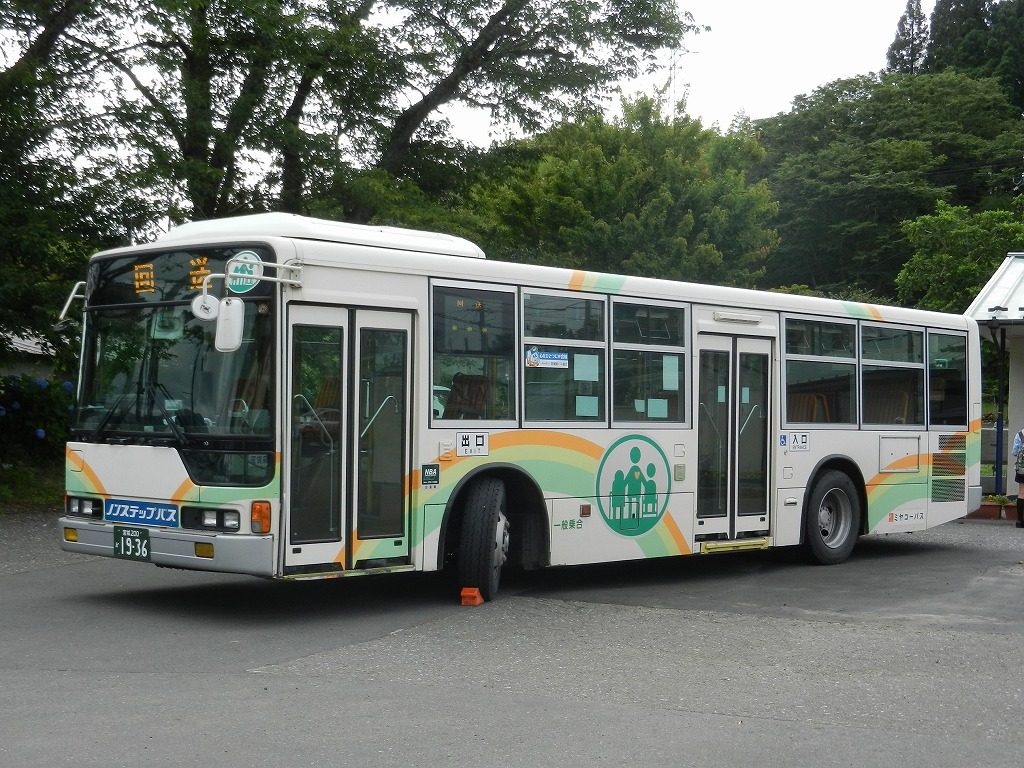
논스텝 KC-MP747K 덴소 냉방 장치 탑재 차량 미야코 버스
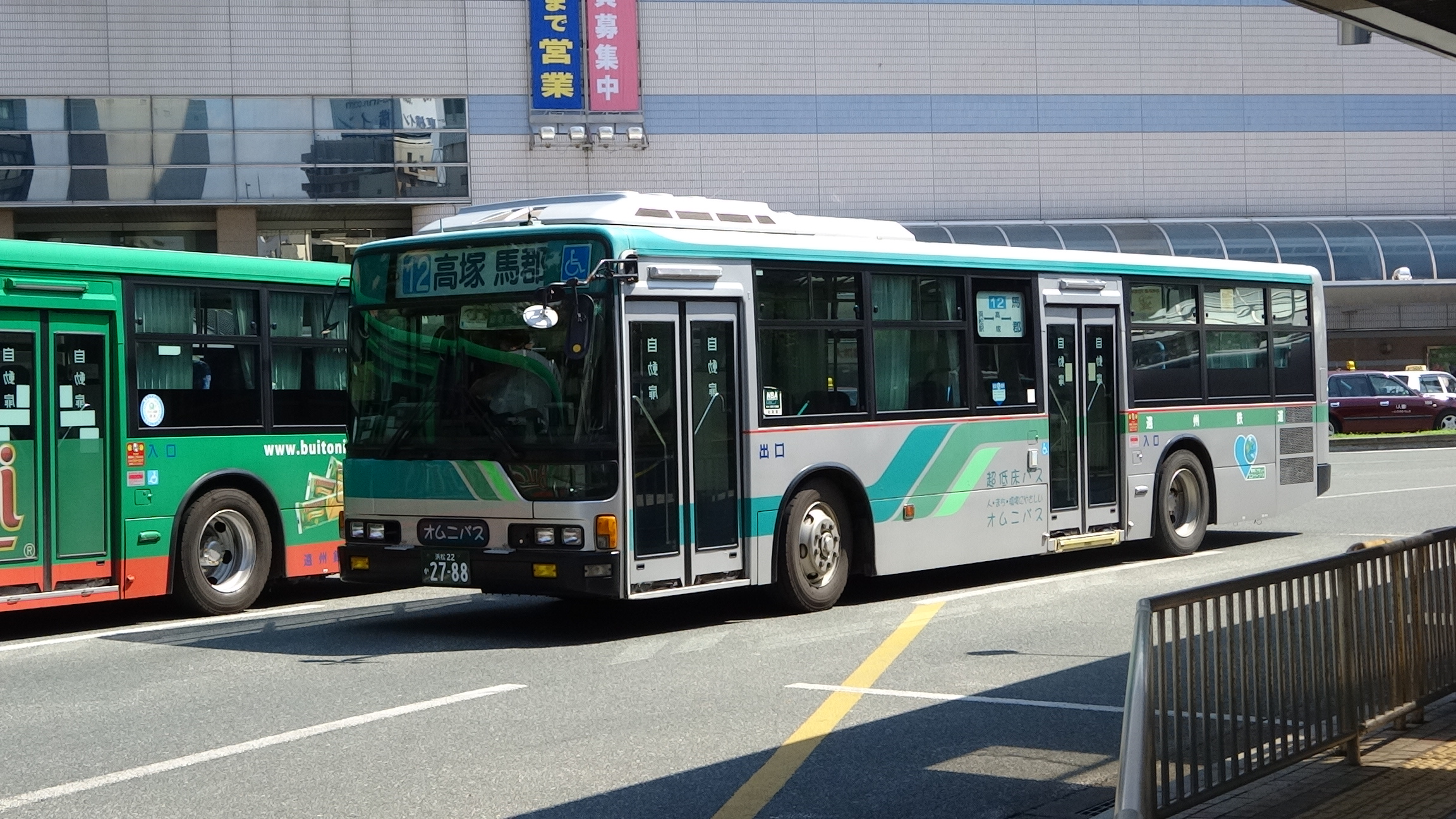
논스텝 KC-MP747M 엔테쓰 버스
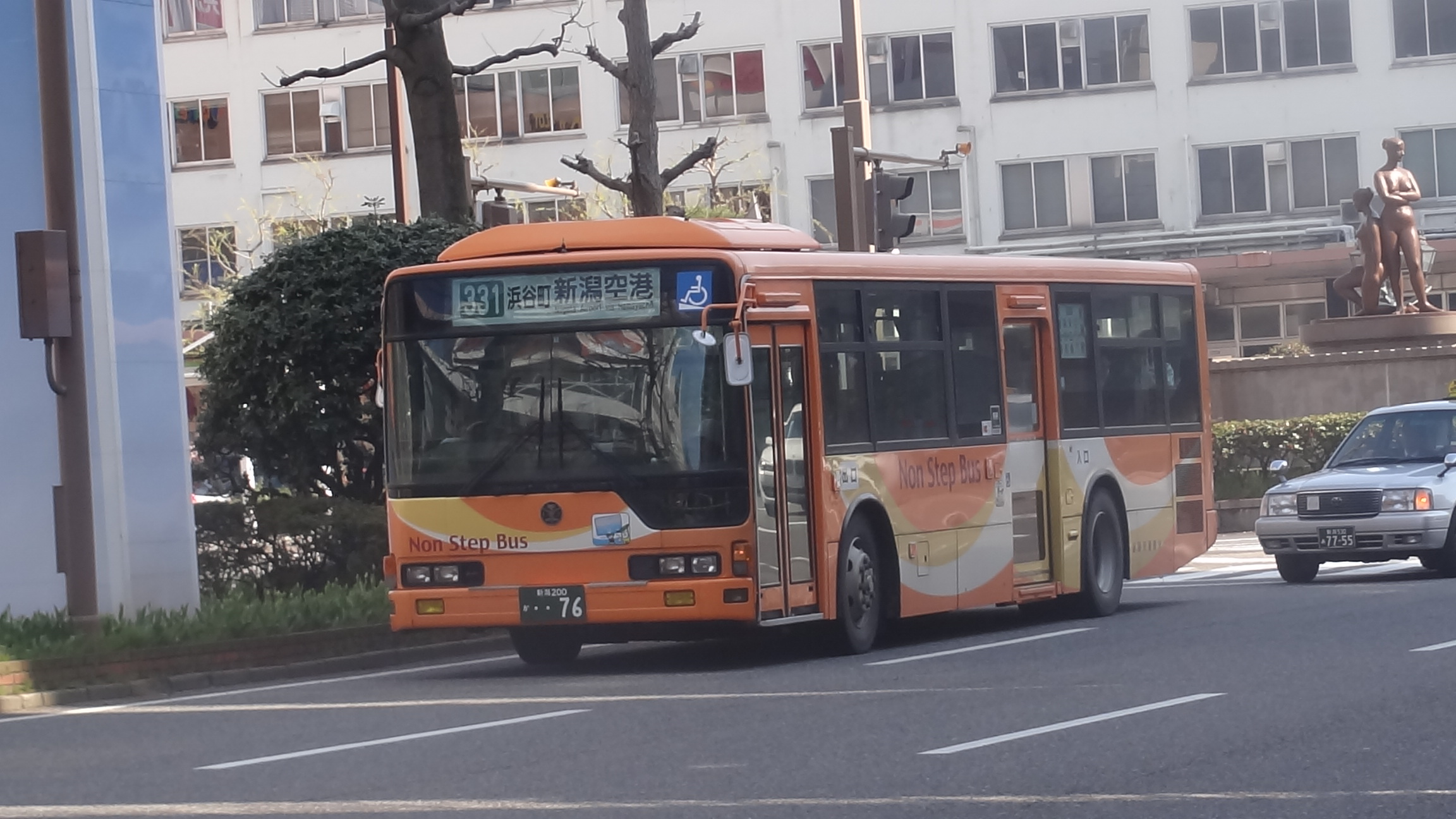
논스텝 KC-MP747M 덴소 냉방 장치 탑재 차량 니이가타 교통 관광 버스
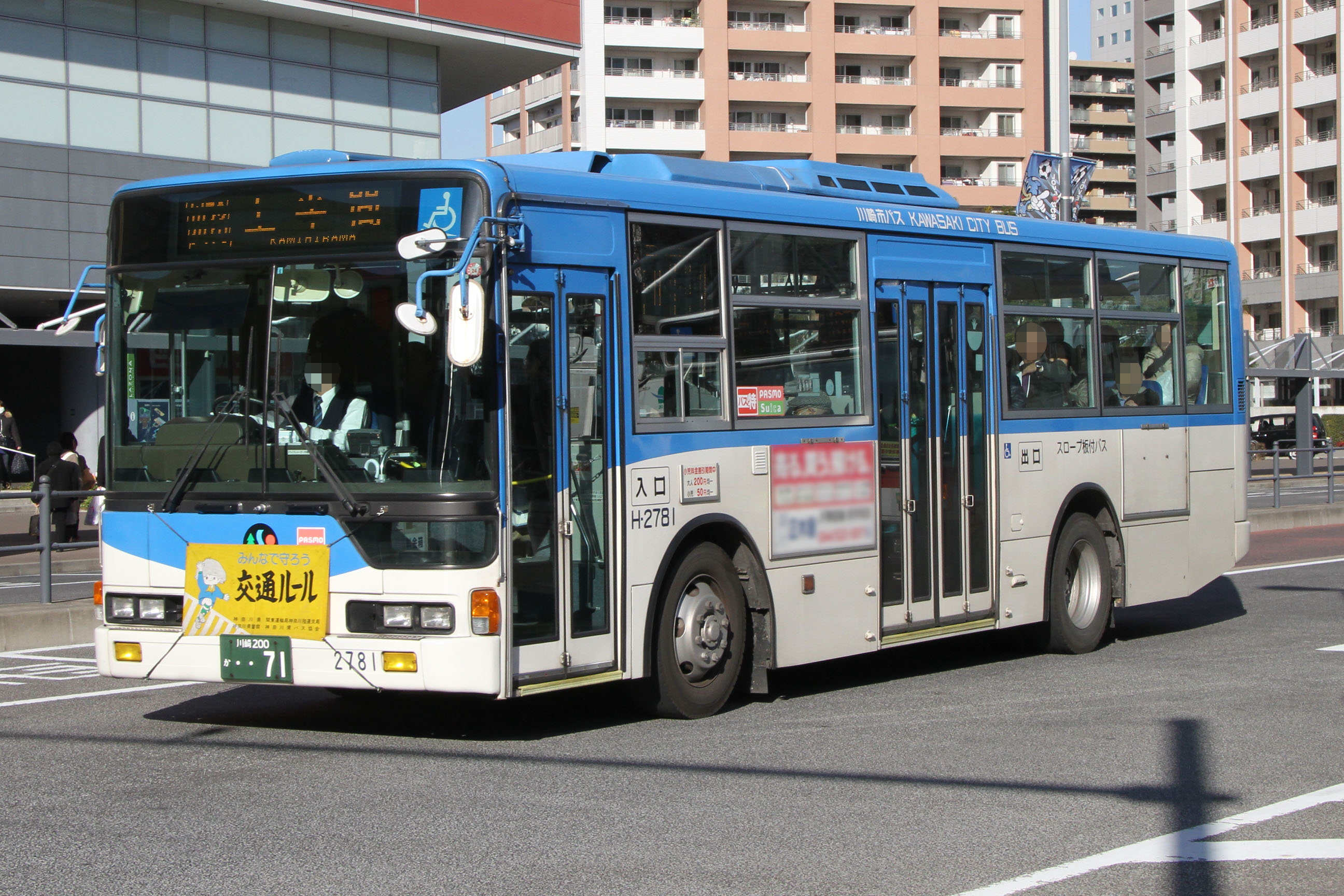
원스텝 버스 KC-MP317K 가와사키 시 교통국
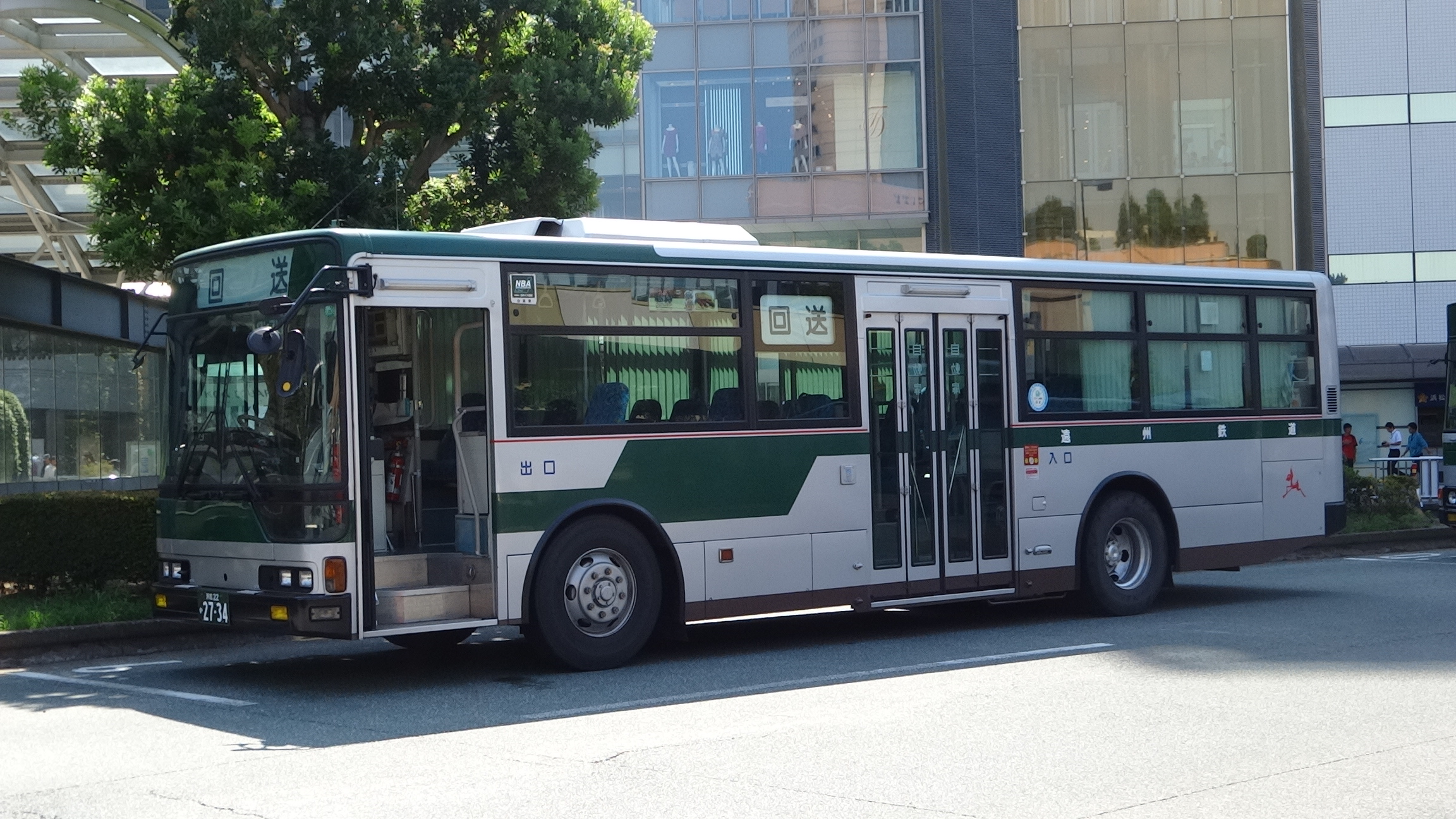
투스텝 버스 KC-MP317M 엔테쓰 버스
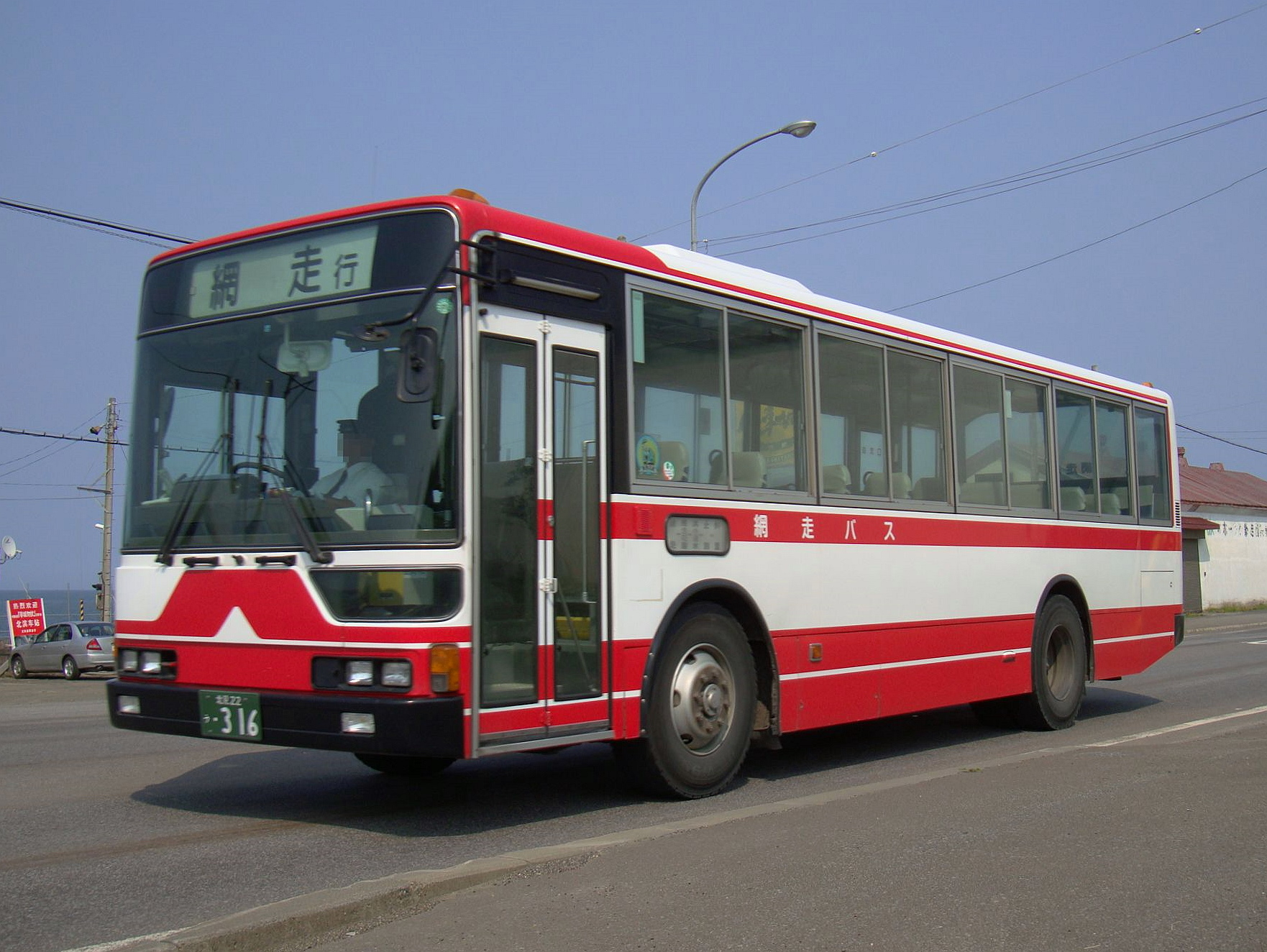
투스텝(전문형) KC-MP717K 아바시리 버스
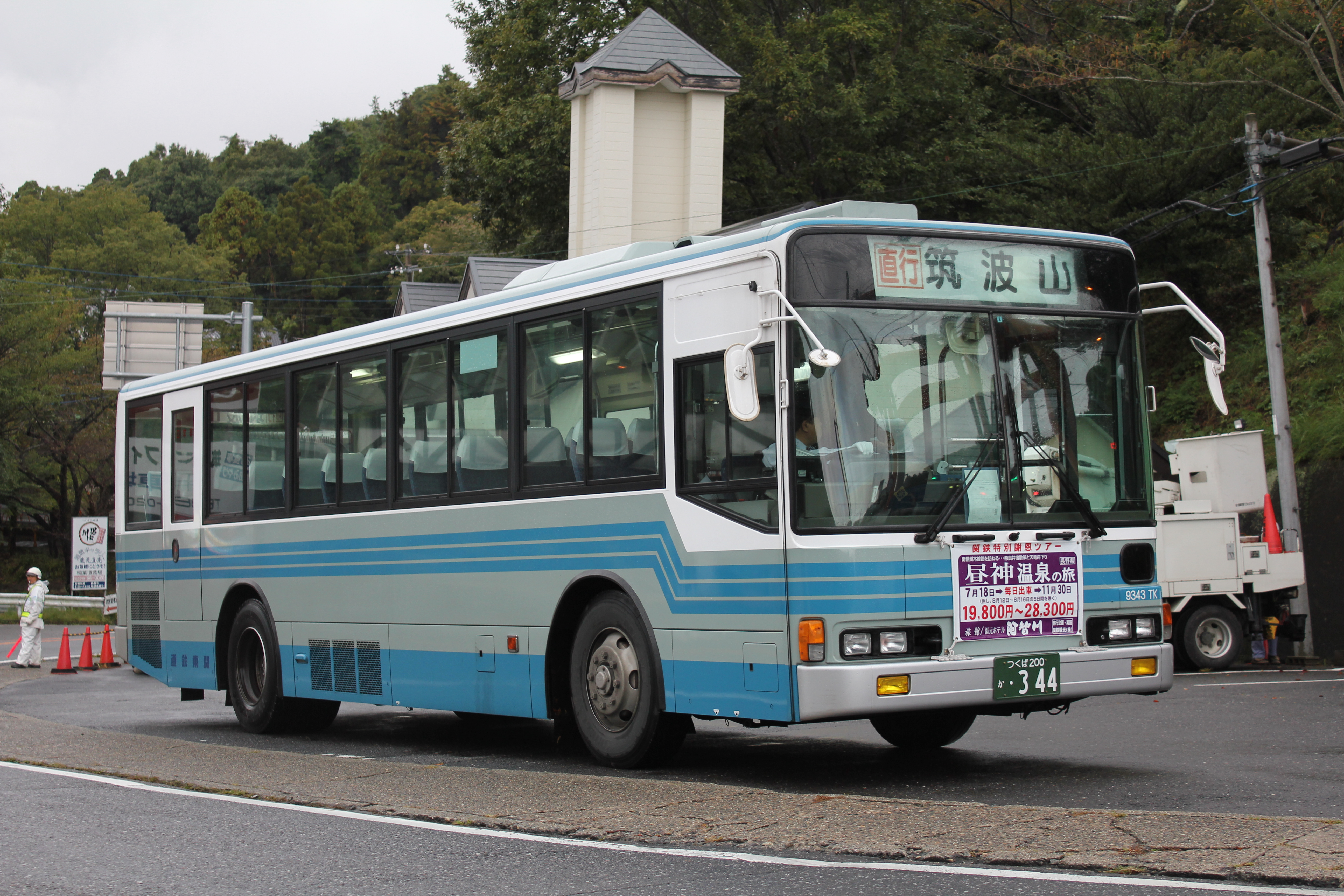
투스텝(미는 위치가 다른 창의 사양) KC-MP717MT 간토 철도
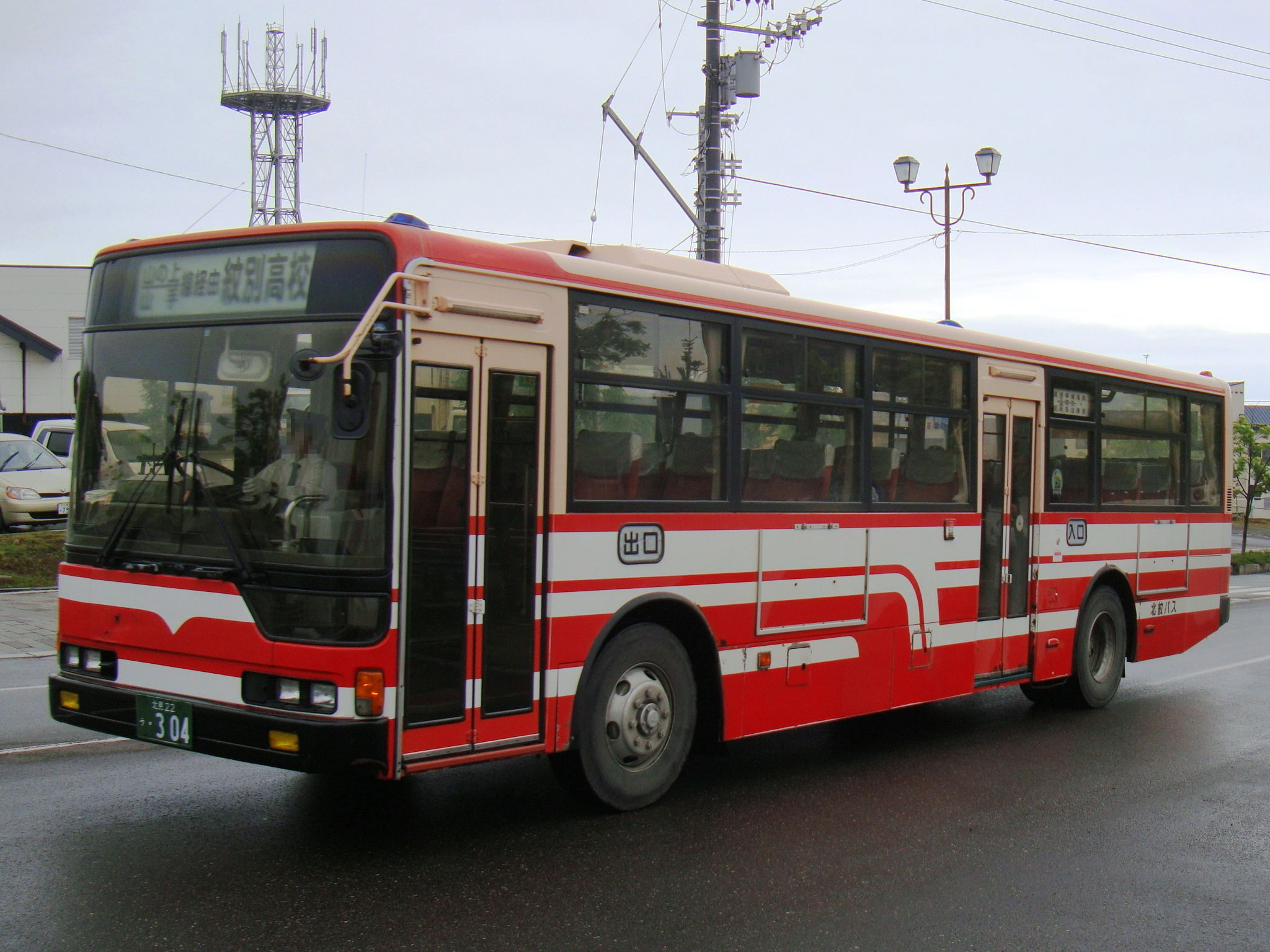
투스텝 KC-MP717P 호쿠몬 버스
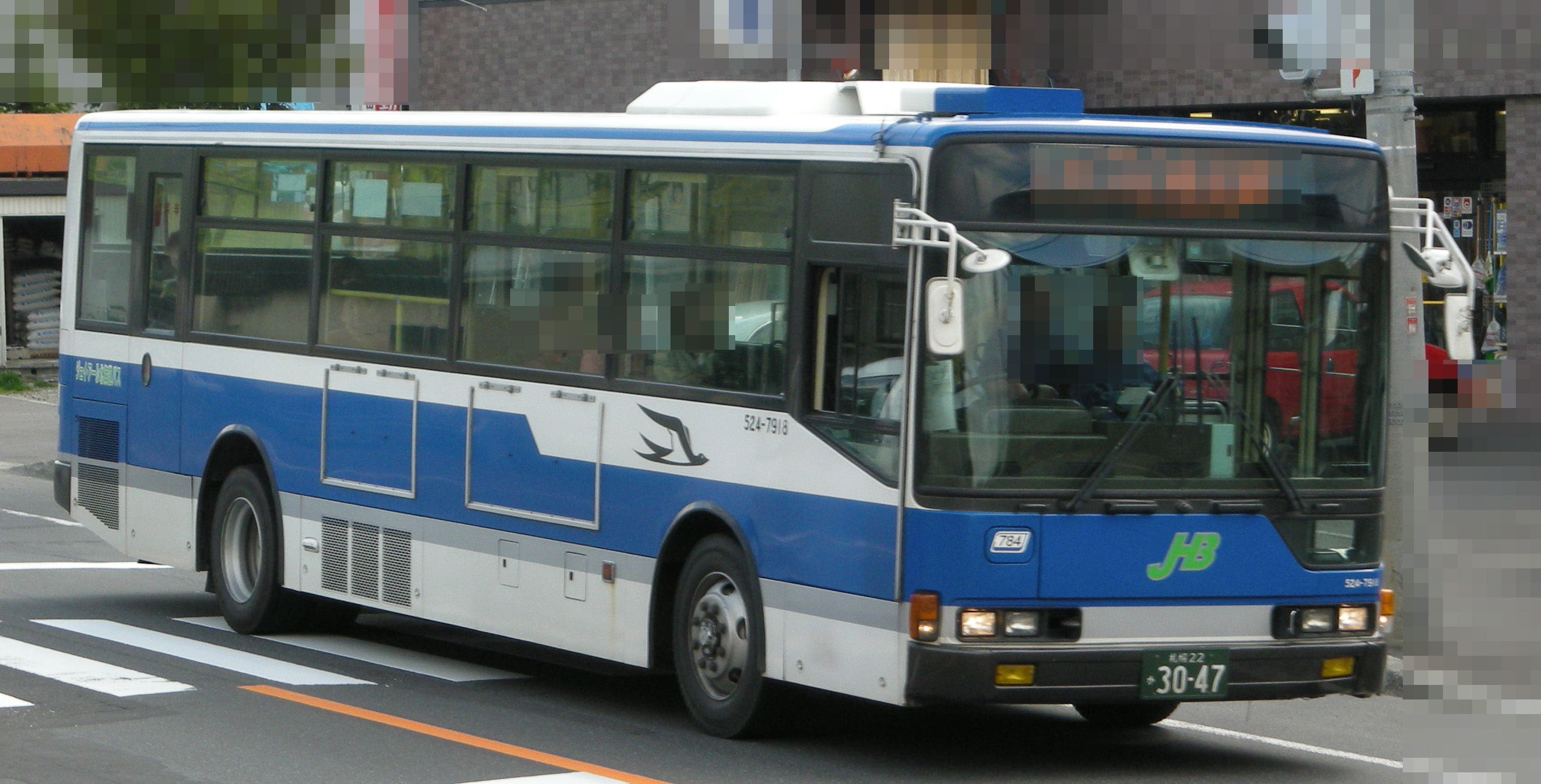
투스텝 KC-MP717P(개)(삿포로 시영 버스를 위한 휠 베이스 단축 사양) JR 홋카이도 버스

### KL-MP계열
2000년 5월 23일 2000년 배기 가스 규제에 따라 엔진 관계의 개량이 이루어졌다. 외관에 변화는 없지만 커먼레일 연료 분사 방식이나 냉각도 EGR의 채용이 실시된 것 외에 앨리슨제 오토매틱 트랜스미션(버튼식)이 새로 설정되었다. 엔진은 6M70계(표준 출력(NA)185kW(=250ps)/2200rpm, 터보차저 6M70(T1)237kW(=320PS)/2200rpm)이다. 또한 공회전 정지 시스템이 표준 탑재화되었다. 다만 논스텝 버스에서는 KC-MP747계와 같은 터보의 선택은 못하고, 표준 출력 차만 가능하다.
이 외에 스티어링 휠도 그 해에 마이너 체인지를 받은 에어로 버스(KL-MS8계. 다만 에어 백의 탑재는 없다)와 동일한 것으로 변경되었다. 더욱이 주차 제동도 휠 파크식으로 변경되어 이것은 후에 운전자 옆에서 수동 변속기 옆으로 설치되게 되었다. 형식의 이 세대에서 변경된 에어 서스 논스텝 버스가 KL-MP37계, 에어 서스 원스텝 버스, 투스텝 버스가 KL-MP35계열, 리프 서스 원스텝 버스 투스텝 버스가 KL-MP33계로 되었다. 리프 서스 차량은 2002년에 라인업에서 사라졌다.
논스텝 버스에서는 중간문이 슬라이딩만은 아니고 KC-MP계에 이어 글라이드 도어로의 설정도 가능하며, 엔슈 철도에 이어 타치카와 버스, 료비 버스 등에서도 도입되었다. 외관이 KC-MP계와 거의 차이가 없기 때문에 외관에서 KC-MP계와의 식별은 어렵다. 차내의 출입문 아래에 설치된 제조 명판에 제조 년월의 판별이 가능한 정도이다. 또한 나고야 가이드 웨이 버스에 리프트 달린 투스텝 버스가 도입되고 있다.
디젤차량은 PJ-MP계열 발매 후에도 2005년 8월까지 계속 판매되고 있었다.
형식은 아래 표 참조. 빈 칸의 부분은 설정이 없음을 나타낸다.
|                                   | WB4.8m    | WB5.3m    | WB6.0m    |
| --------------------------------- | --------- | --------- | --------- |
| 에어 서스 논스텝                  | KL-MP37JK | KL-MP37JM |           |
| 에어 서스 원스텝 에어 서스 투스텝 | KL-MP35JK | KL-MP35JM | KL-MP35JP |
| 리프 서스 원스텝 리프 서스 투스텝 | KL-MP33JK | KL-MP33JM | KL-MP33JP |

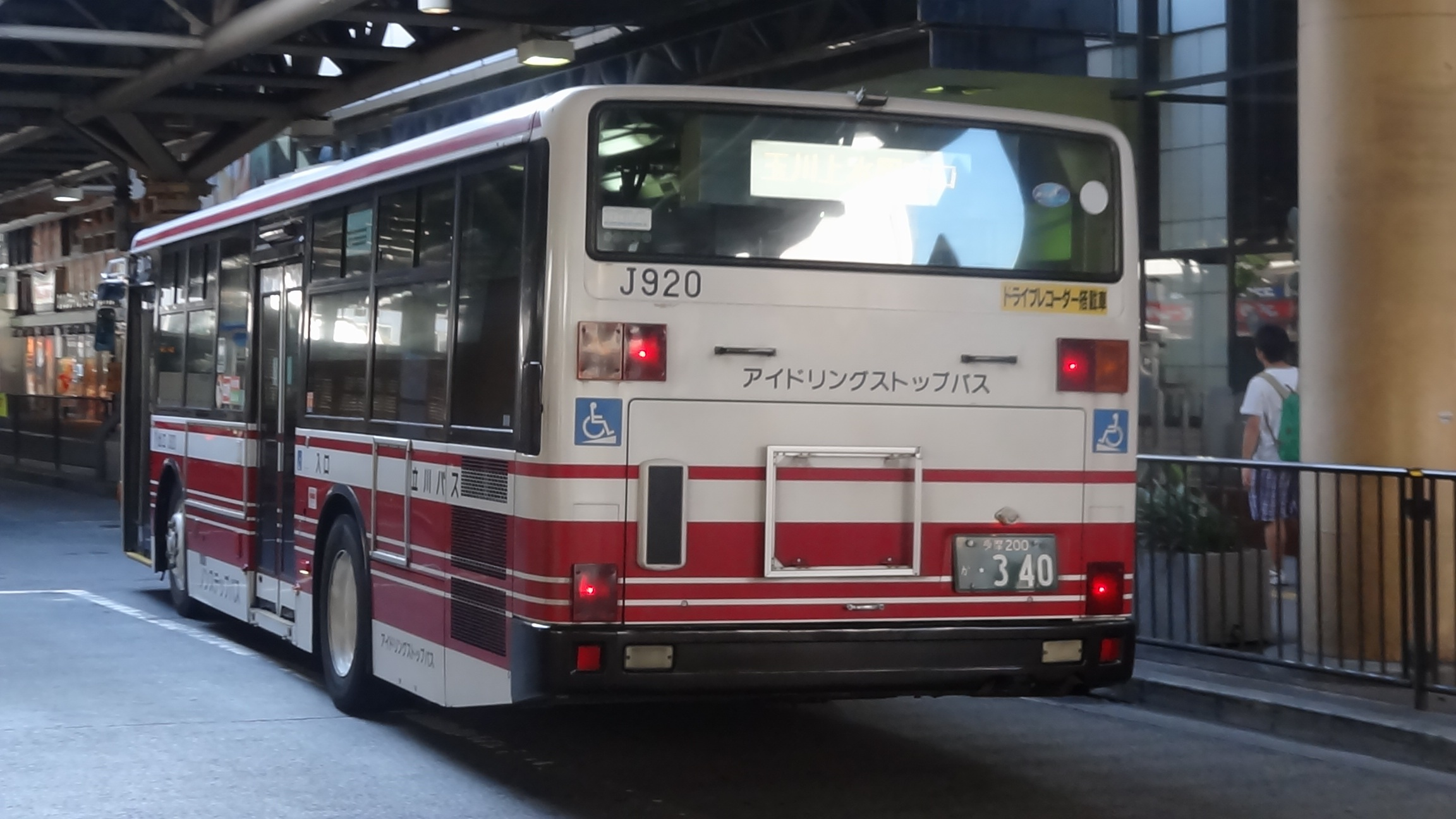
논스텝(중간문 글라이드식) KL-MP37JK(후부) 다치카와 버스
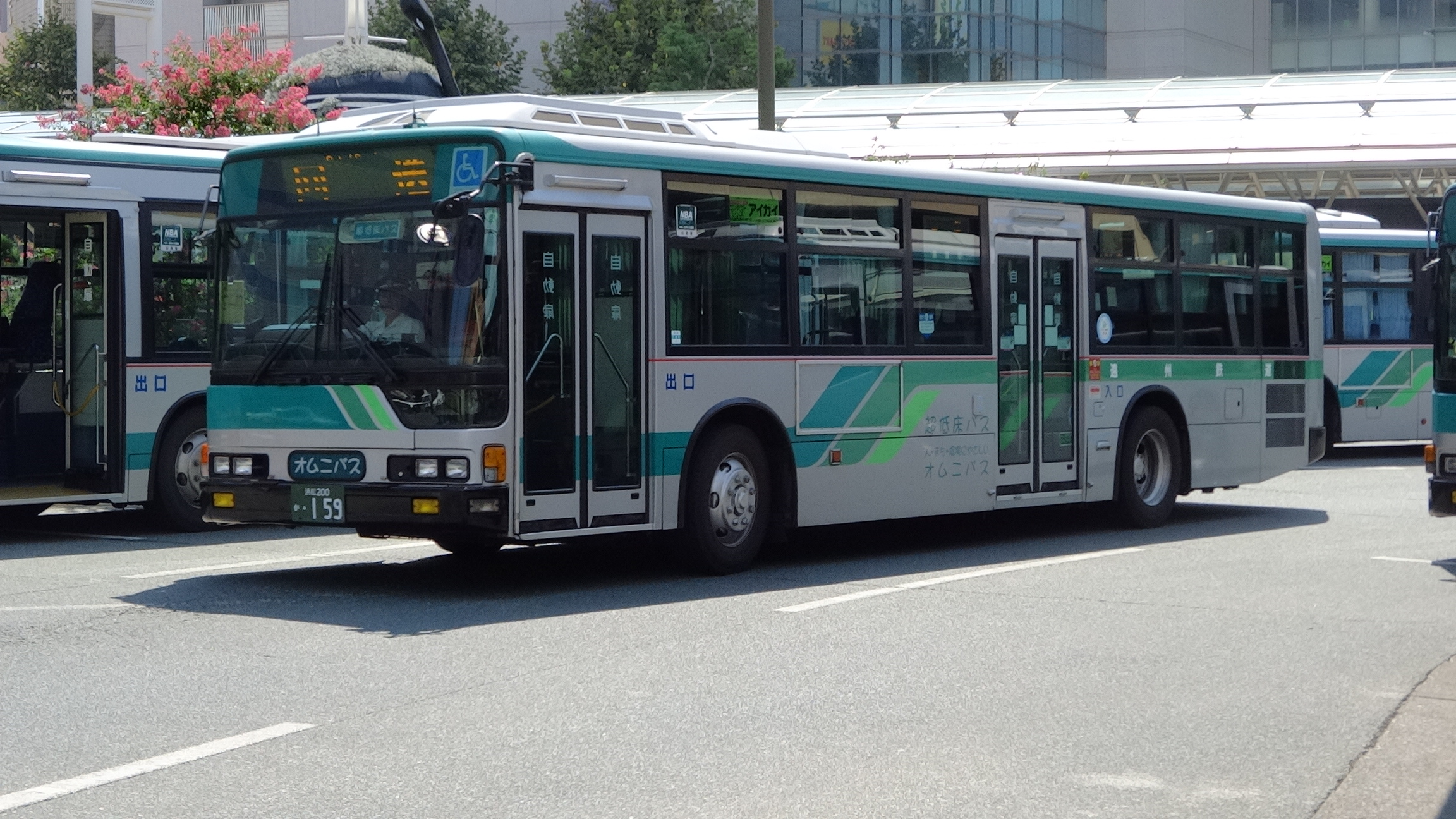
논스텝(중간 글라이드) KL-MP37JM 엔테쓰 버스
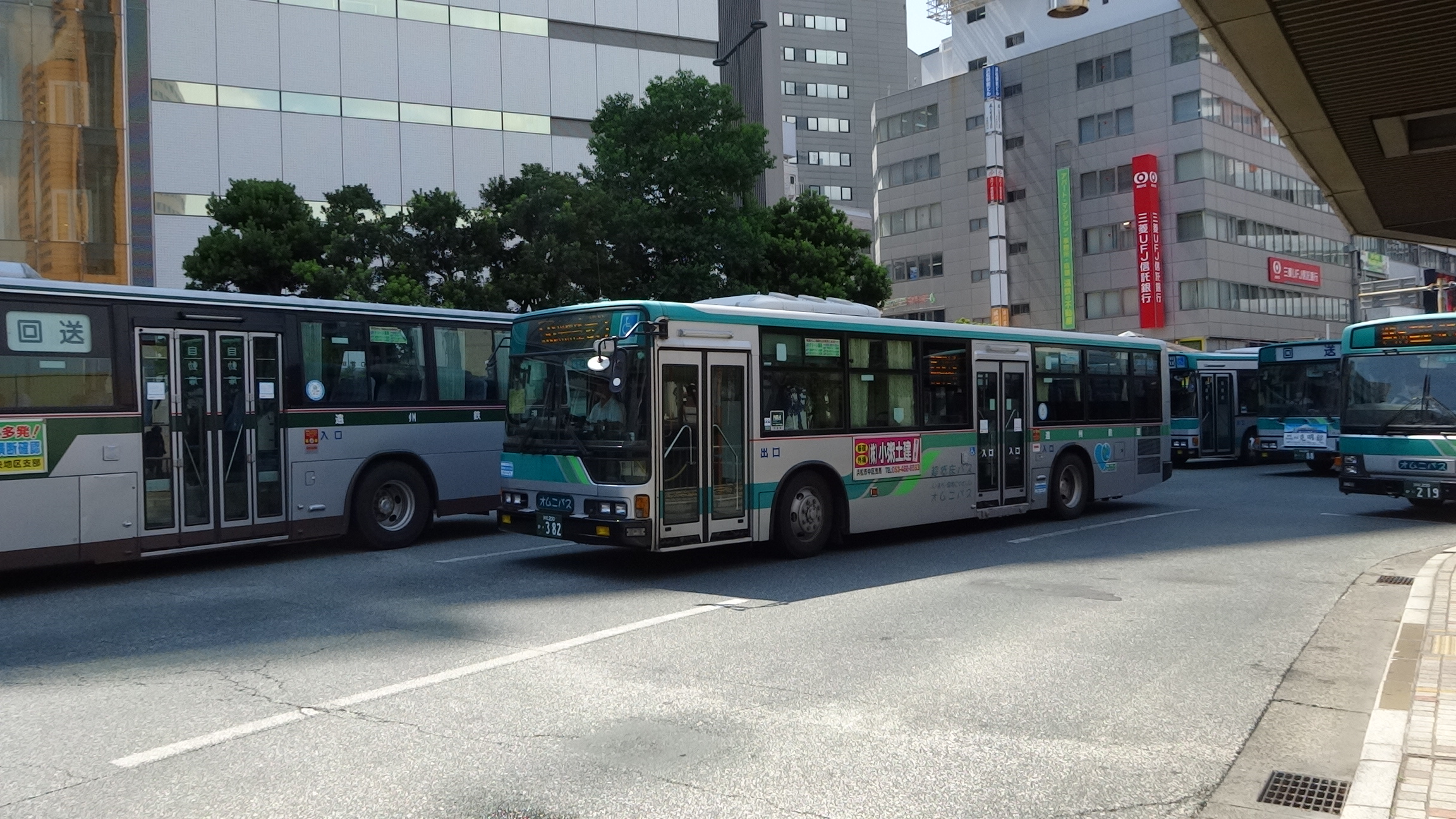
논스텝(중간 글라이드 에어컨 유닛 변경) KL-MP37JM 엔테쓰 버스
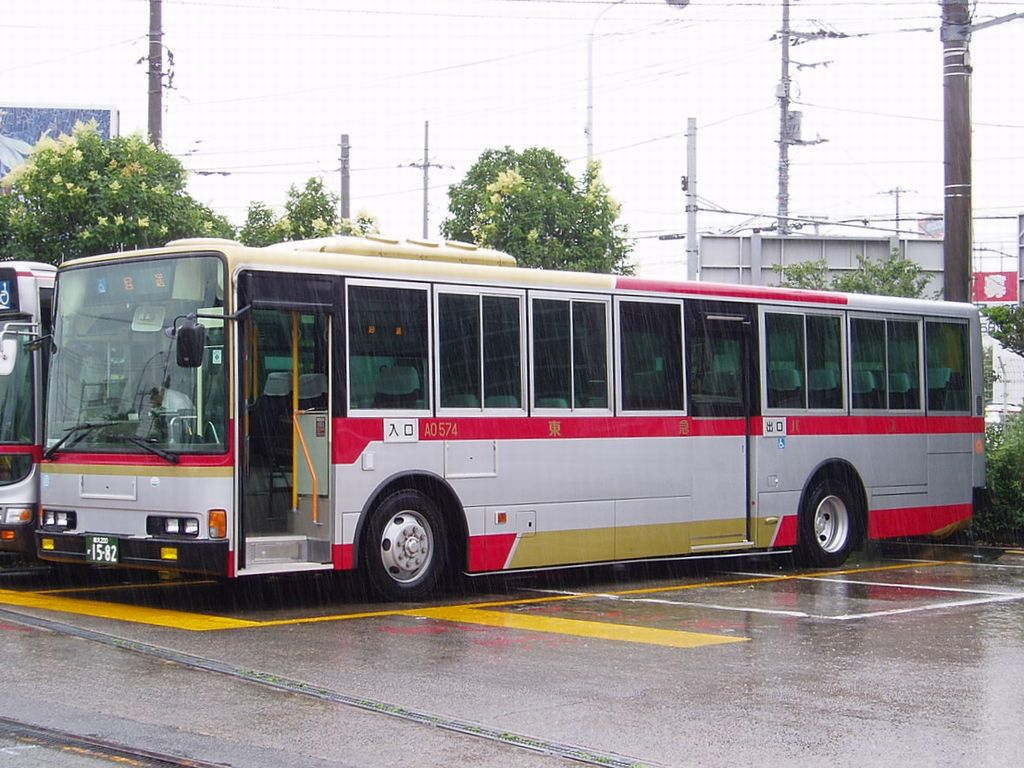
원스텝 (원로마 사양) KL-MP35JM 도큐 버스
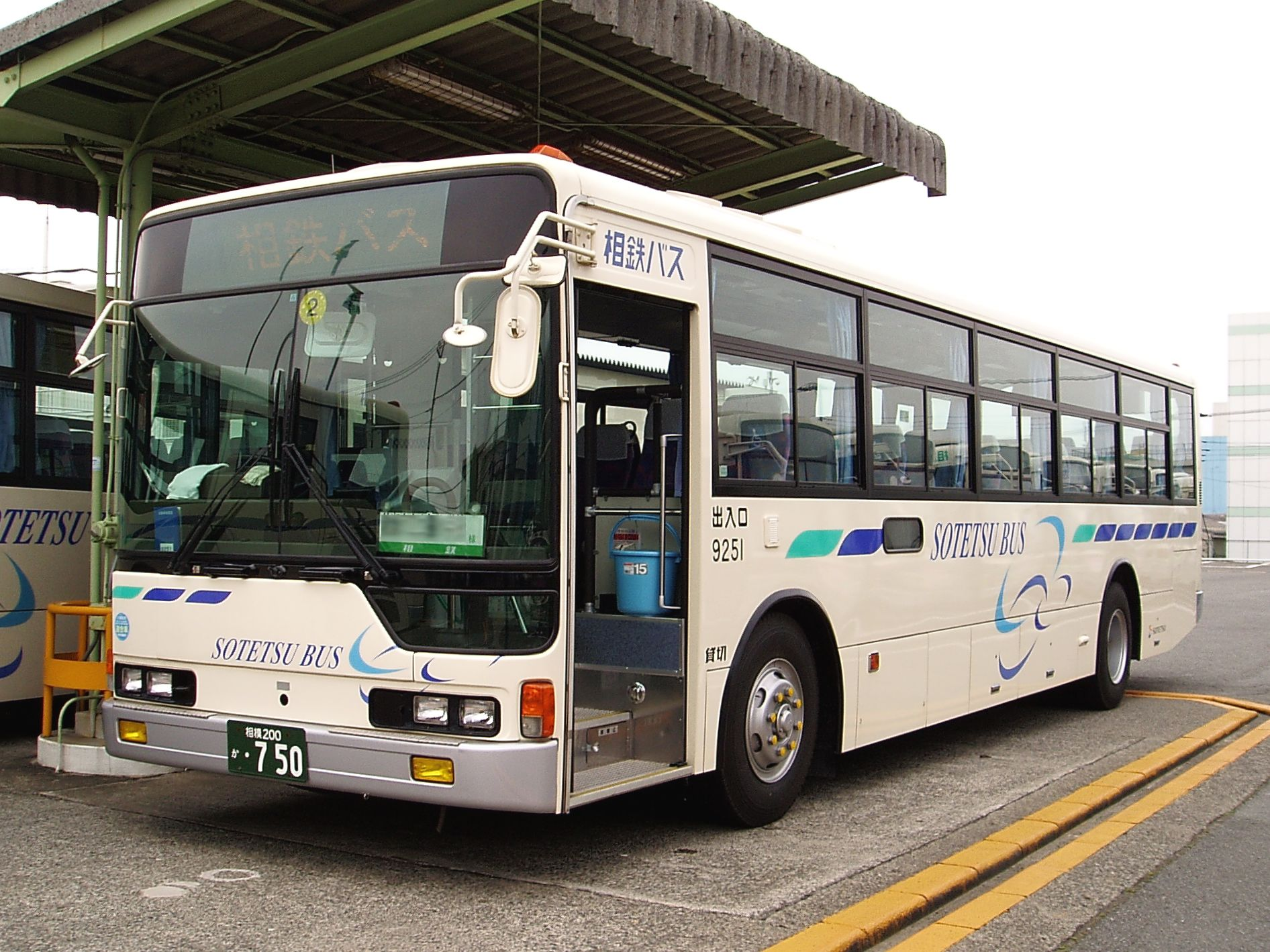
투스텝(전문형) KL-MP35JP 소테쓰 버스
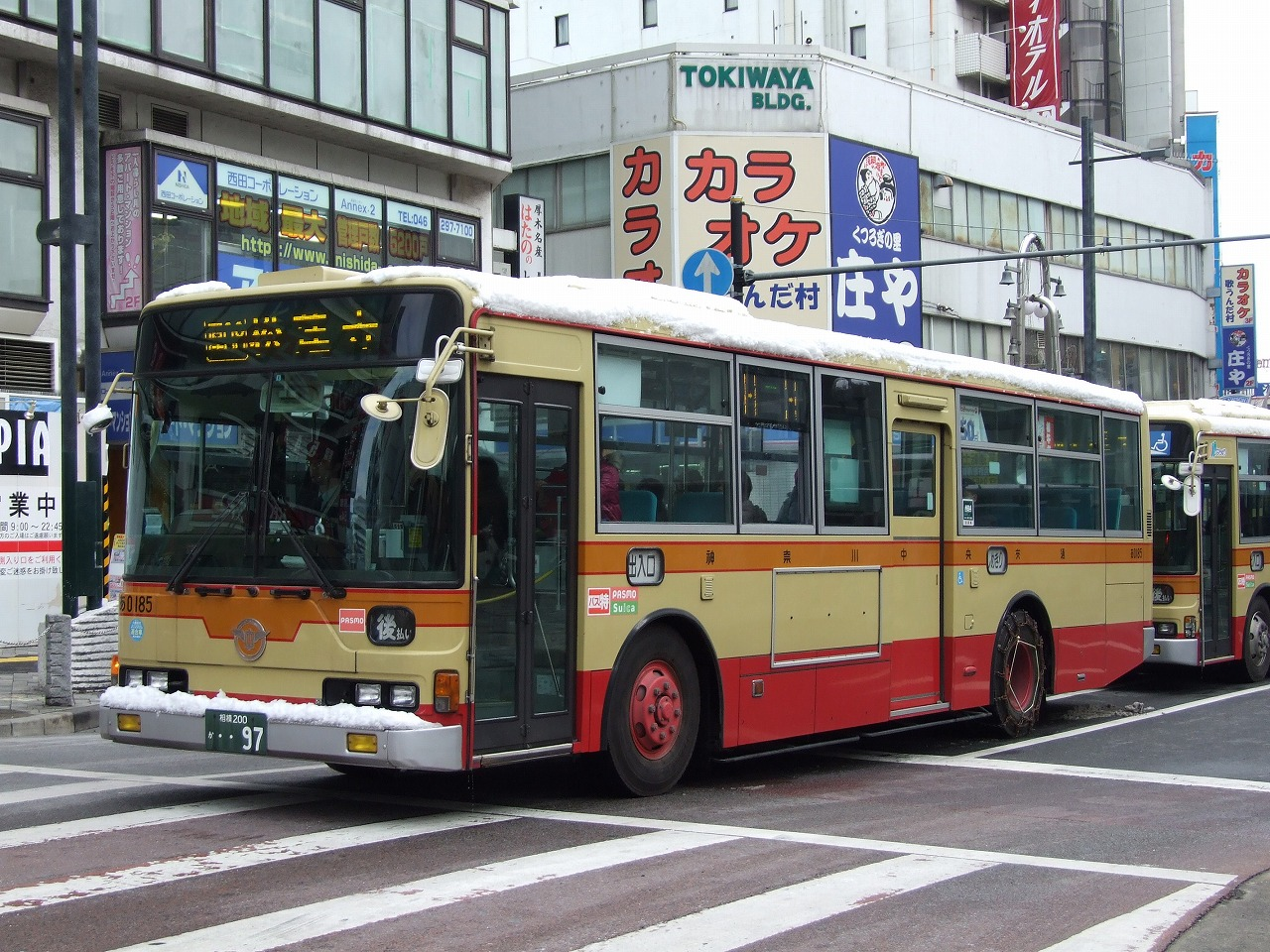
투스텝 KL-MP33JM 가나가와 주오 교통
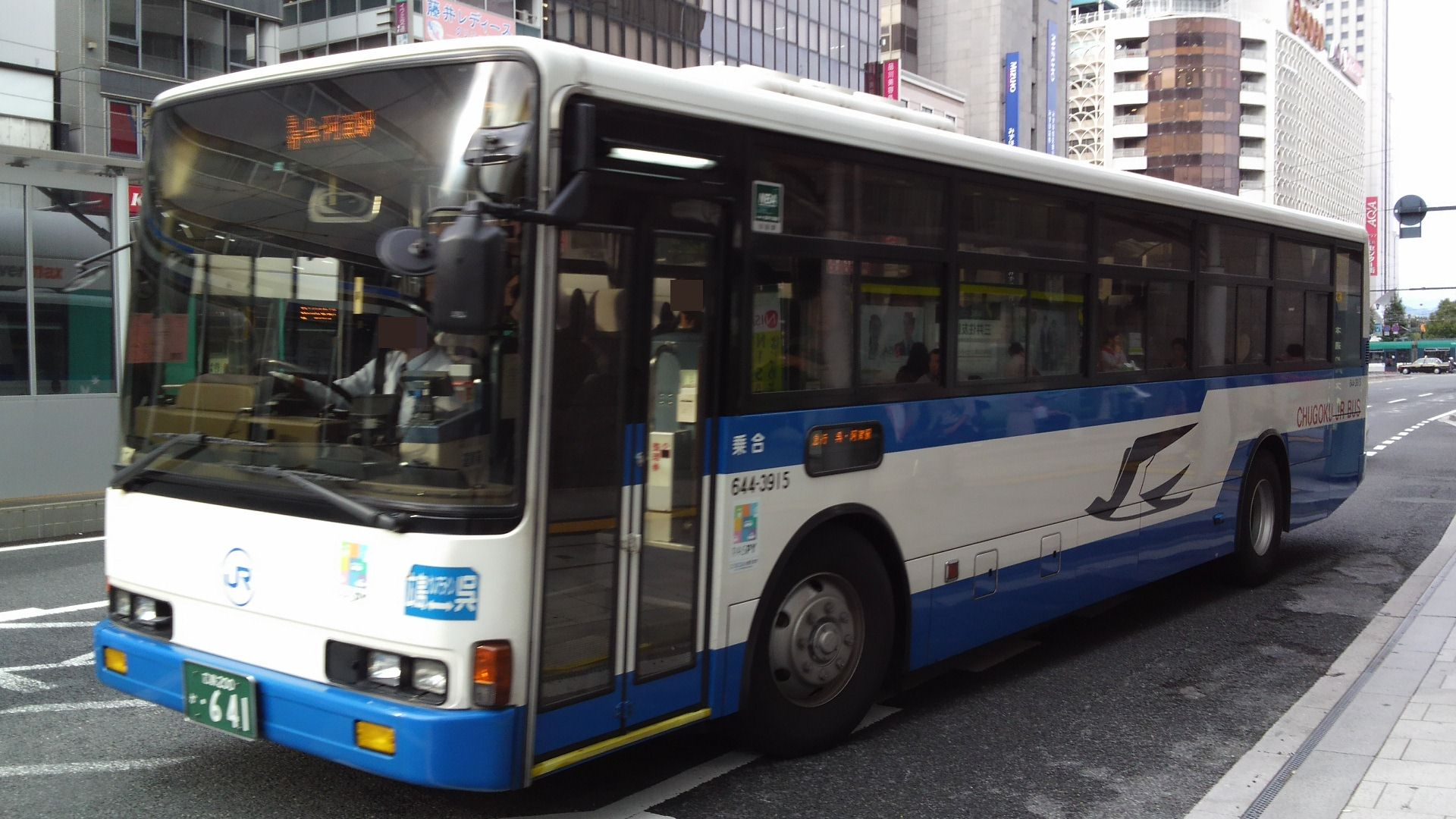
투스텝(전문형, 준고속버스 사양) KL-MP35JP 주고쿠 JR 버스

### PJ-MP계열
2004년 3월 8일부터 새 단기 규제(2004년 배출 가스 규제)적합 차량(PJ-차)이 발매되었다. '커먼 레일 연료 분사 방식'이나 '쿨드 EGR'외에 '블로우 바이 가스 흡입 환원 시스템'이나 '연속 재생식 DPF'가 채용되었다. 엔진은 KL-MP계열과 같은 6M70계열이지만, 논스텝 버스도 포함한 전모델 모두 터보화되었다. 고출력 엔진은 KL-MP계와 같다. 한편 표준 출력 엔진은 터보화에 따른 최대 토크는 향상되었지만, 최고 출력은 KL-MP계와 같다(표준 출력 6M70(T6)185kW(=250ps)/2200rpm, 고출력 6M70(T1)237kW(=320PS)/2200rpm).
한편 외관에는 특히 변화가 없었지만, 2005년 10월 생산분 이후에는 2006년 1월 실시의 등화 장치 보안 기준 개정에 대응하기 위해 리어 콤비네이션 램프의 변경(장착 위치의 변경), 장착이 의무화된 측면 반사판의 장착 등이 실시되었다. 또한 보조 브레이크 램프 및 일부 리어 윙커가 제거됐다. 그 외에 지금까지 2종류 존재한 스티어링 휠의 형상이 1종류로 통일되었다.
형식은 아래 표 참조. 빈 칸의 부분은 설정이 없음을 나타낸다.
|               | WB4.8m    | WB5.3m    | WB6.0m    |
| ------------- | --------- | --------- | --------- |
| 투스텝        | PJ-MP37JK | PJ-MP37JM |           |
| 원스텝 투스텝 | PJ-MP35JK | PJ-MP35JM | PJ-MP35JP |

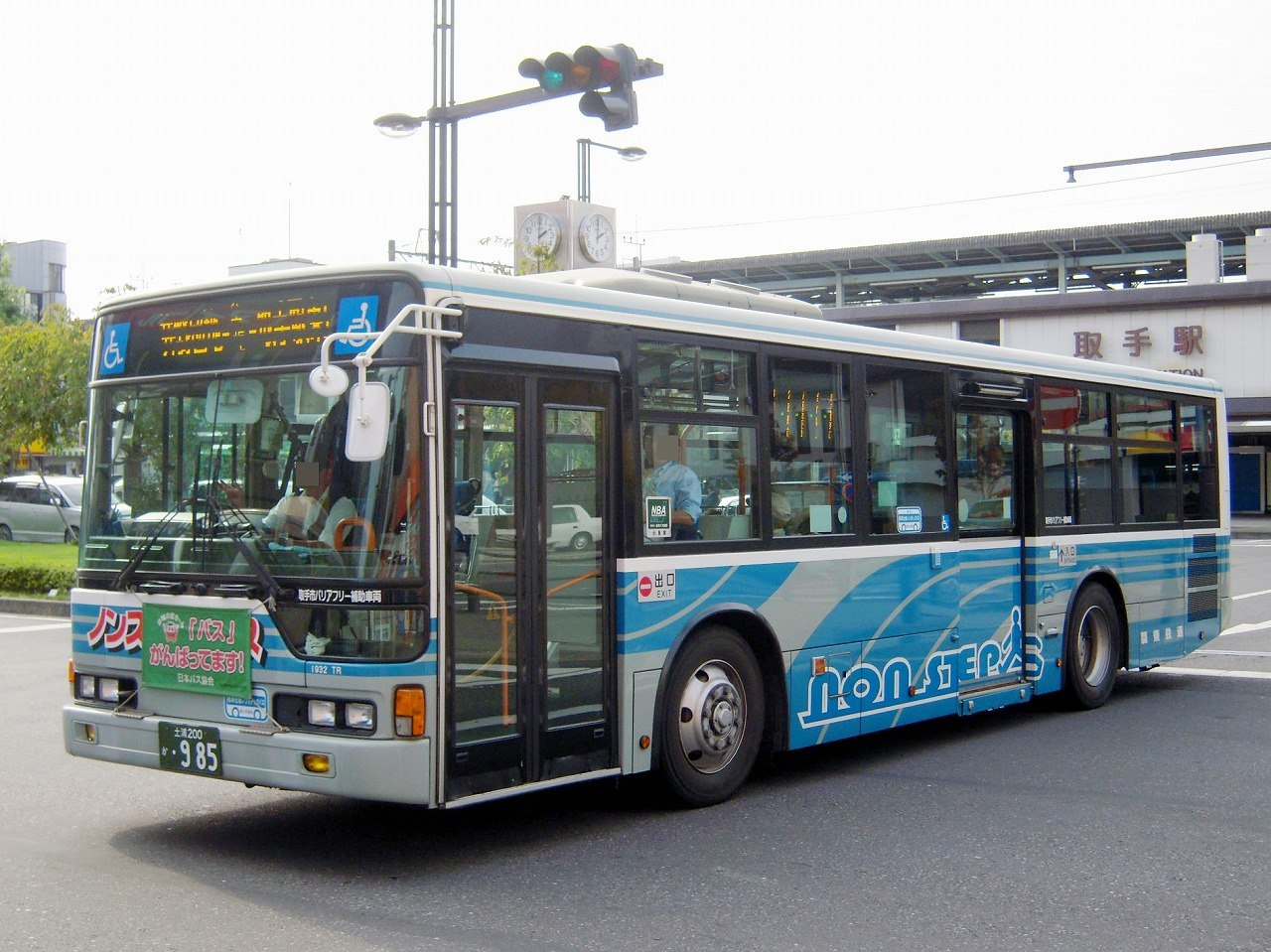
논스텝 PJ-MP37JK 간토 철도
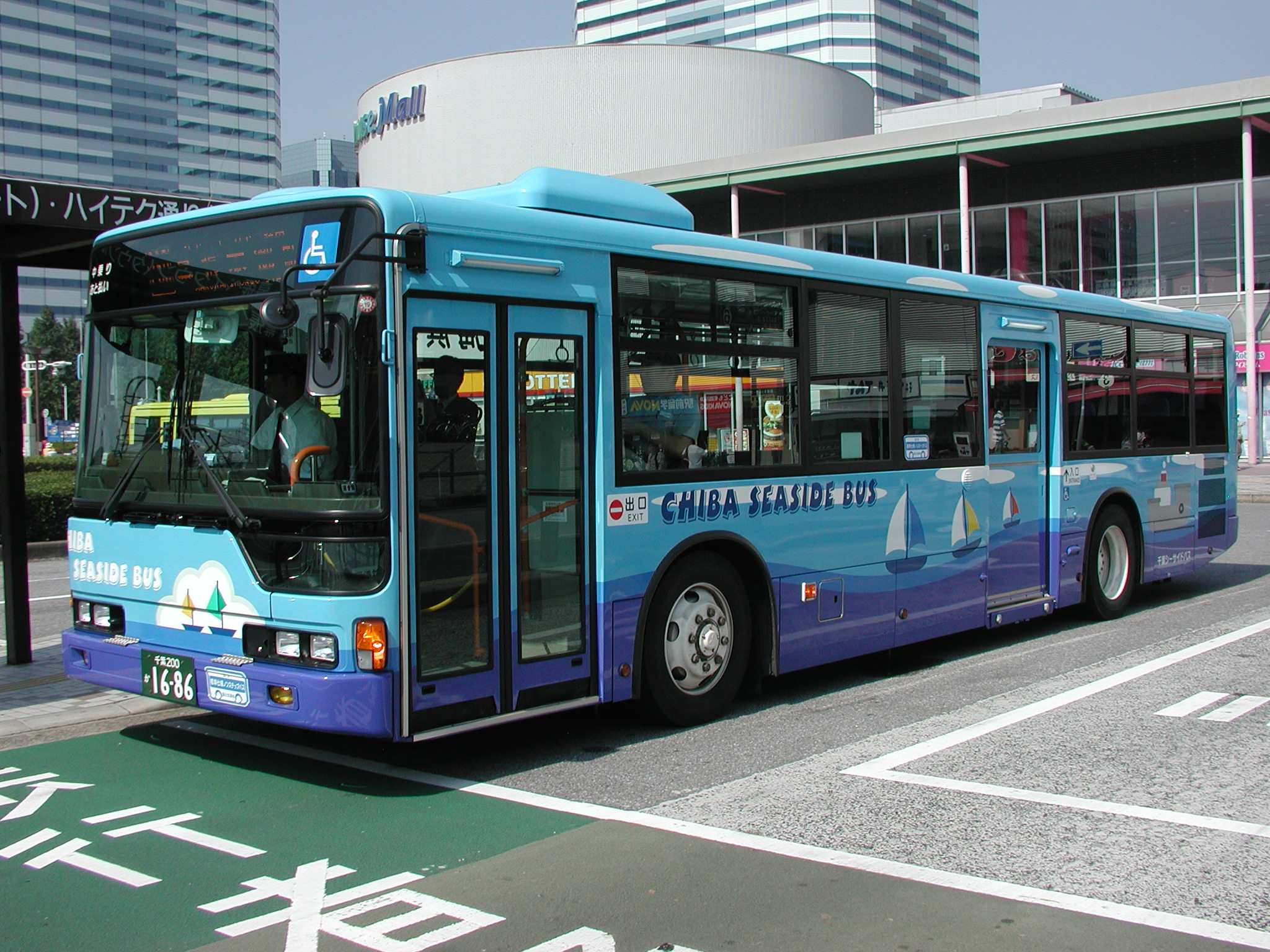
논스텝 PJ-MP37JM 지바 시사이드 버스
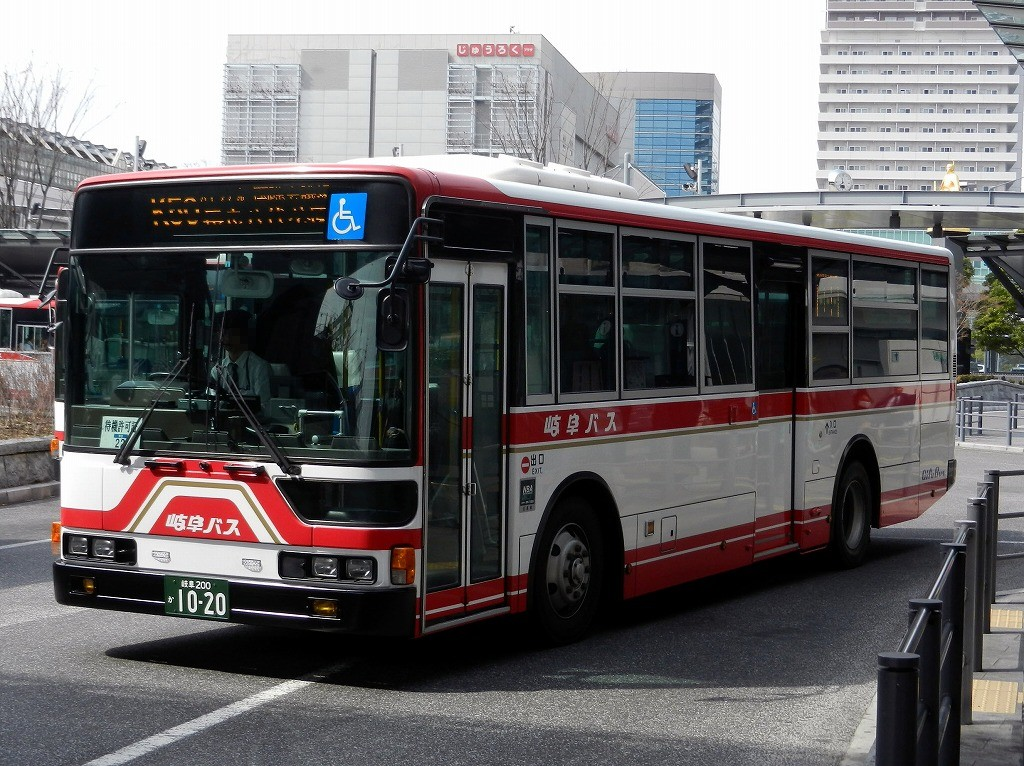
원스텝 PJ-MP35JM 기후 승합 자동차
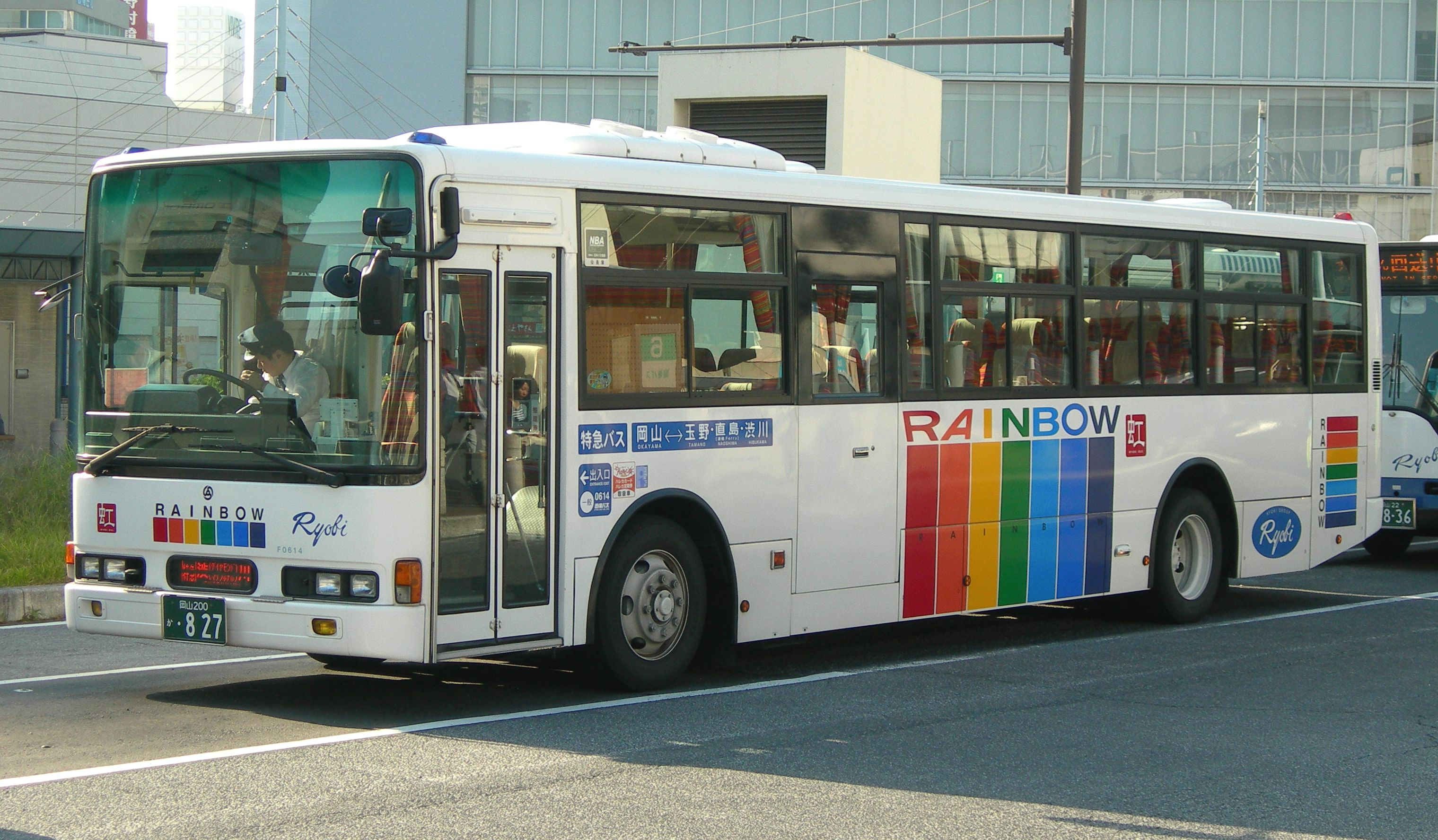
근거리 특급 버스 사양 (원스텝 개조차) PJ-MP35JP개 료비 버스
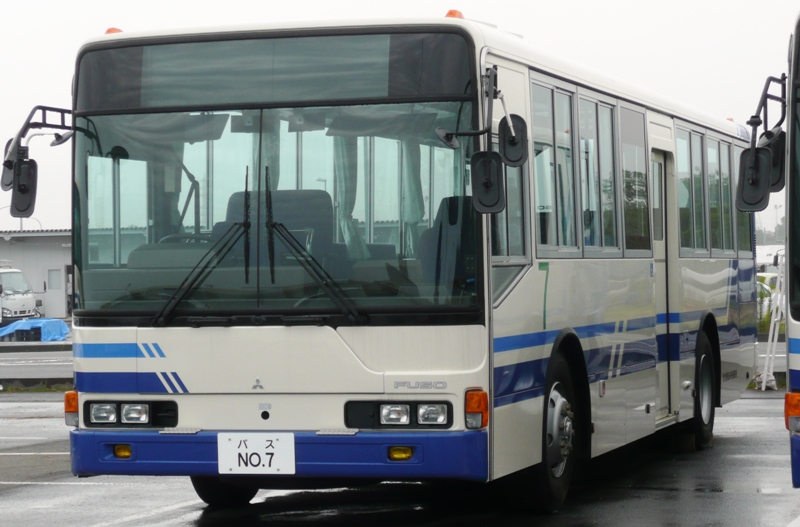
교습차 사양(중간문만) PJ-MP35JK 안전 운전 중앙 연수소

### PKG-MP계열

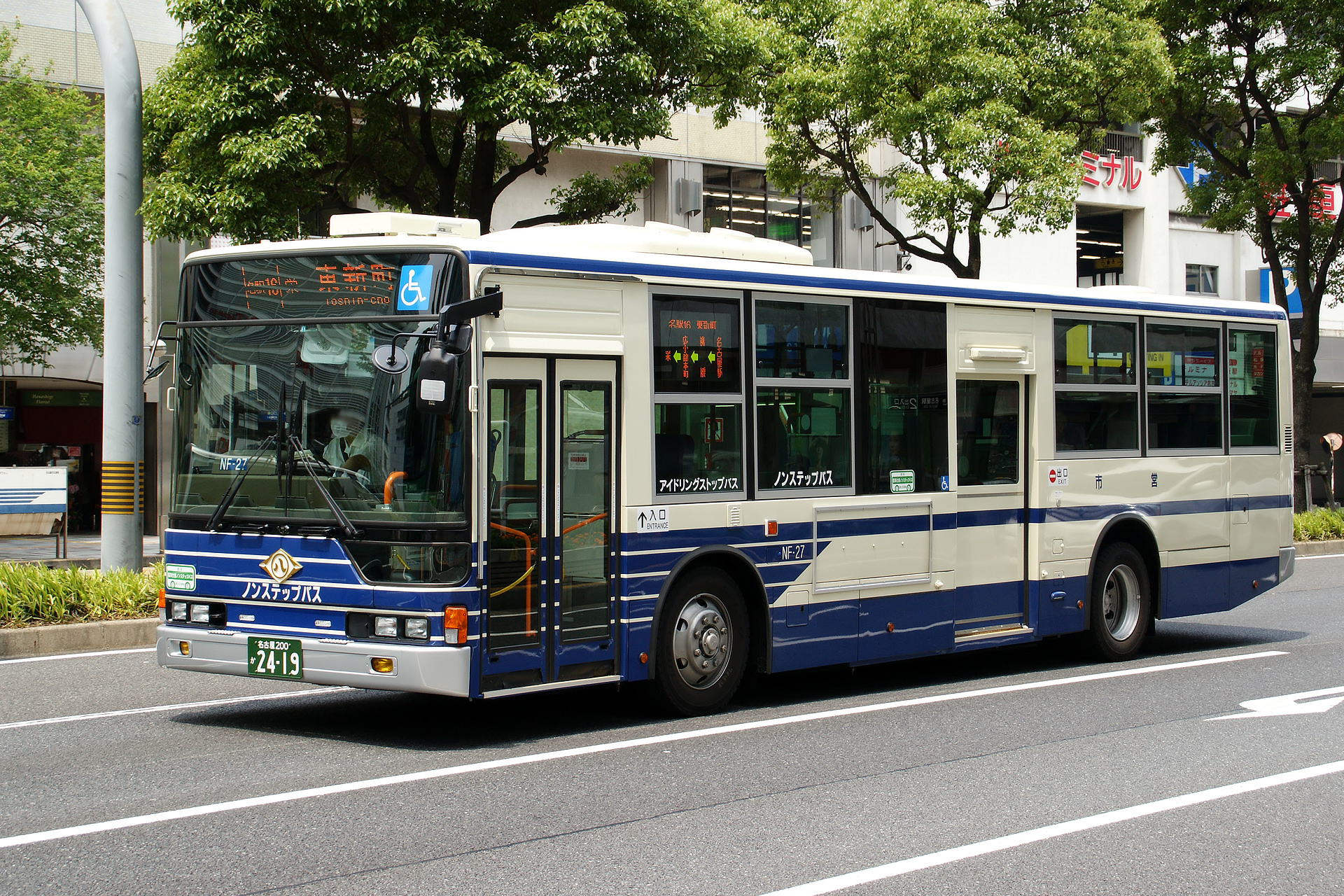
PKG-MP35UM(개) 나고야 시 교통국
(보조 브레이크 램프 비 탑재 차량)선행 납품 차량

2007년 9월 26일에 발매된 2005년 배출 가스 규제 및 2016년 중량차 연비 기준 적합 모델이다. 기준치에 대해서는 미세 먼지(PM)의 10% 저감을 달성하고 있다.
이 모델부터 미쓰비시후소 트럭·버스와 닛산 디젤(현재의 'UD트럭')이 버스 사업에서의 제휴를 시작했기 때문에 라인업에 큰 변경이 추가되는 것이 되었다. 디젤 논스텝 버스는 닛산 디젤의 스페이스 러너 RA및 그 OEM 공급차인 에어로 스타-S(AA계열)에 통일되면서 이 차종에서는 일시적으로 모습이 사라졌다(그 때도 에코 하이브리드는 생산).
그 때문에 당초는 원스텝 버스와 투스텝 버스만 제조했으나 MP계열과의 공통성을 원하는 기존의 MP계통 이용자의 요망 및 에어로 스타-S의 생산량 증가에 따른 납기 지연을 해소하기 위해 2009년 4월 16일 MP계열 논스텝 버스도 P자를 제외하고 라인업에 추가되었다. 다만 이쪽은 PJ-MP계까지의 논스텝 버스와 달리 원스텝 버스의 개조 취급으로 되었다(형식도 PKG-MP37U0이 아닌 PKG-MP35U0이다). 그래서 차체 높이는 원스텝 버스 수준에서 창문이 확대되고 있다. 또한 중간문 후부의 스텝(계단)은 통상의 논스텝 버스보다 1단 많은 3단으로 되어 있지만, 1단당 높이는 낮춰져있다. 출입문은 PJ-MP계까지의 논스텝 버스와 동일한 것을 달고 있어 출입문 위의 공간이 크다. 여기의 논스텝 버스는 중간문에서 후부까지 기존의 에어로 스타 논스텝으로 보인다 '풀 플랫과 원스텝 버스의 절충'은 아닌 완전한 '원스텝 버스 기반'이다.
당 형식에서 원스텝차 및 자가용 투스텝차가 스페이스 러너 A(PKG-AP35U)계로 닛산 디젤에 공급되고 있으며 2007년 10월 30일부터 실시되고 있다. 다만 닛산 디젤 측도 스페이스 러너 RA의 원스텝 모델과 자가용 투스텝 모델 함께 계속해서 생산하기 때문에 닛산 디젤 측에서는 논스텝 버스를 제외한 대형 버스 차종이 중복된 상태이다. 다만 에어로 스타-S나 스페이스 러너 RA와 다른 5단 MT만의 설정이라 OD5단과 직결 5단을 선택할 수 있고, 자가용 투스텝의 K척은 설정되어 있지 않다.
엔진이나 배출 가스 후처리 장치는 닛산 디젤을 통해 공급을 받게 되고 부품의 공통화에 의해 코스트 삭감을 도모하고 있다. 커먼 레일 연료 분사 방식의 MD92엔진 외에 배출 가스 후처리 장치에는 요소 SCR을 처음으로 채택했지만 이들은 닛산 디젤의 대형 시내 버스 모델인 스페이스 RA와 동일하다. 이에 따라 타코 미터의 레드존 범위가 기존의 2,350rpm에서 2,500rpm으로 변경되었다.
후부에 관해서는 PJ-MP계열 발매 중에 폐지된 보조 브레이크 램프가 부활되고, 콤비네이션 램프도 재배치되었다. 이에 따라 후부의 외관은 전회의 변경 이전에 가까운 것으로 되었다. 또한 머플러의 형상도 PJ-MP계와 다르게 되어 위치도 왼쪽으로 되었다.
논스텝 모델은 정식 발매일인 2009년 4월 16일에 선행 발매되었으며 2009년 2월에 나고야 시 교통국, 사가미 철도, 가나가와 주오 교통, 아마가사키 시 교통국, 한큐 버스, 신키 버스에 선행 도입되었다.
형식은 아래 표 참조. 빈 칸의 부분은 설정이 없음을 의미한다.
|               | WB4.8m       | WB5.3m       | WB6.0m     |
| ------------- | ------------ | ------------ | ---------- |
| 논스텝        | PKG-MP35UK척 | PKG-MP35UM척 | 설정 없음  |
| 원스텝        | PKG-MP35UK   | PKG-MP35UM   | PKG-MP35UP |
| 자가용 투스텝 | 설정 없음    | PKG-MP35UM   | PKG-MP35UP |

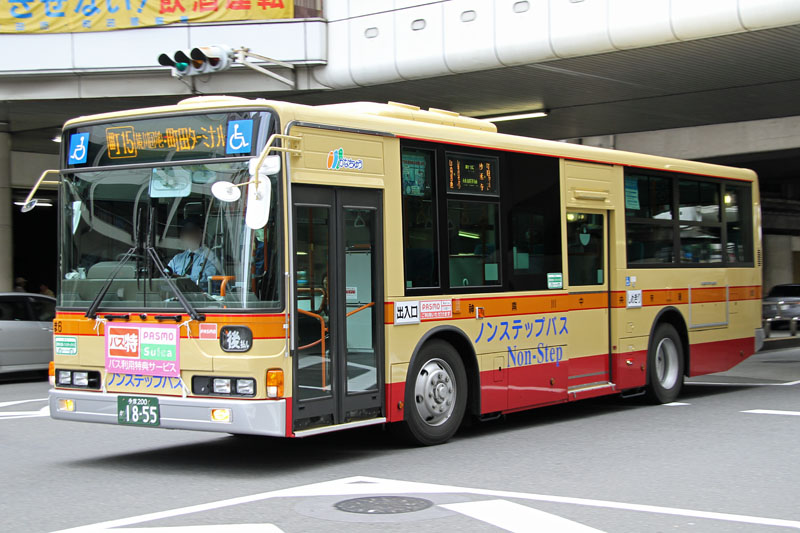
논스텝 PKG-MP35UK(개) 가나가와 주오 교통
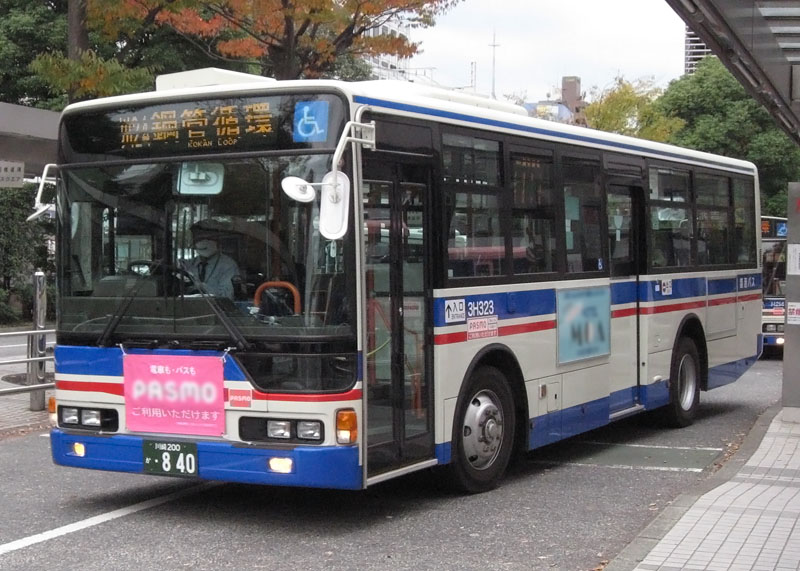
원스텝 PKG-MP35UK 가와사키 쓰루미 임항 버스
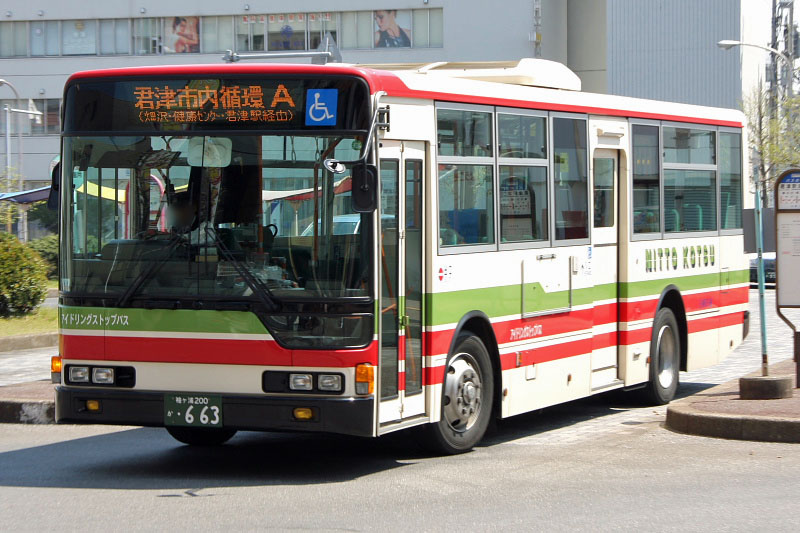
원스텝 PKG-MP35UM 닛토 교통
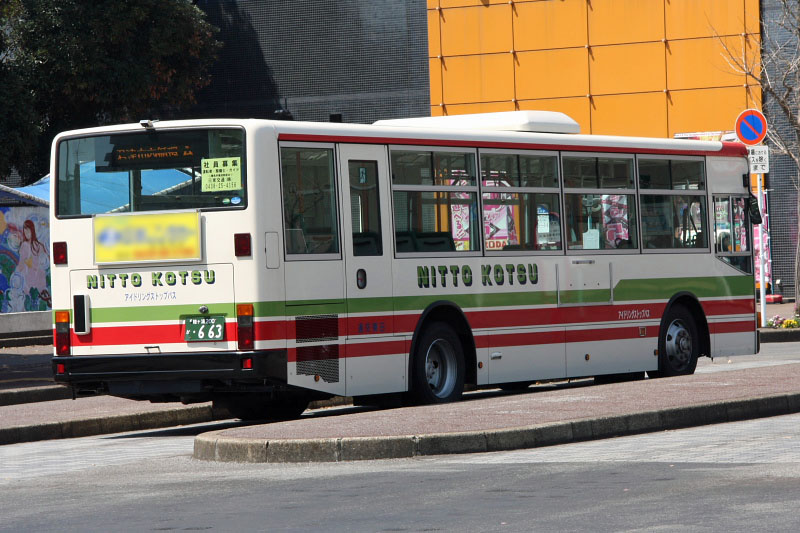
원스텝 （보조 브레이크 램프 탑재 차） PKG-MP35UM 닛토 교통（후부）
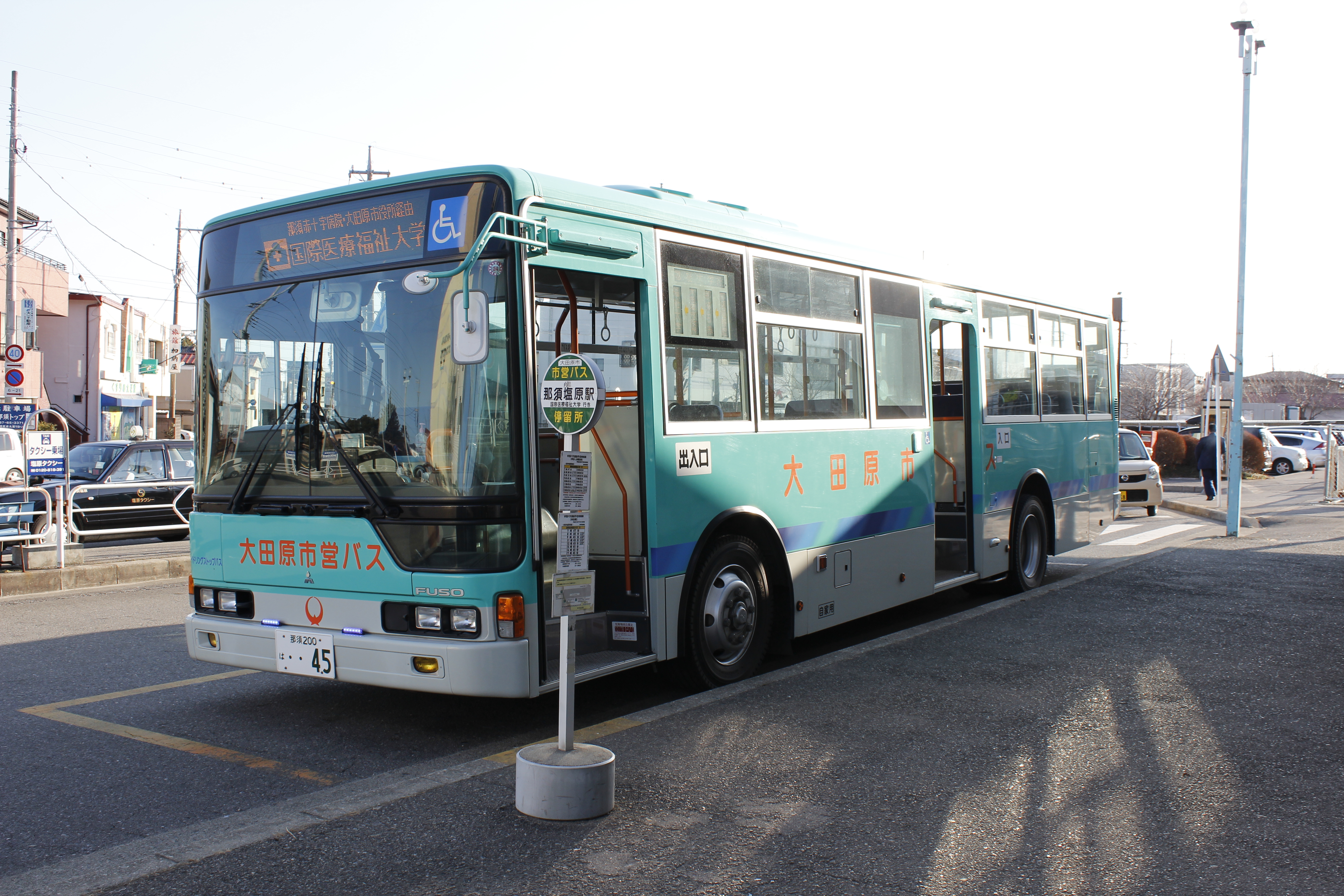
원스텝 PKG-MP35UM 오다와라 시영 버스

### LKG-MP계열
2010년 5월 18일 발표된 2010년 배출 가스 규제(포스트 새로운 장기 규제)및 중량차 연비 기준 적합 차이다. 2006년 배출 가스 규제(새 장기 규제)기준치와 비교하여 질소 산화물(NOx)의 65% 저감, 미세 먼지(PM)의 63% 저감을 달성하고 있다. 본 형식도 UD 트럭에 스페이스 러너 A로 공급되고 있었지만 2011년 4월 초순에 끝났다.
엔진은 다시 미쓰비시 후소 트럭·버스제가 되어 중형 버스의 에어로 미디에 탑재된 6M60형 엔진(VG 터보 탑재)를 채용한 것으로 배기량이 9.2L에서 7.5L에 소형화되었다. 최고 출력은 199kW(270PS)/2,500rpm, 최대 토크는 785N-m(80kgf-m)/1,100-2,400rpm이다. 또한 재생 제어식 DPF와 요소 SCR시스템을 조합한 BlueTec 기술을 채용함으로써 NOx, PM이 대폭 감소하였다. 외관은 선대와 거의 같지만 머플러의 위치가 다시 우측으로 되었다.
전 차종에 앨리슨제의 6단 AT와 ABS, 파워 타드 브레이크가 표준 탑재되어 5단 MT차가 폐지되었다. 종래의 에어로 스타에 탑재된 5단 AT에서는 오버 드라이브(OD)기어가 1단이었는데, LKG-MP계열에서는 2단으로 순항시의 경제성을 확보하고(감속비는 4단: 1.000, 5단: 0.750, 6단: 0.652), 소배기량화로 가늘어진 토크는 파이널 기어의 저단 기어화로 감속비를 키우는 데로 보충해 있다(논스텝 차와 원스텝 차는 6.166, 투스텝 차는 6.666). 운전석의 미터 클러스터 내에는 주행 정보·연비 정보 등을 풀컬러 다중 표시 모니터에 표시하고 멀티 정보 시스템 'Ivis(아이뷔스)'를 갖추었다.
PKG-MP계열의 발매 도중에 추가된 미쓰비시 후소 버스 제조(MFBM) 차체의 디젤 논스텝 차는 MP35 원스텝 차의 개조로 취급되고 있었기 때문에 디젤차의 MP37형식은 PJ-MP계 이후의 부활이 되었다. 차체는 PKG-MP계와 마찬가지로 원스텝 차 수준의 지상고를 가진 타입이다.
2010년 6월 2일에 생산 제1호차인 가나가와 주오 교통용 논스텝 차(LKG-MP37FM)가 완성되어 미쓰비시 후소 버스 제조에서 라인 오프 기념식이 열렸다.
형식은 아래표 참조. 빈 칸의 부분은 설정이 없음을 의미한다.
|               | WB4.8m     | WB5.3m                | WB6.0m                |
| ------------- | ---------- | --------------------- | --------------------- |
| 논스텝        | LKG-MP37FK | LKG-MP37FM            |                       |
| 원스텝        | LKG-MP35FK | LKG-MP35FM            | LKG-MP35FP            |
| 자가용 투스텝 |            | LKG-MP35FM LDG-MP35FM | LKG-MP35FP LDG-MP35FP |

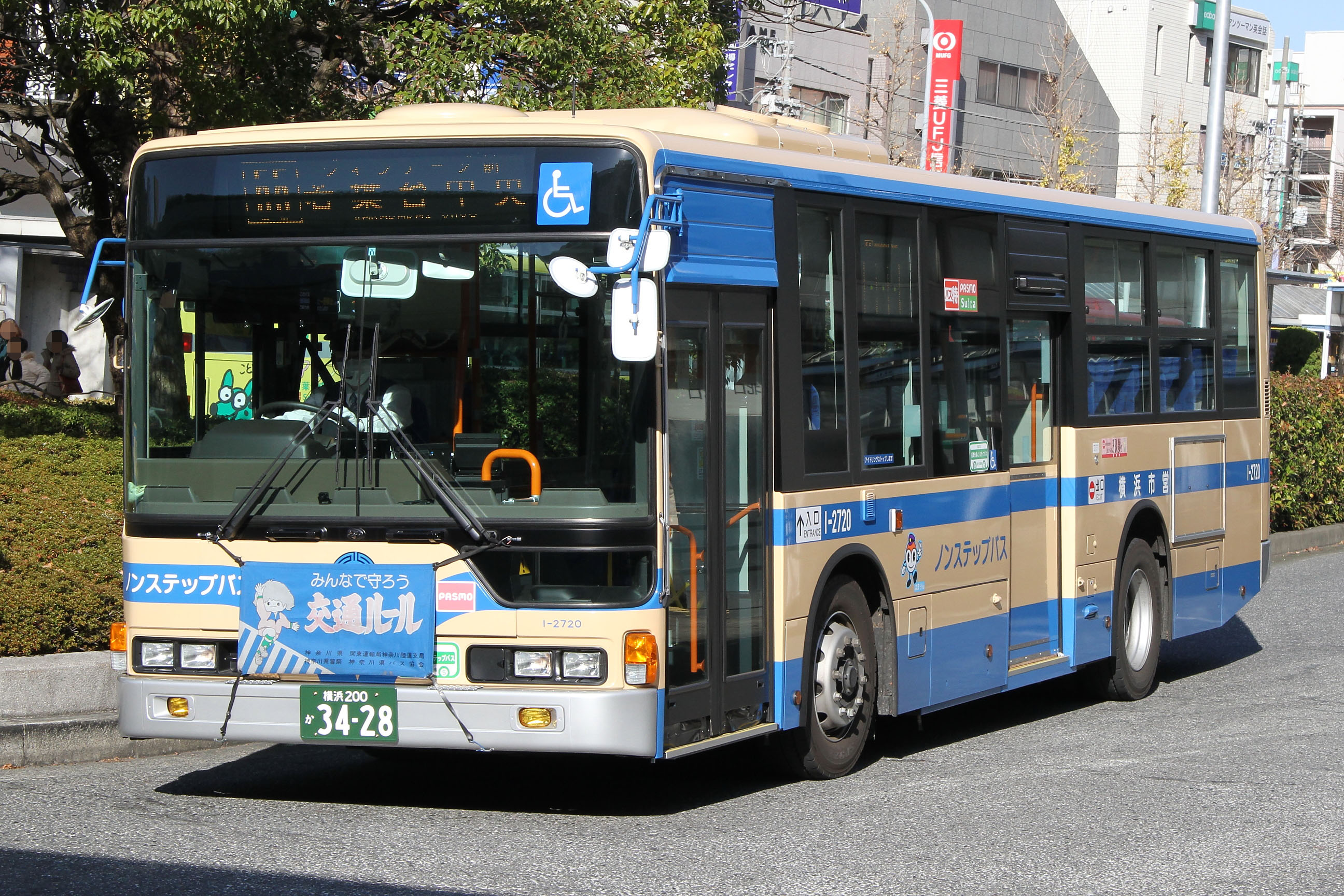
논스텝 LKG-MP37FK 요코하마 시 교통국
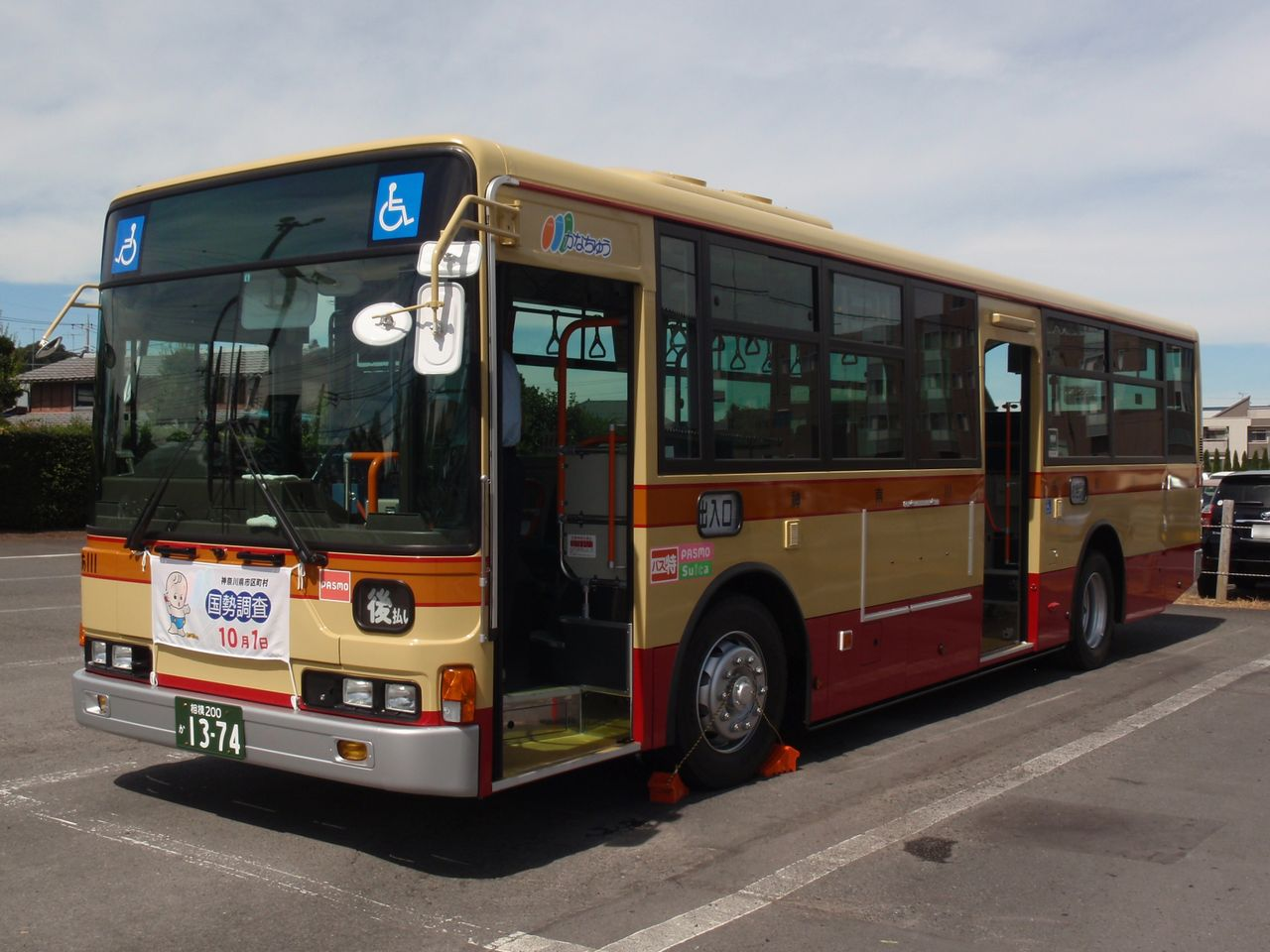
원스텝 MP35FM 가나가와 중앙 교통
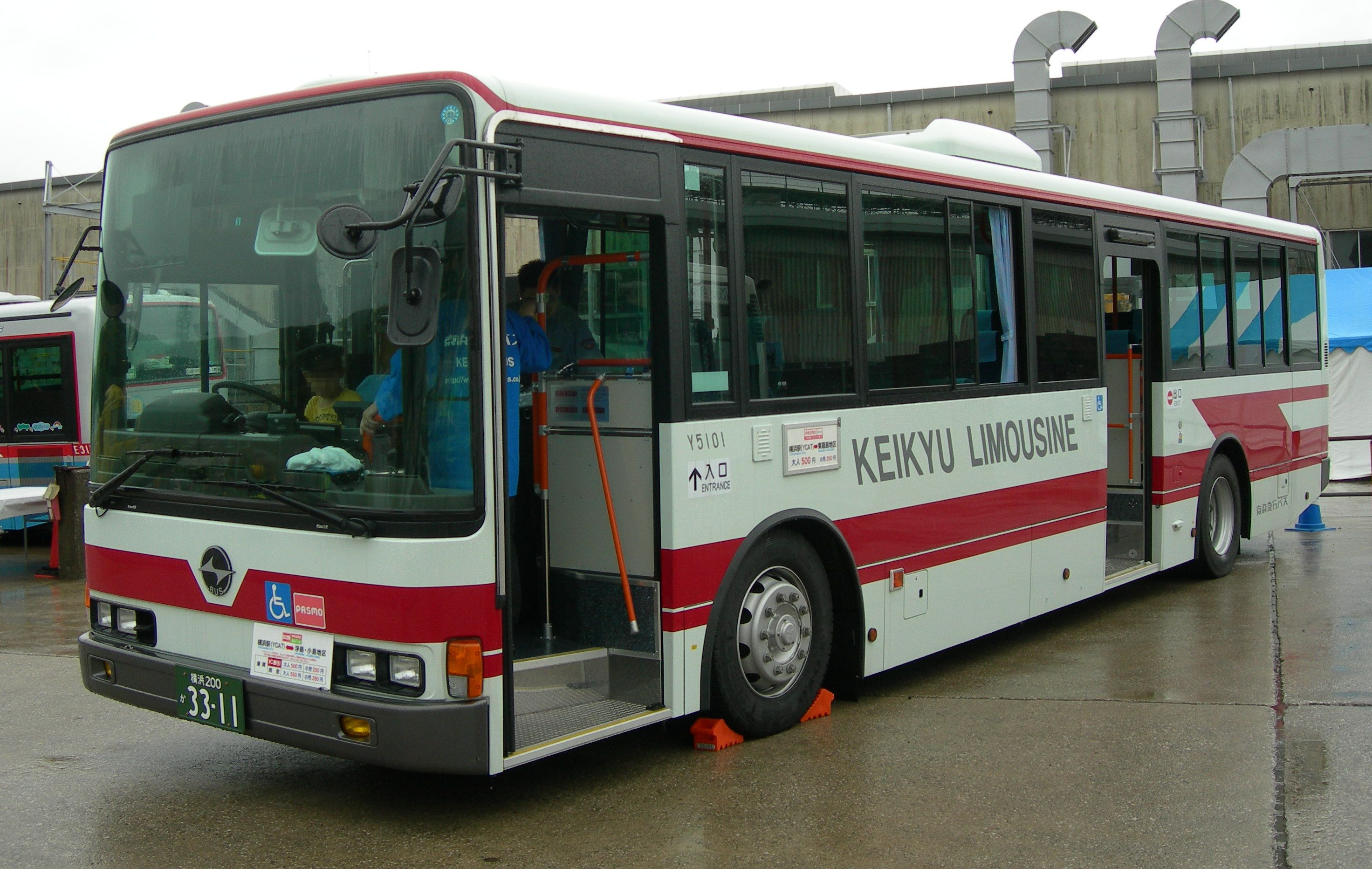
원스텝 LKG-MP35FP 게이힌 급행 버스
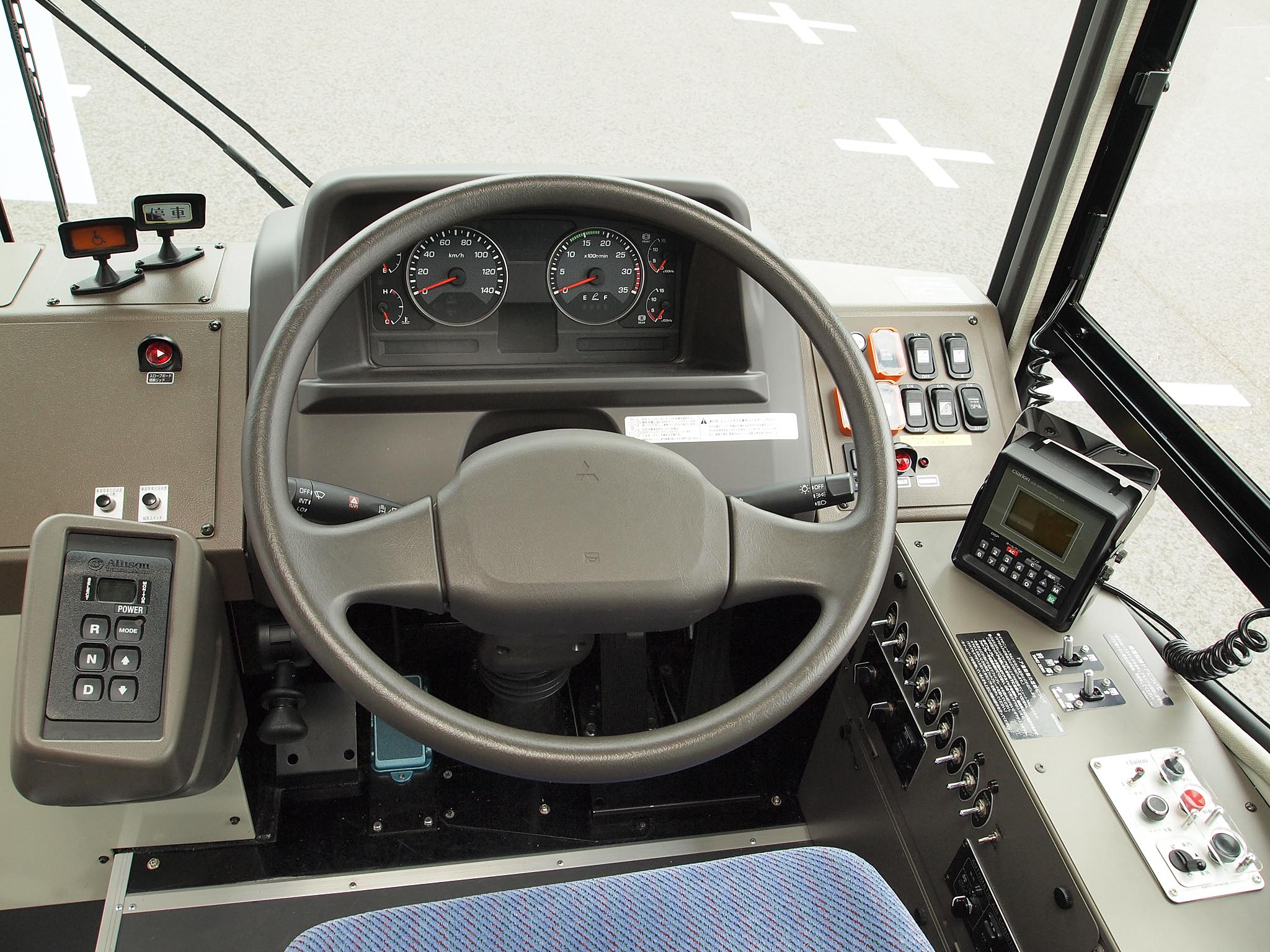
운전석

### QKG-/QDG-MP계(현행 차종)
2012년 4월 20일에 발매가 발표되고 같은 해 7월 2일에 출시했다. LKG- 모델 같이 2010년 배출 가스 규제(포스트 새 장기 규제)에 적합하고 있으며 자가용 투스텝 사양의 일부를 제외하고 중량차 연비 기준 적합 모델이다. LKG- 모델에 대해 질소산화물(NOx)의 10% 저감과 미세먼지(PM)의 30% 저감을 달성하고 있다.
LKG- 모델의 주요 변경점은 아래와 같다.
- 2012년 7월에 시행되는 안전 규제에 대응하여 승무원의 안전성을 향상
- 초기 모델의 브레이크 오버 라이드 시스템을 표준 탑재하고, 오조작을 방지
- 운전석에 3점 다중 감지식 ELR시트 안전 벨트(숄더백 어저스터 기능 탑재)를 채용. 다만 도영 버스 같이 옵션 취급으로 2점식 안전 벨트도 가능.
- 투스텝 버스의 승객석에 안전성이 높고 다중 감지식 ELR 2점식 안전 벨트(맨앞 승객석은 ELR 3점식)를 채용
- 정차 보조 장치를 장착해 승강시의 안전성을 향상
- 안개등을 기존 모델의 노란색에서 에어로 미디(SKG- 모델 이후)와 같은 색의 투명색으로 변경.
- 요소수 탱크의 수지화 대응에 의한 용량 증가(33L→40L)

엔진이나 배출 가스 후처리 장치, 변속기는 LKG- 모델과 마찬가지로 변경된 점은 없다. 에어컨은 LKG- 모델까지 미쓰비시 중공업 제품들이 표준 설정으고 덴소 제품들이 옵션 설정이지만, 덴소 제품들이 표준 설정이 되고 미쓰비시 중공업 제품들이 옵션 설정으로 변경되었다.
|               | WB4.8m     | WB5.3m                | WB6.0m                |
| ------------- | ---------- | --------------------- | --------------------- |
| 논스텝        | QKG-MP37FK | QKG-MP37FM            |                       |
| 원스텝        | QKG-MP35FK | QKG-MP35FM            | QKG-MP35FP            |
| 자가용 투스텝 |            | QKG-MP35FM QDG-MP35FM | QKG-MP35FP QDG-MP35FP |

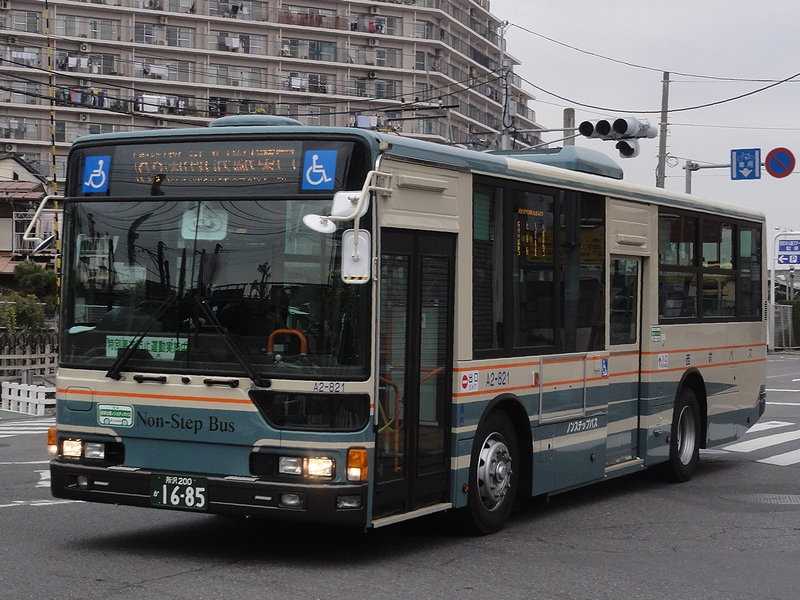
논스텝 QKG-MP37FK 세이부 버스
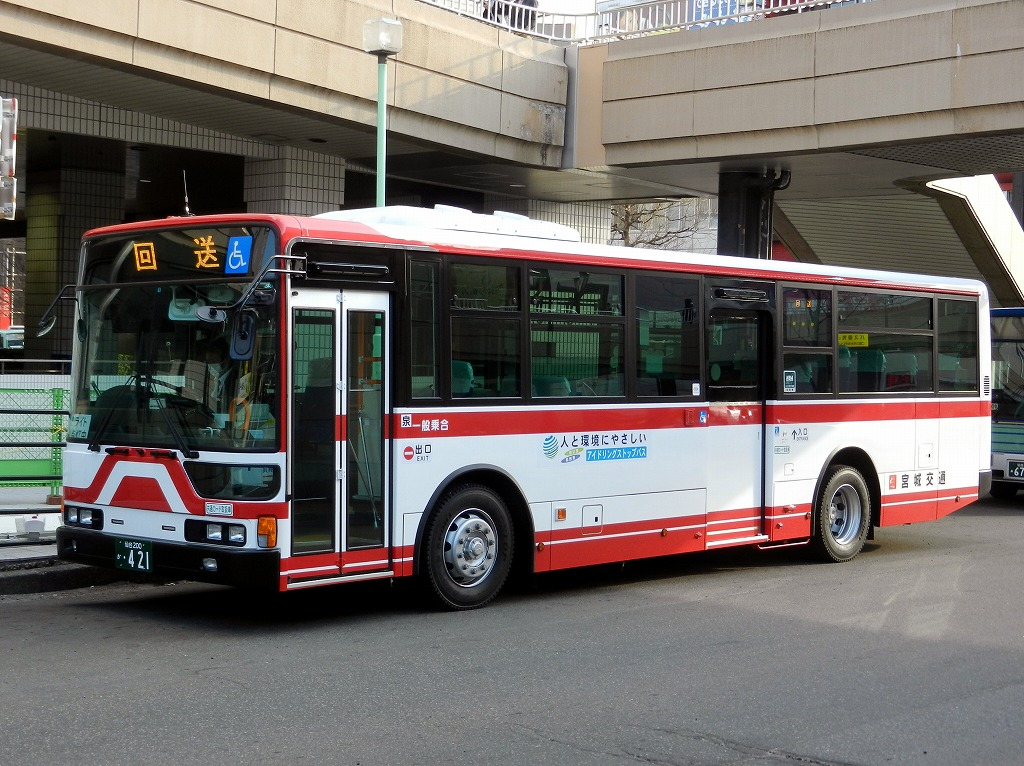
원스텝 QKG-MP35FM 미야기 교통
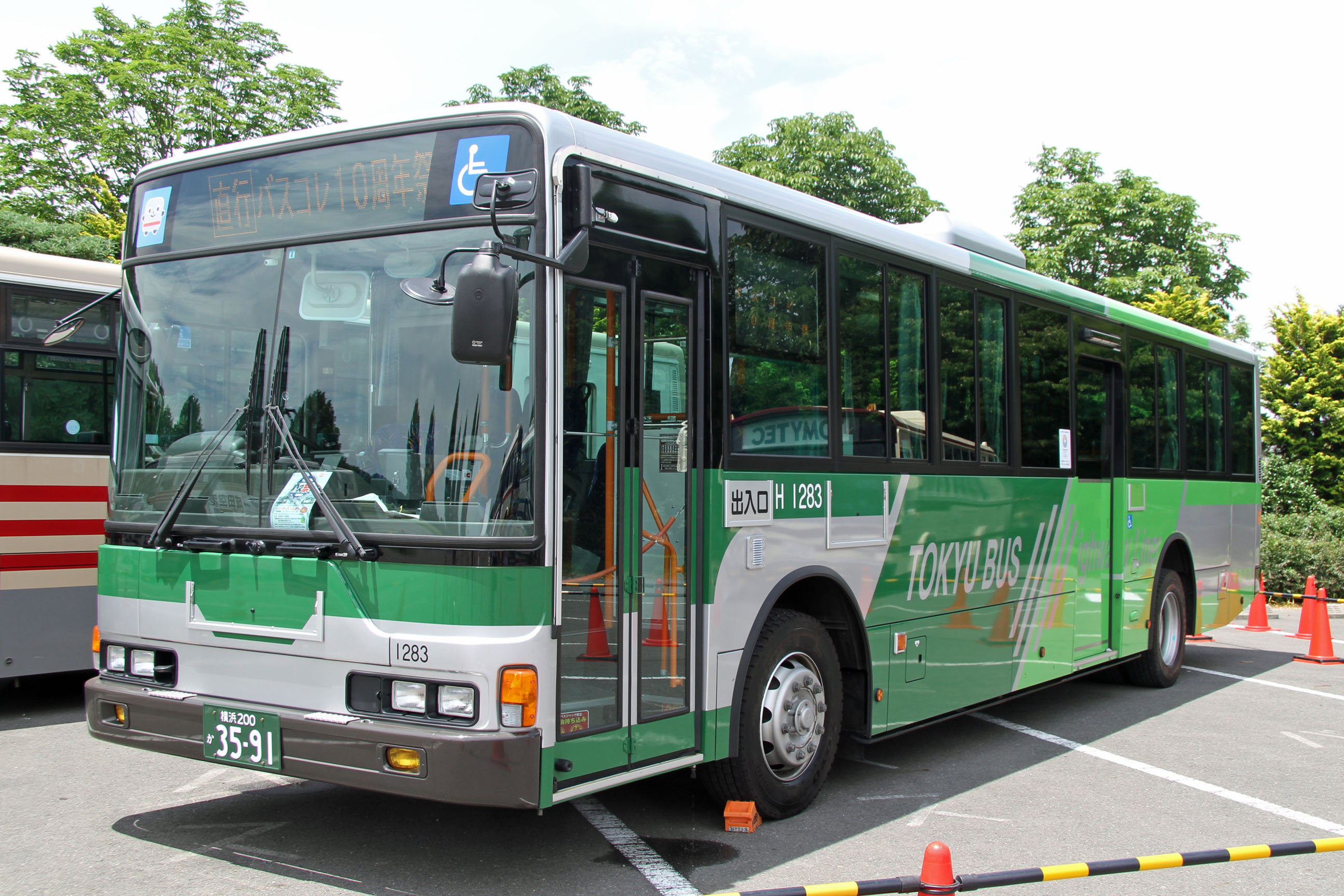
원스텝 QKG-MP35FP 도큐 버스

### CNG 버스

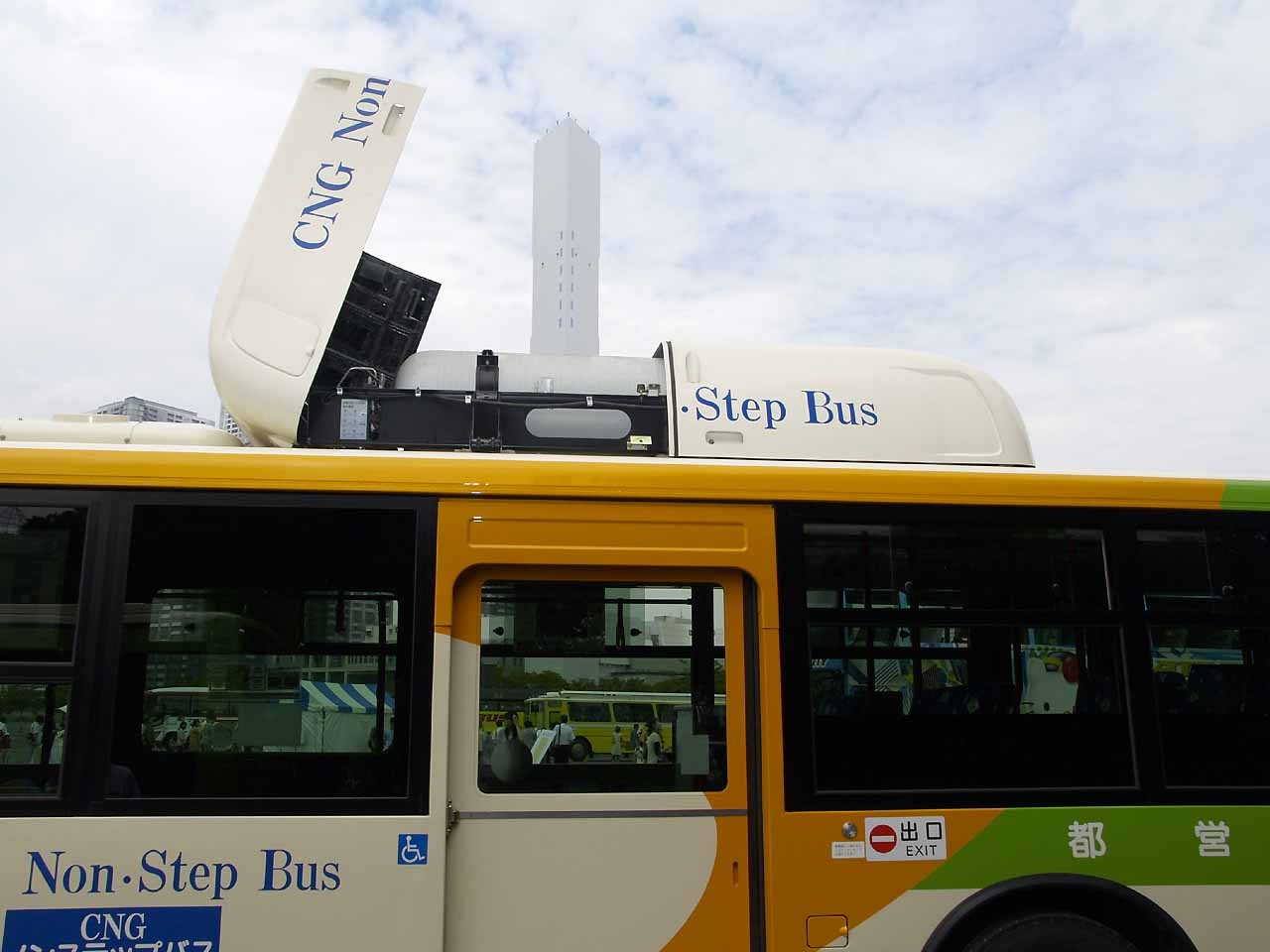
CNG 논스텝 차량의 가스 탱크는 종방향으로 놓여져 커버는 전후 2분할된다.

본 항목에서는 CNG 차량에 관한 설명으로 베이스가 되는 디젤 차량과의 공통 사양은 #2세대 에어로 스타(뉴 에어로 스타)를 참조.

#### KC-MP계
1998년 10월 22일에 발매되었으며 베이스가 되는 디젤 차량의 개조도 취급된다. 삼원 촉매를 사용하여 저공해화와 정숙성이 특징이다. 발매로부터 잠시 에어 서스·투스텝 버스만으로 저상 버스의 출시는 2000년 2월 9일이되었지만 발매 전에 제조된 시작차가 존재한다. 엔진 6D24형(169kW/230ps)를 탑재하고 5단 MT가 표준이다. 서스펜션은 에어 서스 뿐이고, WB 6m 모델의 설정은 없다.
형식은 아래 표를 참조.
|            | WB4.8m      | WB5.3m      |
| ---------- | ----------- | ----------- |
| CNG 투스텝 | KC-MP717K개 | KC-MP717M개 |
| CNG 논스텝 | KC-MP747K개 | KC-MP747M개 |

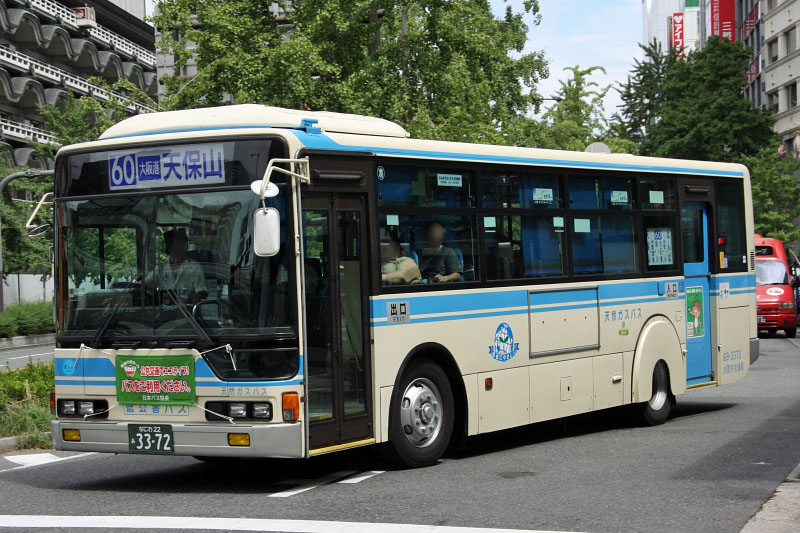
CNG 투스텝 KC-MP717K개 오사카 시 교통국
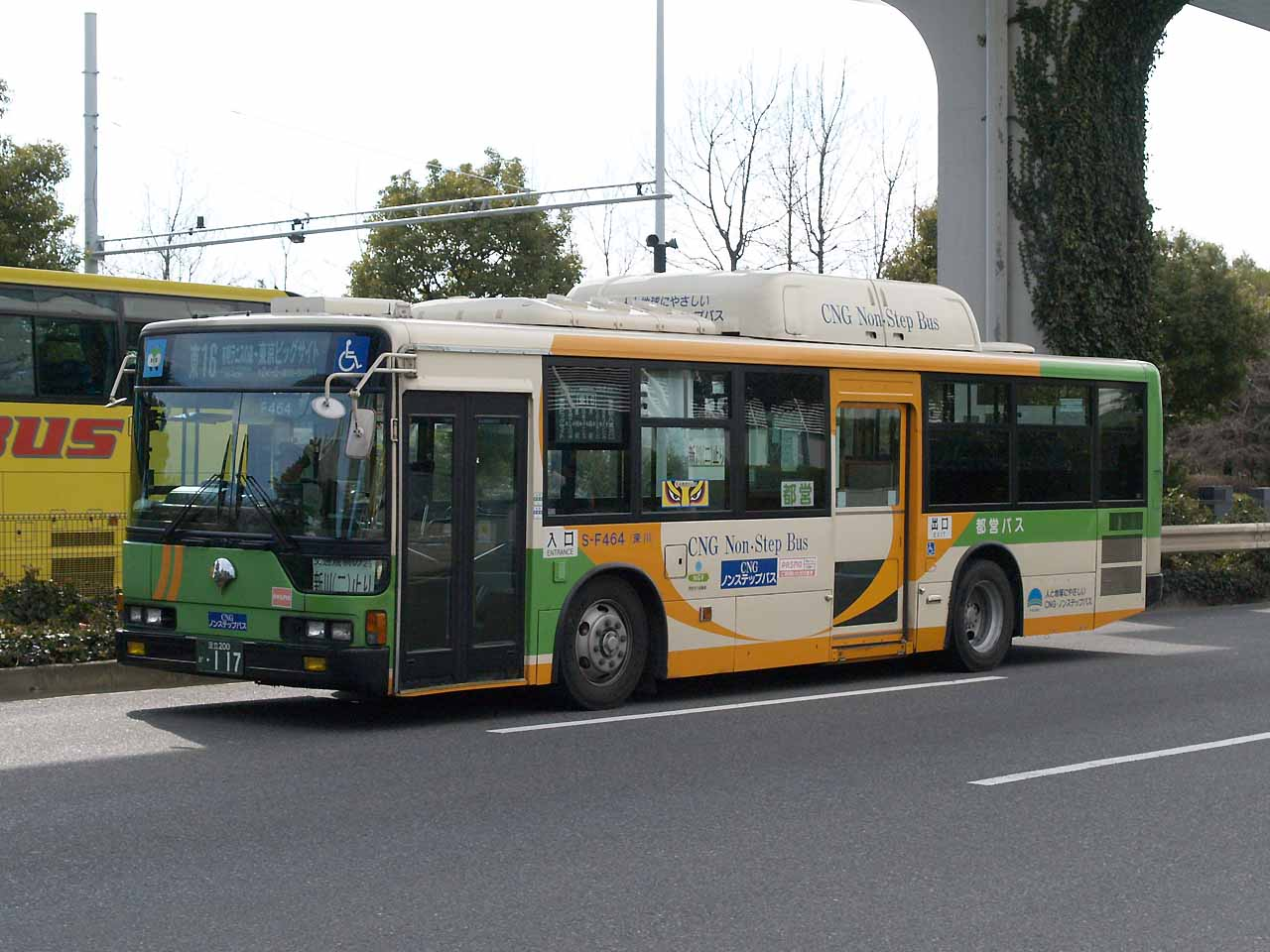
CNG 논스탭(시작차) KC-MP747K 나누기 도쿄 도 교통국

#### KL-MP계
KC-MP계는 구동면에서의 변화는 거의 없고 엔진도 그것과 동일형식을 탑재하고 있지만, 미션은 5단 AT가 표준이 되었다. 또한 투스텝차 설정이 없어졌다.
KL-MP계 디젤차는 2005년 8월로서 발매를 종료하고 PJ-MP계의 출시로 완전 이행했지만 CNG 모델은 새로운 단기 규제의 영향을 받지 않기 때문에 2007년 8월 31일까지 발매되었다. 실제로 디젤 차량의 출시가 PJ-MP계 이후에도 도입 예를 볼 수있다. 2005년 10월 이후에 도입된 차량은 이전 차량 도입과 비교하면 외관면에서 변화가 일어나고 있으며 안개등 소형화, 등화기구의 보안 기준 개정 적합에 따른 리어 콤비네이션 램프의 변경(설치위치 변경) 설치가 의무화 된 측면 반사판 부착 등의 변화가 보였다.
형식은 KL-MP37JK개(WB 4.8m) 또는 KL-MP37JM개(동일한 5.3m)이다.

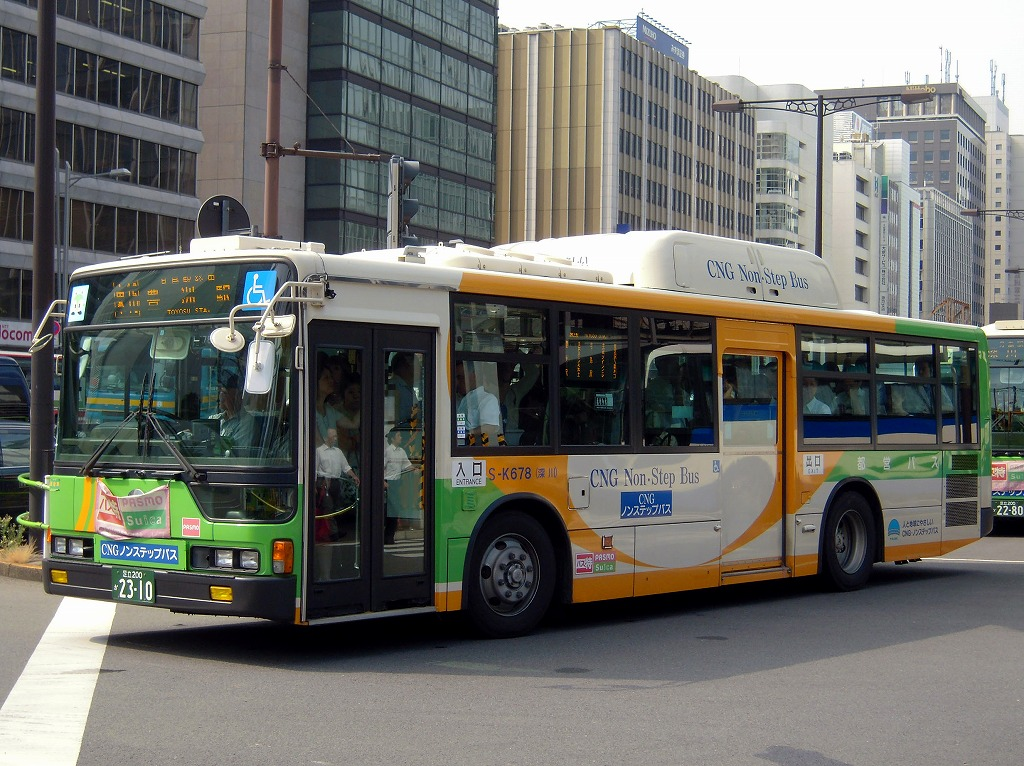
CNG 논스텝 마이너 체인지 이전 KL-MP37JK개 도쿄 도 교통국
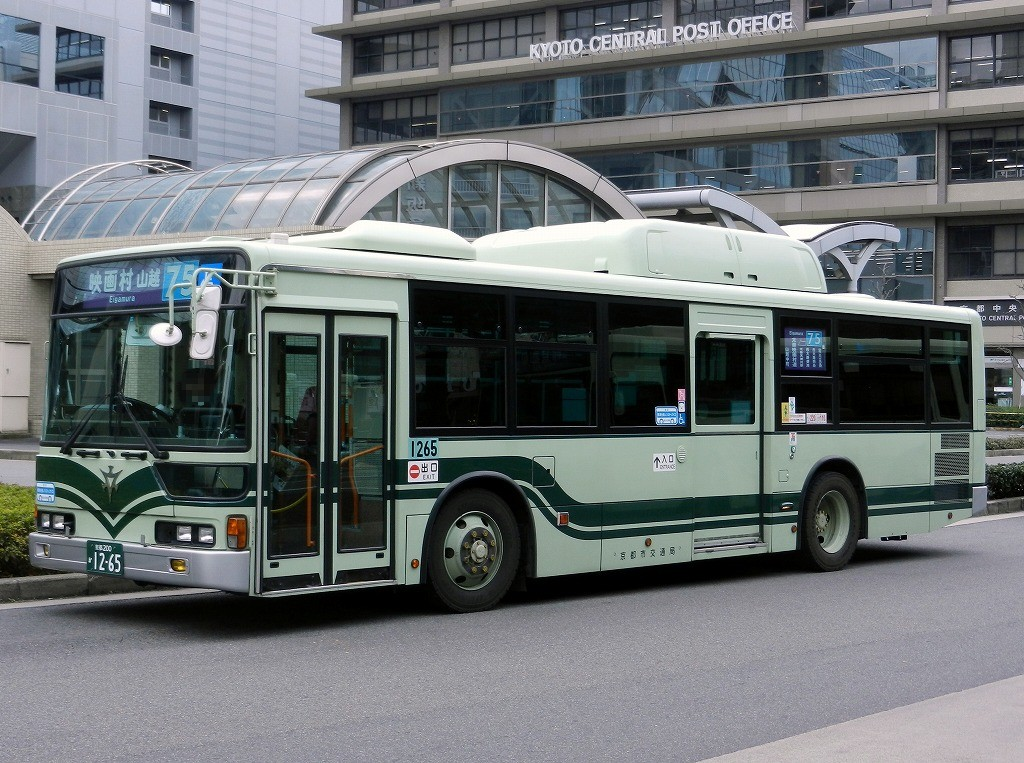
CNG 논스텝 마이너 체인지 이후 KL-MP37JK개 교토 시 교통국

### 축압식 하이브리드 MBECS-III
디젤차의 모델 체인지에 비해 조금 늦었을 때 축압식 하이브리드 모델도 1996년 12월에 MBECS-III로 추가되었다. 또한 1995년 규제(KC- 모델)의 MBECS-III는 불과 9개월 정도 밖에 제조되지 않고 다음 1997년 8월에는 2000년 규제 대응(KL- 모델)이었다. 형식은 에어 서스가 MP737계, 리프 서스가 MP337계로 되어 KC- 모델, KL- 모델 모두 MP737K/MP337K가 휠 베이스 4.8m, MP737M/MP337M이 휠 베이스 5.3m이다.
덧붙여 2000년 5월 23일에 2000년 배기가스 규제에 따른 경유차 엔진 관계의 개량이 이루어졌으나 축압식 하이브리드 MBECS-III는 생산이 중단되었다.
말기의 모델은 앞문이 원스텝, 중간문이 투스텝인 차량이 존재한다.

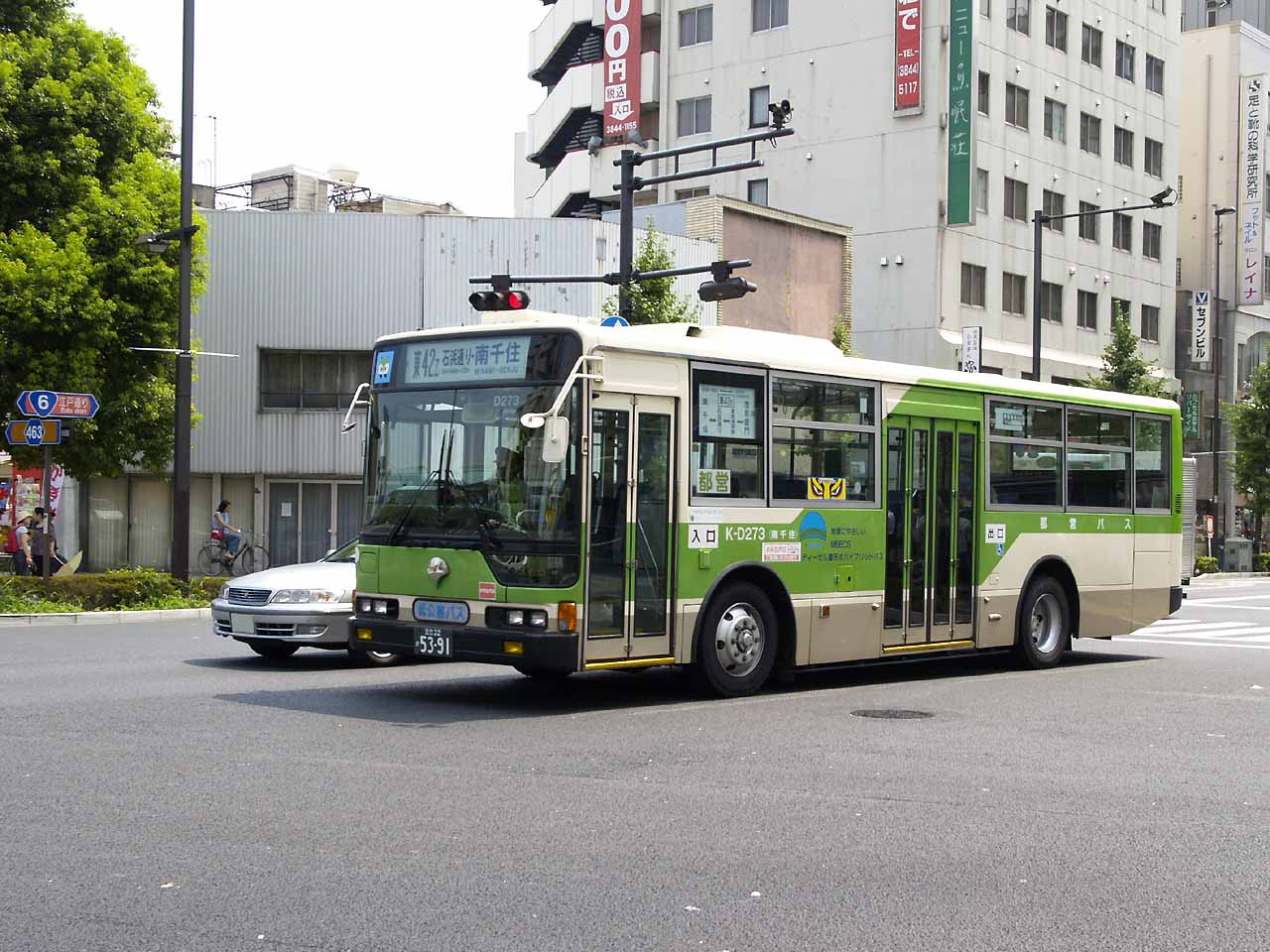
MBECS-III KL-MP737K 도쿄도 교통국
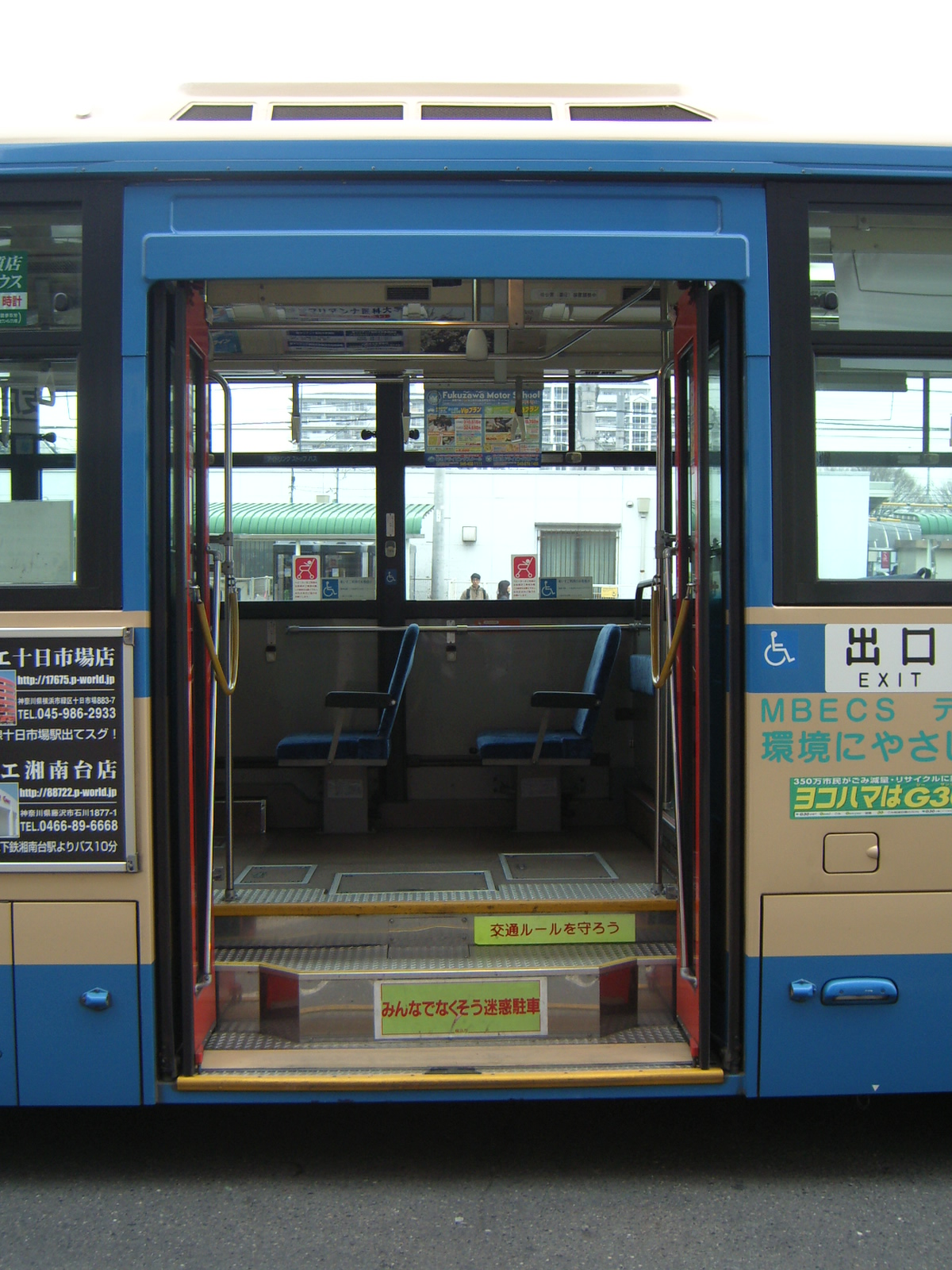
MBECS-III KL-MP737K 요코하마시 교통국 중간문 부분은 투스텝

### 에어로 스타 HEV
축압식 하이브리드 자동차 'MBECS'대신 개발된 전기 하이브리드 모델이다. 2000년 도쿄 모터쇼에서 참고 출품되었다. 히노 블루 리본 시티 하이브리드 (HIMR)와 달리 시리즈 하이브리드 기구를 채용했으며, 엔진은 에어로 미디의 6M61(직렬 6기통 8201cc)을 탑재하고 주행용 모터의 발전기에 동력원과 에너지 흡수에 전동기를 사용한다.
2002년 6월에 문을 3도에에서 2도어로 변경한 프로토 타입 차량 시리즈식 전기 하이브리드 버스 HEV(통칭 전기 버스)의 시험 운행이 엔슈 철도에서 시작되어 2002년 월드컵 수송(가케가와 역 - 에코파)에도 사용되었다. 같은 해 후반부터 2005년 도쿄 도 디젤 규제에 대응한 저압 터보 부착 엔진 차량도 추가되었다.
2004년 2월 23일부터 시리즈식 전기 하이브리드 버스 HEV가 정식 발매되고 시험 운행을 실시했다 엔슈 철도와 나고야 철도(현 메이테츠 버스)가 도입했다. 또한 데모카는 메이테츠 버스에 대출되고 아이치 엑스포 셔틀 버스로 사용된 후 기후승합자동차에서 구입했다. 간토 8도현시 · 긴키권 LEV-6 '유'지정 저공해차이다. 따라서 현재는 엔슈 철도 2대 (2012년 1대 폐차되었으며 현재는 1대만 등록) 메이테츠 버스 2대, 기후승합자동차에 1대 도입되었다.
개발 초기 차량은 총 전압: 648 [V], 최대 용량: 24 [Ah], 모터 최고 출력: 150×2(300) [kW], 모터 최대 토크: 360×2(720) [Nm]이었지만, 에너지 밀도 등의 관점에서 전체 전지 전압은 612 [V], 모터의 최고 출력은 90 kW×2로 변경되었다.
발전용 엔진 회전 수는 1700[rpm]으로 고정되어 있으며 이것은 6M61형 엔진의 최대 토크 539[Nm]/1700rpm을 발휘하는 값이 된다. 이 엔진은 보조 기기에 맞는 냉방용 에어컨 컴프레서 및 브레이크 등의 공기 압축기가 일체형으로 되어있으며, 또한 기타 보조 기기는 전기 모터로 구동되고 있다.
이 외에도 후륜에는 브리지스톤제 초편평 싱글 타이어(435/45R22.5, 동하중 반경: 0.4699[m])을 채용하고 후륜부의 통로폭이 확대되었다.
각 구성요소 제조업체는 배터리가 구 일본 전지(현 GS 유아사) 모터, VVVF 인버터는 지멘스, 모터 감속기는 FLENDER가 되고있다.
디젤 논스텝 모델로 KL-MP37JM 개장 취급이므로 형식은 KL-MP37JM개가 되고있다.

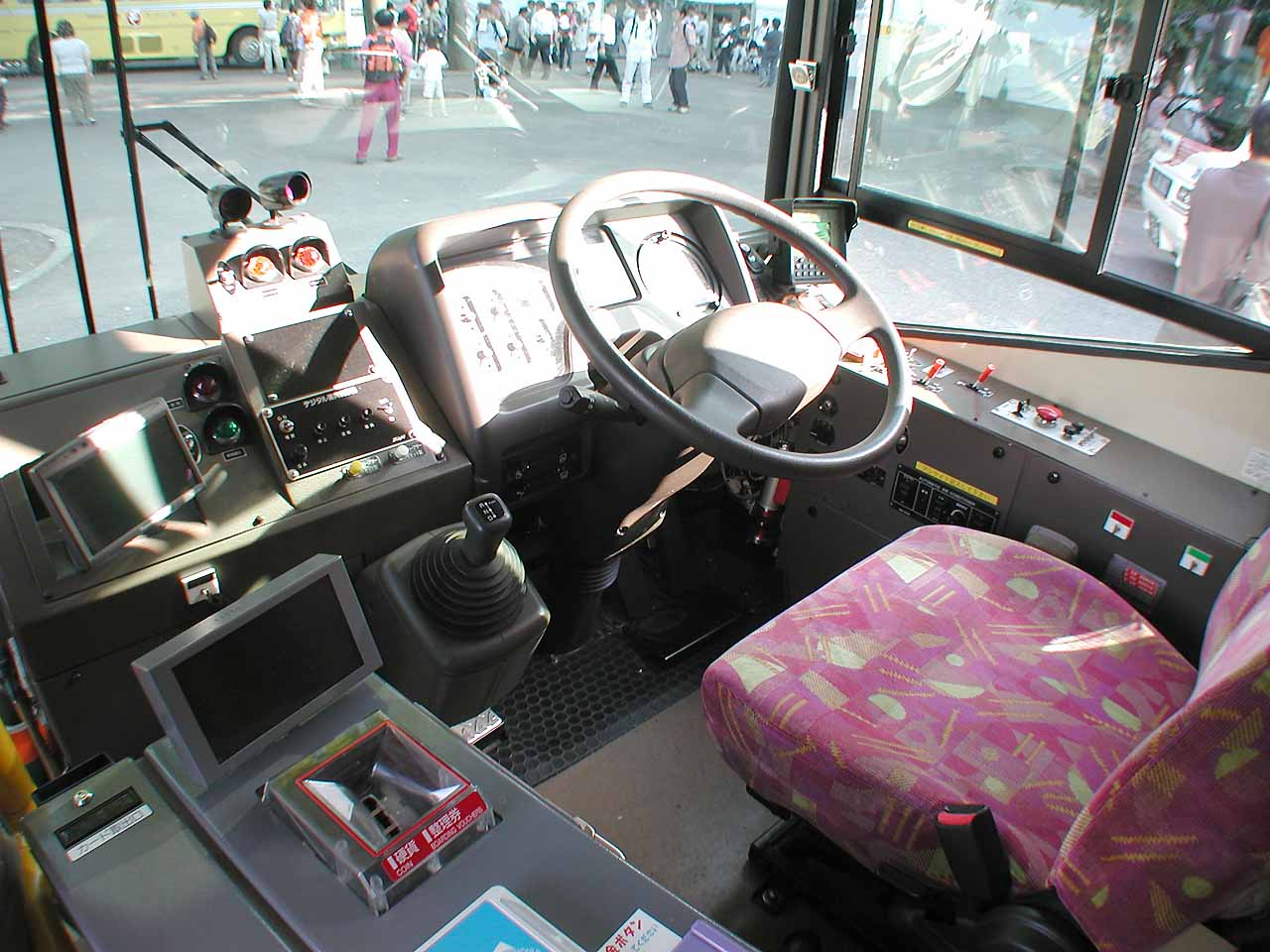
운전석 엔슈 철도

- 운전석
엔슈 철도

### 에어로 스타 에코 하이브리드
2007년 9월 26일에 발매를 시작했다. 2005년 배출 가스 규제 및 2015년 중량차 연비 기준을 준수한다. 기준치에 비해 미세먼지(PM) 및 질소 산화물(NOx)의 10% 감소에 성공하였다.
발전용 디젤 엔진은 로자의 4M50계(직렬 4기통 배기량 4,899cc)를 채용하며 회생 제동을 탑재하고 있다. 이들과 함께 연비 및 높은 정숙성을 실현하고 있다. 에어로 스타 에코 하이브리드는 이전 에어로 스타 HEV와 달리 증속기를 통해 발전용 모터로 동력을 전달하고있다. 발전용 모터는 회전수 3,917rpm에서 40kW를 발전한다. 이 기술은 다임러에 제공되며 시타로 G 하이브리드에 이용되고 있다.
논스텝 버스 전용모델로, 휠베이스 4.8m가 BJG-MP37TKF, 같은 5.3m 모델이 BJG-MP37TMF로 되어있다.
일부 제원은 총 전압 634 V, 최대 전류 용량 22 Ah, 모터 최고 출력 79×2(158) kW, 모터 최대 토크 355×2(710) N·m, 발전기 증속 비율 2.448이며 모터 감속 비율이 변화하더라도 액슬 감속비는 변하지 않는다.
발전용 엔진 회전수는 1,600rpm으로 고정되어 있으며 이것은 4M50형 엔진의 최대 토크 530N·m를 발휘하는 값이된다. 에코 하이브리드 엔진은 보조 기기없이 모든 보조 기기를 전기 모터로 구동하여 엔진 시동 횟수를 줄이고 있다.
그 외에 뒷바퀴에 이어 초편평 싱글 타이어(435/45R22.5 동하중 반경 0.4699m)가 채용되었다.
운전석 주위의 계기류는 PKG-MP35계와 거의 같지만 회전계가 주로 배터리 잔량 게이지로 디젤에서는 생략된 배터리 전류 측정기가 탑재되었으며, 반대로 유압계는 생략 되었다.
각 구성 요소 제조업체는 배터리는 히타치 제작소와 VVVF 인버터는 지멘스, 감속기는 FLENDER로 되고있다. 포스트 신 장기규제를 준수하지 않고 2010년 9월말 생산을 중단했다.
료비 버스에는 차체 지붕에 버스로는 세계 최초의 태양 전지 패널(산요 전기)을 설치하여 태양 전지 전기로 차내의 LED 조명을 사용하며, 같은 버스로는 세계 최초 '멀티 앵글 비전' 모니터(후지쓰 전기)를 운전석에 설치한 차량(BJG-MP37TMF개, 애칭: SOLARVE(소라비))이 있다.

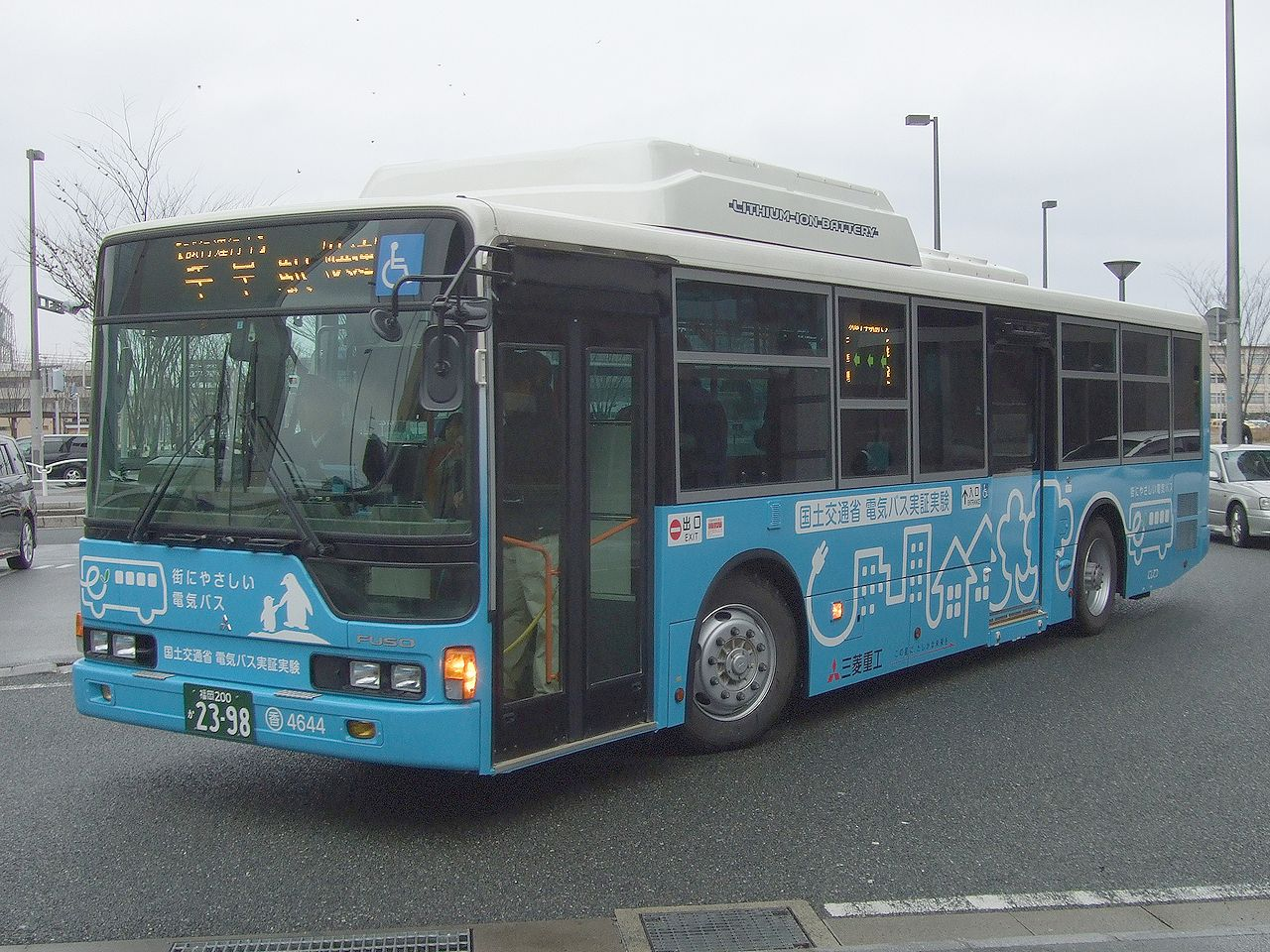
에코 하이브리드를 개조한 플러그인식 전기버스 시작차 국토 교통성·후쿠오카 시에서 실시하는 사회 실험중인 것. 운행은 서일본 철도

## 같이 보기
- 미쓰비시후소트럭 버스
- 현대 에어로시티